# Gandhara

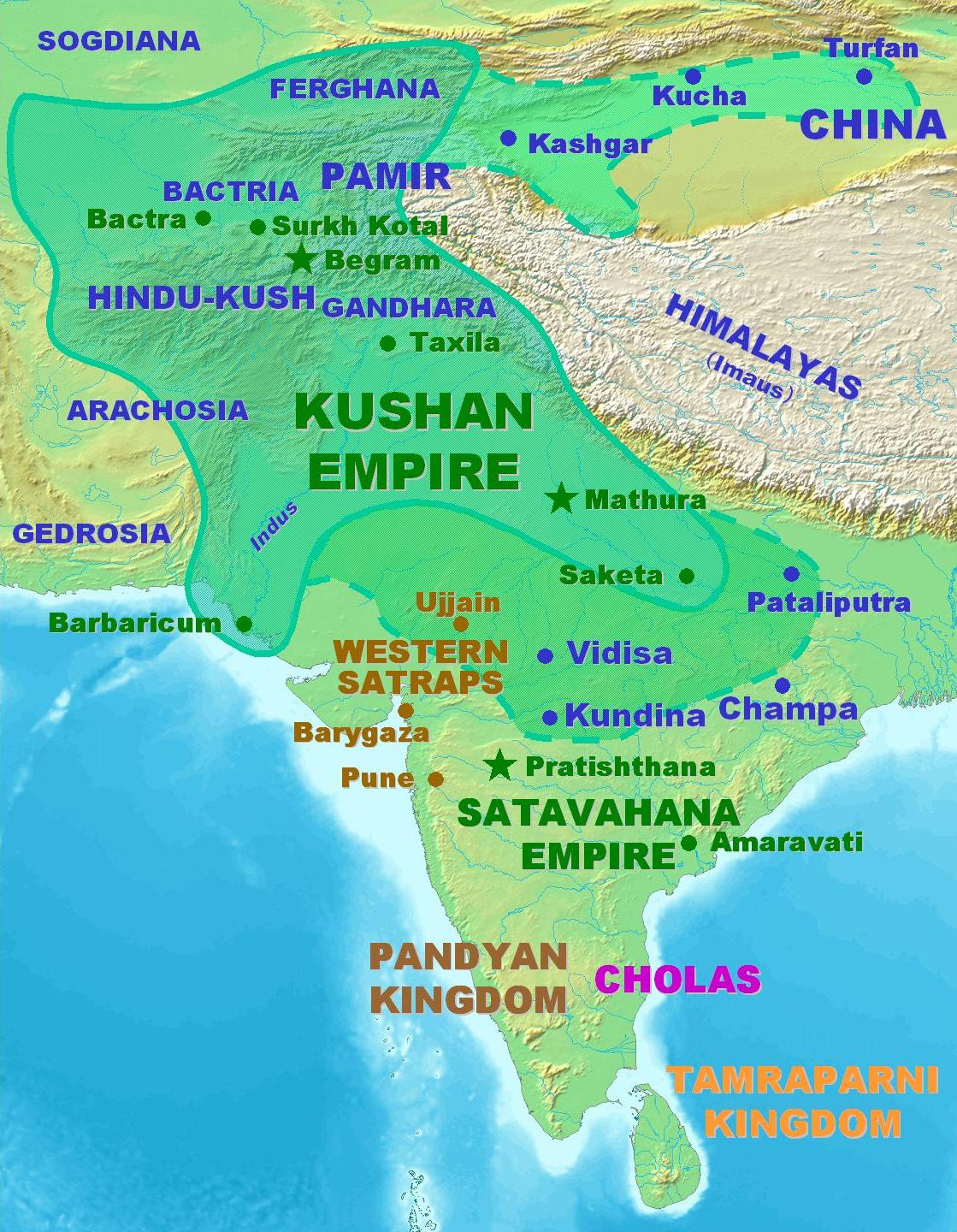
Empire kouchan à l'époque de Kanishka

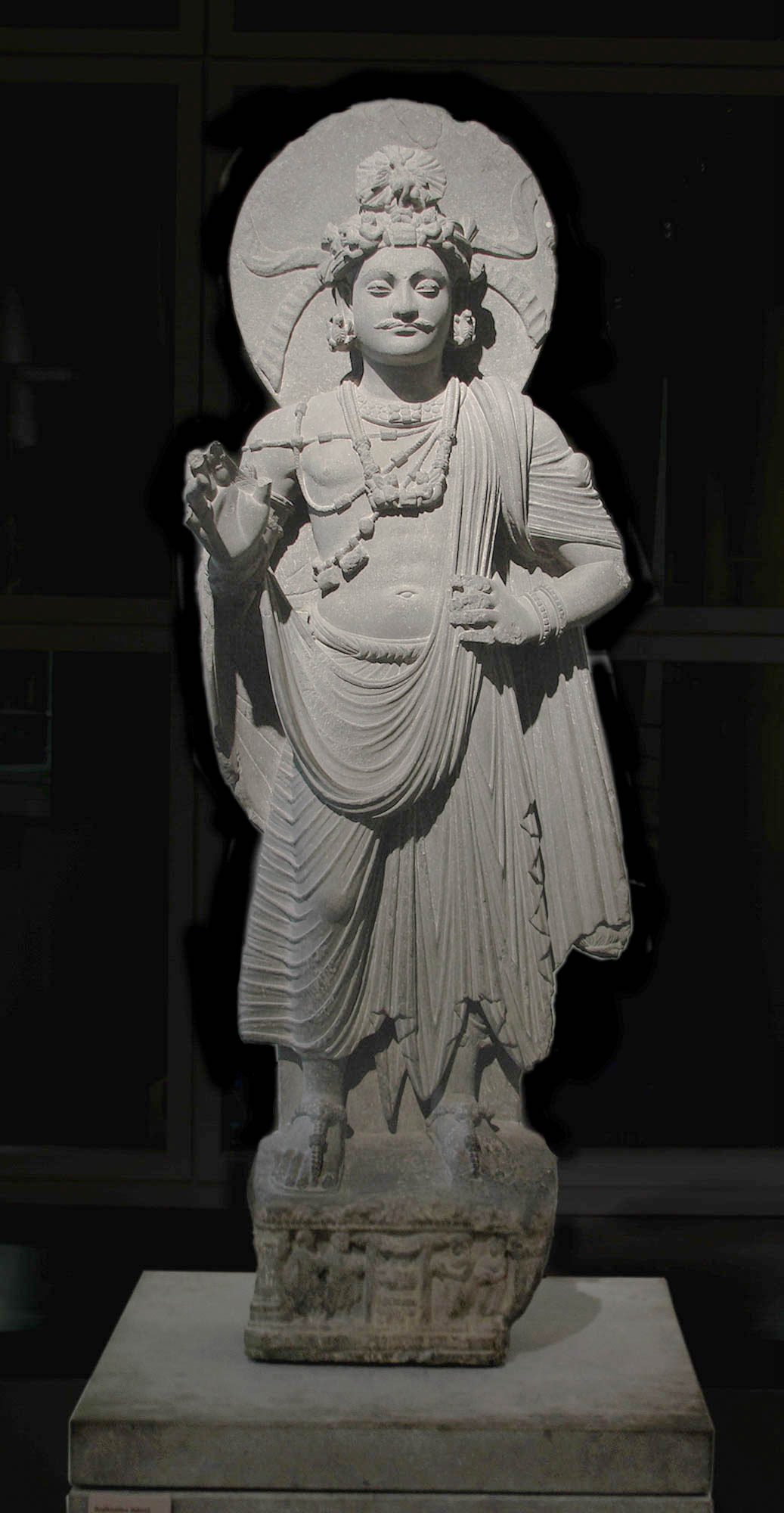
Bodhisattva debout, monastère de Shahbaz-Garhi,. Schiste, H. 120 cm. Musée Guimet, Paris

Le Gandhara (en sanskrit : गन्धार, Gandhāra) est le nom antique d'une région située dans le nord-ouest de l'actuel Pakistan. Plus précisément, le bassin de Peshawar, avec une muraille verticale de montagnes sur trois côtés et la vallée de l'Indus sur le quatrième côté. Ses villes principales étaient Purushapura — l'actuelle Peshawar — à l'ouest, Mardan, au centre, et, sur sa frontière est, Taxila : trois centres commerciaux de premier plan entre la Chine, l'Inde et l'Occident au début de notre ère. Cette région essentielle au commerce était aussi un riche terroir : il fut occupé par de nombreux envahisseurs étrangers. Les cultures que ceux-ci apportaient se fondaient dans la culture locale composite et tolérante. Ce fut en particulier le cas dans les royaumes indo-grecs, IIe – Ier siècle avant l'ère commune (AEC) et dans l'empire kouchan (env. Ier – IIIe siècle de l'ère commune). Puis le Gandhara traversa des moments plus confus, jusqu'à l’expansion de la religion musulmane avec les Saffarides (861-1003). Peu après, le nom même de « Gandhara » s'appliqua à une autre région.
Le bouddhisme du Gandhara et des régions avoisinantes a vu la naissance du bouddhisme mahāyāna et a influencé de manière importante le bouddhisme d'Extrême-Orient ; les premiers missionnaires et traducteurs actifs en Chine, ainsi que la majorité des sûtras, provenaient de ces régions, indo-grecques et kouchanes. L'influence du Gandhara s'exerça aussi sur le bouddhisme tibétain par l'intermédiaire de l'école yogacara (ou cittamātra), fondée par Asanga et Vasubandhu, deux frères gandharais. Les manuscrits bouddhiques les plus anciens, qui sont aussi les manuscrits indiens les plus anciens, ont été trouvés au Gandhara. Ils sont écrits en gandhari, langage en usage dans le royaume, dérivant du sanskrit et noté en écriture kharosti.
C'est dans la région du Gandhara — ainsi qu'à Mathura (à proximité de Delhi) — que sont apparues les premières images du Bouddha sous forme d'un être humain. Et c'est au Gandhara qu'est supposé se trouver le lac Dhanakosha, lieu de naissance de Padmasambhava, fondateur du bouddhisme tibétain.
L'art du Gandhara a fait l'objet d'études précises par Alfred Foucher qui publiait dès 1905 une œuvre majeure : « L'art gréco-bouddhique du Gandhâra. Étude sur les origines de l'influence classique dans l'art bouddhique de l'Inde et de l'Extrême-Orient ». Il créait, ce faisant, le concept problématique d'« art gréco-bouddhique ». Ce terme est problématique en effet : de nombreuses cultures entrent ici en contact, et pas seulement l'art grec ou hellénistique avec la culture bouddhique, d'origine indienne, mais aussi les cultures romaine et parthe (laquelle, d'origine scythe intègre des éléments perses, grecs et iraniens). Les formes qui nous sont parvenues, au Gandhara et dans les régions voisines, en offrent souvent une synthèse étonnante. Pour ces raisons l'art du Gandhara a été collectionné dès la fin du XIXe siècle, analysé en détail, et fait encore, au début du XXIe siècle l'objet d'études de plus en plus poussées.

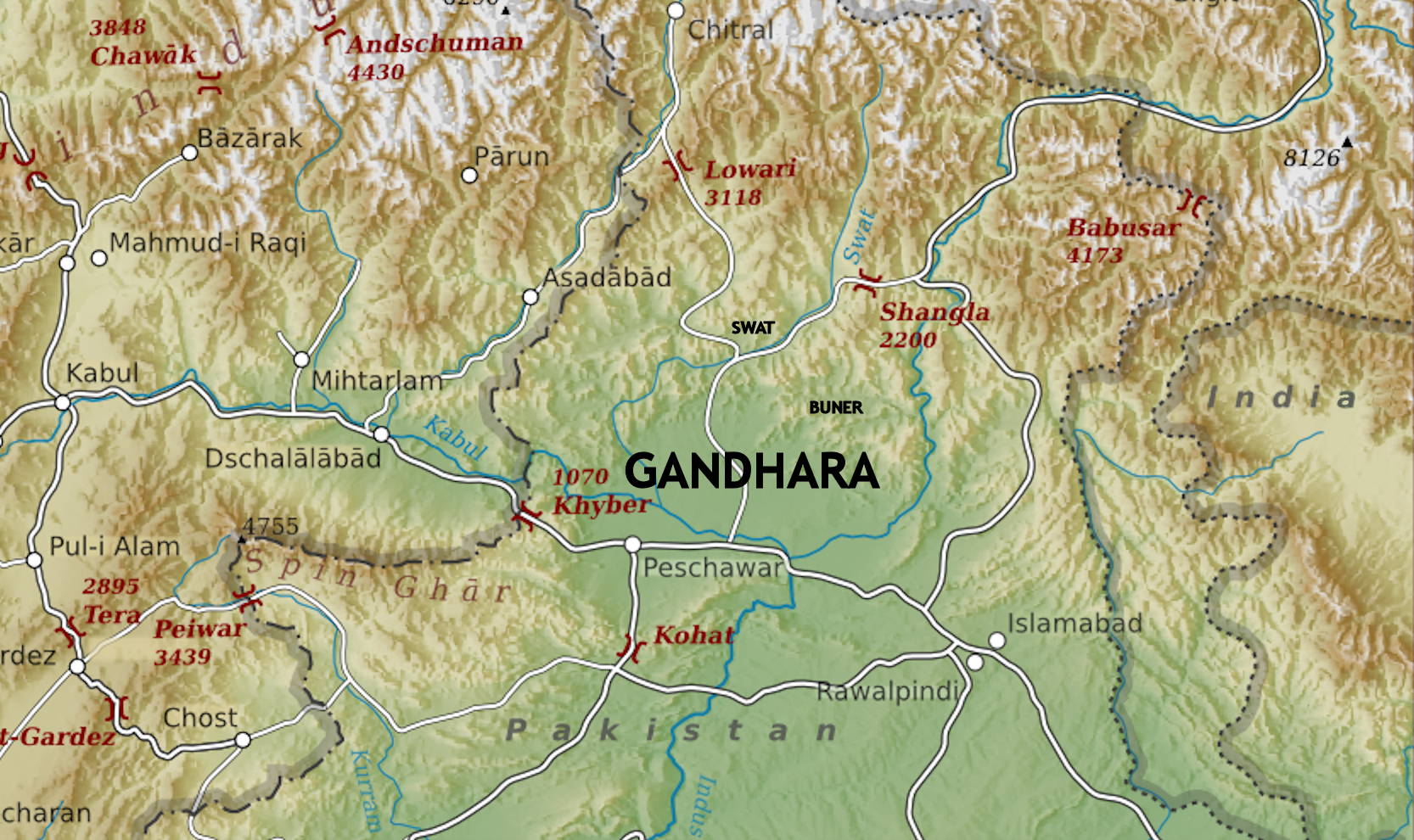
Situation générale du bassin du Gandhara.

## Nom
Le nom du royaume s'écrit dans les langues suivantes :
- sanskrit : गन्धार (Gandhāra)
- ourdou : گندھارا (Gandhārā)
- pachto : ګندهارا (Gandḥārā)
- pendjabi: گندھارا
- persan: ویهیند

## Géographie

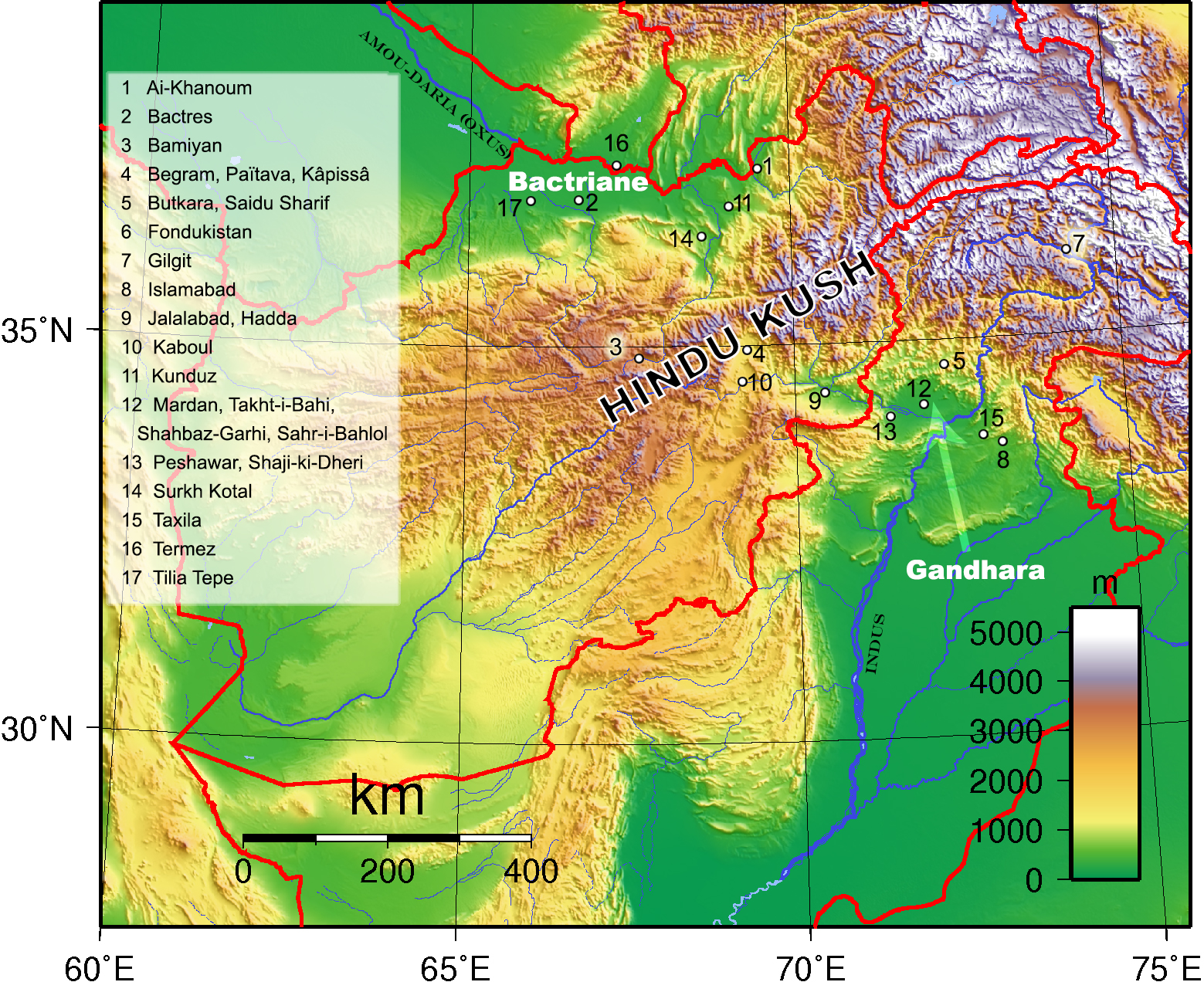
Carte topographique des principaux sites du Gandhara et de Bactriane.

### Localisation

#### La région géographique: le Gandhara
Le Gandhara correspond, au plan strictement géographique, à une partie du Nord du Pakistan actuel, sur les rives de la rivière Kaboul jusqu'à son confluent avec l'Indus à l'Est. C'est une plaine limitée à l'Ouest et au Nord par les très hautes montagnes de l'Hindou Kouch, au Nord-est par des collines et les massifs montagneux du Karakoram, et au Sud par des zones rapidement sèches. Les villes contemporaines de cette région : Peshawar et Mardan sont les plus grandes villes de la province du Khyber Pakhtunkhwa. Cette plaine, en demi-cercle, s'inscrit à l'intérieur d'une surface de 80 × 140 km.
- Commerce. Situé sur la route commerciale du nord (en) de l'Inde - l'Uttarapatha, actuellement la Grand Trunk Road - le Gandhara a été et reste aujourd'hui un centre d'activités commerciales internationales et un important nœud de communication entre la Perse et l'Asie centrale.

#### L'aire culturelle: «Grand Gandhara»
Les frontières des royaumes ou des empires qui exercent, dans l'Antiquité, le pouvoir au Gandhara varient suivant les époques, mais la région du Gandhara est indépendante de ces frontières fluctuantes. Le centre est situé sur le bassin de Peshawar, et Taxila en est la ville la plus à l'Est.
Par contre la culture du Gandhara est plus étendue. Les zones frontalières du Gandhara (où l'art est peu différencié de celui qu'on trouve dans la partie centrale) s'étendent jusqu'à la vallée de la Swat et permettent d'inclure des parties du nord-ouest du Pendjab et des vallées du Karakoram, dont celle de la Gilgit. D'autres cités comme Hadda, à l'extrême est de l'Afghanistan, dans la Passe de Khyber, sont des centres culturels importants intimement connectés avec le Gandhara. 
Les chercheurs ne sont pas tous d'accord sur ces zones frontalières qui constituent, avec le Gandhara, ce que certains ont appelé le « Grand Gandhara ». Le critère pouvant être résumé ainsi : il faut, pour être inclus dans le « Grand Gandhara », faire partie de son aire culturelle. Par « aire culturelle » il faut entendre un espace où des populations partagent un langage (le Gandhari), une écriture (le kharosthi), un langage artistique (l'art du Gandhara) et une histoire commune (le Gandhara ayant été, au début de son développement, inclus dans l'Empire achéménide). Ainsi l'aire culturelle du « Grand Gandhara » ne se limite-t-elle pas au Pakistan mais s'étend au-delà du bassin de Peshawar non seulement jusqu'à Taxila, mais sur les nombreux sites de la vallée de la rivière Swat au Pakistan, ainsi qu'à l'Ouest sur l'Afghanistan (Hadda, à proximité de Jalalabad...), et au Nord sur l'ancienne Route du Karakorum, comme à Gilgit, la capitale du Gilgit-Baltistan. Le Grand Gandhara peut aussi s'étendre très loin selon certains auteurs : le Greater Gandhara de Richard Salomon (traducteur des textes en Gandhari trouvés à Hadda) propose l'appellation « Greater Gandhara » pour toutes les régions où l'on a trouvé des traces de la langue Gandhari (rédigée d'ailleurs en écriture kharoṣṭhī). Cette « aire kharoshthi » (celle de l'écriture) que Gérard Fussman considère comme "pas tout à fait faux" . Selon cet auteur, à partir du IIIe siècle l'aire du Grand Gandhara se confond dans cette région avec le grand Cachemire et, bien avant, il se confond, dans cette région, avec la Bactriane. Donc c'est une région qui n'est pas clairement délimitée. C'est simplement l'aire de la diffusion de la kharoṣṭhī, et l'aire de la diffusion de la kharoṣṭhī, en Bactriane, est en concurrence, depuis toujours, avec deux autres écritures : l'écriture araméenne et l'écriture grecque. La Bactriane, (pour certains relevant du Grand Gandhara) est un pays où la kharoṣṭhī ne joue qu'un rôle minime ». Et plus loin : [à la différence de ce que peut recouvrir la notion de Greater India] « jamais le Grand Gandhara n'a représenté d'unité politique. Le Gandhara, lui-même, a toujours été représenté au sein d'unités politiques beaucoup plus vastes, lesquelles n'ont pas toujours recouvert les mêmes frontières. Il n'y a pas d'unité de religion. Pour la Bactriane, la population est restée, en majorité, très probablement, mazdéenne. Le Gandhara, lui-même, quand on regarde l'onomastique (les noms propres) montre une présence bouddhique et hindoue, toutes deux aussi massives (les hindous n'avaient alors aucun temple et très peu de sculptures). Quant aux langues à Khotan et Niya (actuellement au Xinjiang, en RPC), où l'on a trouvé les textes en kharoṣṭhī, des restes de temples bouddhistes, et c'est par le bouddhisme qu'est venue l'écriture kharoṣṭhī et une partie de la (langue) gandhari, mais on ne sait rien, en fait, sur les cultes réels ». « Quand on aura édité les textes (dans une dizaine d'années) on pourra [voir les proximités et les différences], entre la langue de Hadda, celle du Badjaour (District de Bajaur), et celle du Gandhara proprement dit [...] ». Des études précises sur les provinces devraient éclaircir cette question du « Grand Gandhara ». Concept qui n'a pas de signification ni au Kapissa ni au Cachemire. « À partir du IIe siècle, et même un peu avant, dans beaucoup d'endroits, la langue kharoṣṭhī est remplacée par la brahmi alors que rien ne peut dire que la langue a changé et que l'origine des moines a changé. » [...].
Deux espaces et les nombreuses régions qui les constituent sont donc en question dans les débats sur l'extension du Grand Gandhara :
L'Est, en territoire afghan, incluant en particulier les sites de Hadda (à proximité de Jellalabad),  Shotorak, avec ses monastères (en) (près de Begram) et Ghazni (au sud-ouest de Kaboul) ainsi que l'unique colonne subsistant : celle de Minar-e Chakri, près de Kaboul. On peut aussi inclure les sites de la vallée de la Kunar et de la région de Bajaur. Enfin l'aire culturelle du Gandhara ne doit pas être étendue, pour Gérard Fussman, jusqu'à la Bactriane, en particulier dans sa partie Sud : Chaqalaq tepe - un village fortifié -  et Haïbak (en) ; alors que Richard Salomon n'est pas de cet avis. De même, Bamiyan ne relève pas de l'aire culturelle du Gandhara selon G. Fussman, alors que Kurt A. Behrendt l'inscrit dans son propos sans faire de distinction.
Le Nord-Est : les populations du Gandhara ont laissé des monuments bouddhistes portant des inscriptions qui ont fait l'objet d'études précises par les chercheurs de l'Université de Heidelberg. Ces stupas sont situés sur la grande route du Karakorum (ou Karakoram) en direction du Xinjiang (le site de Gilgit, entre autres). Mais K. A. Behrendt n'y fait aucune allusion.

### Localisation de l'art du Gandhara et de l'art «gréco-bouddhique»

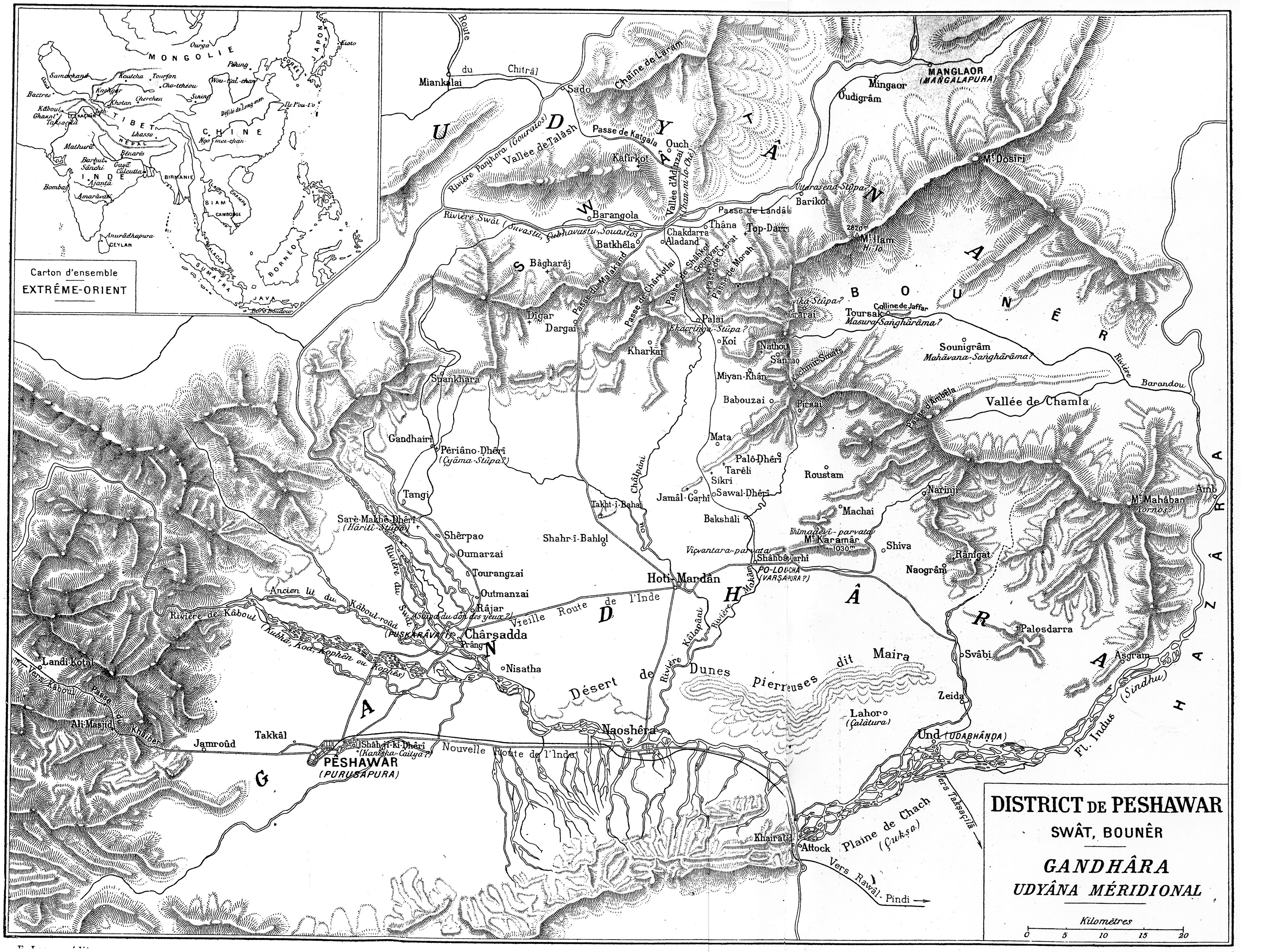
Carte tirée de : Alfred Foucher, Les bas-reliefs gréco-bouddhiques du Gandhâra, vol. 1, Imprimerie nationale, E. Leroux, Paris. 1905. Thèse présentée à la faculté des lettres de l'Université de Paris

L'art du Gandhara, le plus connu des arts gréco-bouddhiques, offre une synthèse exceptionnelle des formes artistiques d'Asie et d'Europe. Celles des arts indiens, dont l'architecture des temples hindous, la sculpture hellénistique et son architecture, la sculpture romaine et son architecture, et les arts iraniens, perses et parthes sur des thèmes iconographiques et architecturaux indiens où le bouddhisme a été le motif commun à tous. 
Ceci a fasciné les premiers chercheurs, en particulier Alfred Foucher (1865-1952) qui a créé le concept d'art gréco-bouddhique dès 1905. Cet art se situe, pour Foucher, sur une aire précise : le district de Peshawar, de la passe de Khyber à l’Indus et de Kohat au col de Malakand. C'est aussi le centre d'un vaste et fluctuant espace où s'est développé l'art « gréco-bouddhique ». Ce concept a été reformulé selon les auteurs, en art indo-grec ou indo-romano-grec avec un apport iranien. Autant de formes artistiques qui apparaissent sur un espace à cheval sur le Nord du Pakistan et sur un grand quart Nord-est de l'Afghanistan actuels. Cet art « gréco-bouddhique » s'est diffusé en se transformant au sein des cultures qu'il rencontrait : sur les routes commerciales jusqu'en Asie centrale orientale, dans l'actuel Xinjiang et jusque dans l'ancien royaume de Dali, au Yunnan, ainsi qu'ailleurs en Chine et au Japon où l'on assiste à une appropriation des composantes initiales par les cultures où se développe le bouddhisme. D'âpres discussions dans le milieu des chercheurs tentent de déterminer de manière plus précise les limites de l'art du Gandhara, l'aire qui relève de sa culture (le Grand Gandhara) et l'espace où se rencontrent les arts plus ou moins parents : les arts gréco-bouddhiques et leurs métamorphoses en Extrême Orient.
Pour localiser l'art du Gandhara plusieurs solutions ont été retenues aux  XXe et XXIe siècles. Au milieu du XXe siècle l'art du Gandhara, comprenait non seulement la région du Gandhara et les régions voisines, en Afghanistan mais aussi toute l'aire gréco-bouddhique de l'Asie centrale. Ainsi en Asie centrale orientale, l'ensemble le plus important de la peinture gandharienne selon Mario Bussagli (1984, traduction fr. 1996), a été retrouvé à Miran, à l'est du Xinjiang. Cependant cet art relève aussi de l'art « gréco-bouddhique » d'influence romaine : où fusionnent des procédés indiens et romains, puisque l'auteur de ces peintures a signé de son nom romain.
Plusieurs aires se distinguent ainsi par leur style. Voici les principales, qui font l'unanimité :
- L'aire du Gandhara proprement dit, et précisé par Foucher : la région de Peshawar : Ier – IIIe siècle voire début IVe siècle jusqu'à Taxila (ancienne capitale du royaume indo-parthe) et son Dharmarajika stupa du IIe siècle avant notre ère.
- L'aire du Grand Gandhara :
  - la vallée de la Swat, Butkara (Scytho-Parthe et Kouchan), Ier – IIIe siècle (voire début IVe siècle).
  - Hadda, IIIe – Ve siècle, son site ancien Tapa Shotor[N 4], chapelle du Nâgaraja, IIe siècle, et chapelles V2 et V3, IIIe – IVe siècle
  - Autour de Taxila, des monuments tardifs d'un style proche de celui de Hadda, avant le Ve siècle, dont les sites de Jaulian et Giri.

Au-delà de l'art du Gandhara et du Grand Gandhara, les autres arts « gréco-bouddhiques » qui voient fusionner les cultures indienne, perse, parthe, grecque et romaine, voire les ilots purement grecs ou gréco-iraniens (en particulier la Bactriane) influencent ou sont influencés par le Gandhara en raison de sa position sur les voies de communication :
- - Le Kapisa avec la région de Kaboul, fortement inspiré de l'hellénisme, IIe – IIIe siècle
  - Le Kapisa, à Shotorak près de Begram et Païtava, près de Charikar, IIe – IIIe siècle, « presque » pré-roman, avant l'heure
  - Au Turkestan chinois, près du Lob Nor, le site de Miran, IIIe siècle (?), décoré par un peintre romain
  - À cheval sur l'Afghanistan, le Tadjikistan et l'Ouzbékistan : La Bactriane (Dal'verzin Tepe, IIe – IIIe siècle voire IVe siècle[13])
  - En Afghanistan, Bamiyan et le monastère de la vallée de Kakra, Ve – VIe siècle  (?)
  - En Afghanistan, La vallée du Ghorband et le monastère de Fondukistan, VIIe – VIIIe siècle[14]
  - Au Turkestan chinois (Xinjiang), région de Kashgar : Tumshuq à Toqquz-saraï, VIe – VIIe siècle
  - Au Turkestan chinois, mais plus au Nord-est : Quca (ou Kucha) et les Grottes de Kizil, IIIe – VIe siècle

Finalement, aujourd'hui, le fait de tenter de définir la région du Gandhara et l'aire culturelle du Grand Gandhara permet de construire une réflexion sur les formes artistiques qui s'y sont déployées. Les archéologues remarquent des différences notables dans les formes associées à des pratiques religieuses et celles qui émanent du pouvoir politique : l'art dynastique. Par ailleurs, les études ne se sont pas portées sur les formes associées à la vie de tous les jours, la céramique commune et l'habitat dont il ne reste que très peu de traces.
- Ce qui subsiste et ce qui a disparu. Les monastères ont été protégés par leur isolement, en hauteur, tandis que les villes sont des sites archéologiques disparus dans les plaines, à l'exception de Sahr-i-Bahlol. En effet la plaine du Gandhara est un riche terroir, de tout temps cultivé : comme ces terres ont été submergées d'innombrables fois par les crues et les ruines ayant été utilisées par les paysans, les traces des anciennes villes et autres sites, tout a disparu. Le site de Sahr-i-Bahlol doit sa « survie » d'être sur une légère surélévation. La disparition des villes donne une image tronquée de la vie et de l'art dans le Gandhara.

## Histoire du Gandhara de la Préhistoire à l'Antiquité tardive

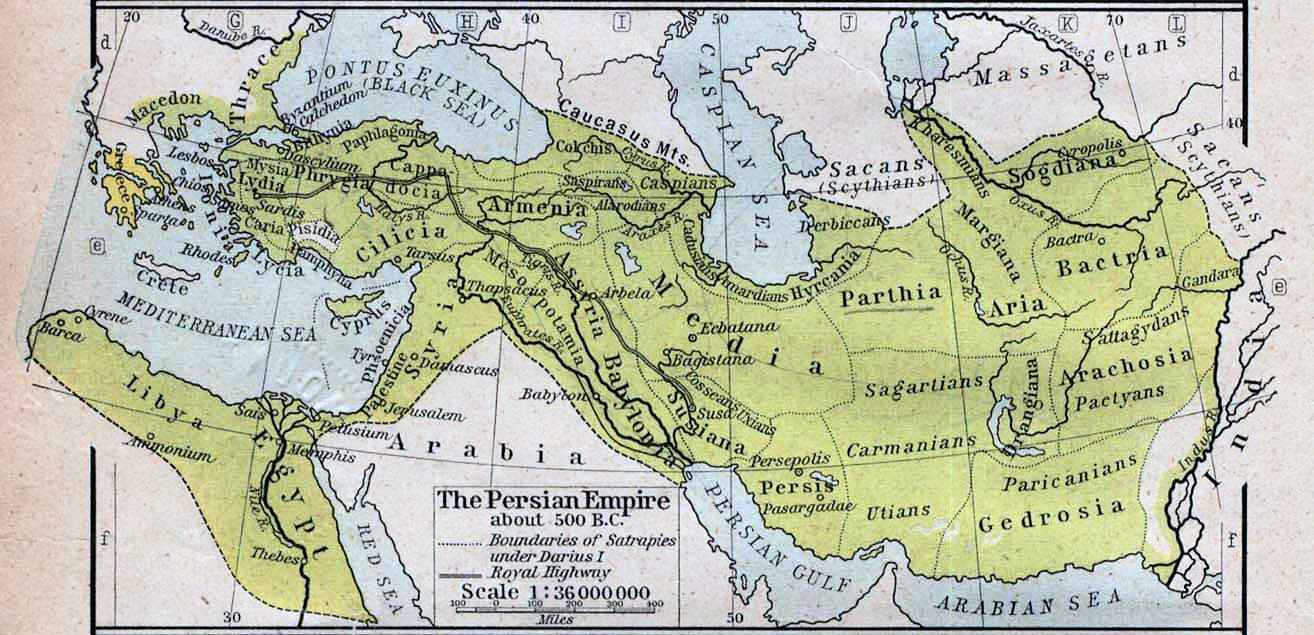
Empire achéméndide

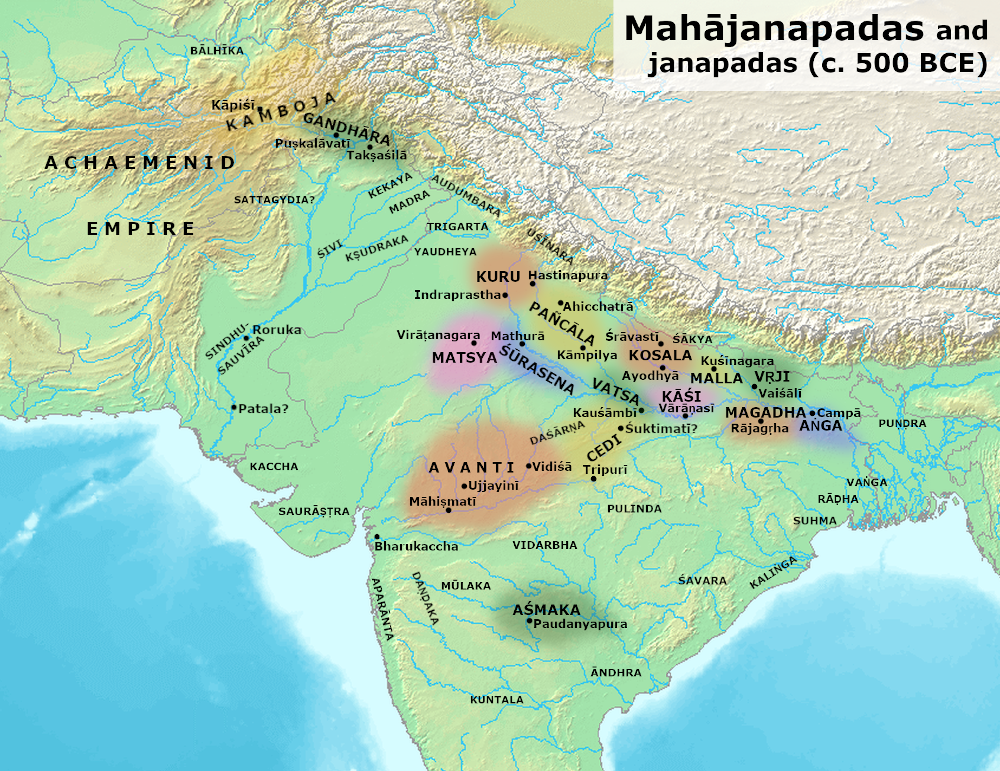
Mahajanapadas vers -500

Les premiers indices témoignant d’une culture au Gandhara relèvent de la Préhistoire. On a découvert des ustensiles de pierre et d'os brûlés près de Mardân Sanghao, selon les archéologues ces outils seraient vieux d’au moins 15 000 ans. La culture de Gandhara également appelée culture de Swat émerge vers 1.600 av. J.-C. et fleurit de (vers) 1.500 avant J.-C. à (vers) 500 avant J.-C.
Dès l’âge du bronze, la région se révèle comme un carrefour migratoire entre les populations du sud de la péninsule indienne et de l’Asie centrale, flux se concentrant surtout en Margiane et Bactriane. Cette présence exista au moins jusque vers 600 avant notre ère, laissant diverses traces de son existence dans les contrées montagneuses de la Swat, Taxila et Dir.
La dénomination de Gandhara est attestée dans les plus anciennes traces épigraphiques à l'ère de la Perse achéménide mais aussi dans le recueil d’hymnes sacrés de l’Inde antique, le Rigveda, s'incluant ainsi dans le catalogue des 23 satrapies du souverain perse Darius Ier. Selon Hérodote, dans ses Histoires, la province du Gandhara est mentionnée comme une région générant beaucoup de richesses pour le paiement du tribut royal à Darius Ier. Le Aitareya Brâhmana, corpus de textes philosophiques formant la base théorique de la religion hindoue fait aussi référence au Gandhara et à ses souverains, faisant figure d'alliés du pays de Kuru (contrée mythique au nord de l’Himalaya) contre les Pândavas. Selon le récit mythologique du Vâyu-Purâna (texte religieux sanscrit), le Gandhara aurait été détruit par la déesse Kali, à la fin du Kali Yuga ("l'âge de fer", soit le quatrième et âge actuel de la cosmogonie hindoue). Les villes importantes du Gandhara étaient Purushapura (actuelle Peshawar), Taxila et Pushkalavati (actuelle Charsadda). Pushkalavati resta la principale capitale du Gandhara du VIe siècle avant notre ère au IIe siècle de notre ère, lorsque la capitale fut transférée à Purushapura. Au VIe siècle, le Gandhara se voit envahi par les troupes perses de Cyrus II (559-529), dont l'empire s'étend d'Ouest en Est, de l'Asie Mineure à l'Indus, et qui prend possession de nombre de territoires relevant de l'aire culturelle indienne. Les provinces de Kamboja et Gandhara, durant l'empire achéménide, constituèrent la septième satrapie du nord de l'Indus. Sous la domination des Perses, une nouvelle et innovante forme d’administration dotée d’une forte bureaucratie fut imposée dans cette nouvelle région conquise. À partir de 380 avant notre ère, la domination achéménide s'amoindrit, et, en conséquence dans l'Indus, de nombreux royaumes se développèrent dans la contrée du Gandhara.
En 327, Alexandre le Grand réussit après une longue et rude expédition, à finalement conquérir le Gandhara et les anciennes satrapies perses de l'Indus. De nombreux historiens de sa cour comme Callisthène, et plus tard à Rome comme Arrien relatèrent ainsi les péripéties d'Alexandre et de ses soldats lors de la conquête de l'empire Achéménide, notamment de la dure prise de contrôle des hautes satrapies d'Asie centrale et de celle de l'Indus. Cependant aucun d'eux ne mentionna une dénomination de Gandhara ou encore Kamboja, mais mentionnèrent plutôt les douzaines de petites entités politiques dans ces satrapies. Alexandre va donc conquérir la plupart de ces entités ainsi que les peuples qui les constituent. À la suite de sa mort, et des luttes dont pâtit l'énorme territoire d'Alexandre, du fait des conflits de succession entre ses diadoques, le Gandhara devint propriété de la dynastie séléucide. Les souverains de cette dynastie devront apprendre à l'avenir à faire face aux souhaits d'autonomie des divers peuples et râjas, dont un se distinguera, ce sera Tchandragoupta.
Tchandragoupta, né vers 340, régna de 321 à 298 et fut le fondateur de la dynastie des Maurya et le premier empereur à unifier toute l'Inde en une seule entité politique. Natif de Taxila, il fit connaissance de Chânkya et Brâhmane, d’illustres penseurs politiques indiens. Tchandragoupta de par ses initiatives se démarquera comme l’un des principaux monarques de l’histoire indienne. Tchandragoupta utilisa le Gandhara comme pivot majeur de développement pour l’ensemble de son royaume. Sous l'influence de son ministre, profitant des guerres qui affaiblissaient la dynastie Nandâ et l'invasion de l'Inde par Alexandre, il conduisit une rébellion contre l'Empire Mâgadha, dans la région du Bihar au Sud du Gange. En 321, il renversa le dernier représentant de la dynastie des Shaishunâga et unifia l'Inde du Nord. Tchandragoupta s'installa dans sa capitale Pâtaliputra, puis étendit son pouvoir sur le Nord du sous-continent Indien. Après la mort de Pôros, puissant raja indien régnant entre les fleuves Jhelam et Ravi, qui fut battu par Alexandre en l'an 326, Tchandragoupta annexa son royaume sur l'Indus. Certains auteurs antiquisants tardifs interprétèrent la montée en puissance de Tchandragoupta comme une sorte de réponse à la conquête d'Alexandre et une contre-attaque voulant dominer le monde occidental en réponse à l’expansionnisme macédonien. Il porta ensuite son attention sur le Nord-Ouest de son royaume où il repoussa les garnisons macédoniennes, retranchées au Pendjab après le départ d'Alexandre. Il continua ses conquêtes en s'emparant des territoires de la rive Est de l'Indus, puis se tourna vers le Sud et soumit une grande partie de l'Inde centrale. En 305, Tchandragoupta retourna dans le Nord-Ouest de son territoire où le souverain Séleucos Ier Nikatôr (305-280), mettait en danger ses frontières à l’Est. Il arrêta la marche des troupes de Séleucos et repoussa même sa frontière occidentale plus à l'Ouest, la positionnant dans l’actuel Afghanistan. En 303, en raison de la force des armées de Tchandragoupta, la guerre cessa entre les deux souverains qui arrivèrent à un accord dans lequel Séleucos Ier échangea des territoires (les régions à l'Ouest de l'Indus, y compris le Balouchistan) contre 500 éléphants de guerre indiens. Une alliance matrimoniale fut scellée entre Tchandragoupta et une fille de Séleucos I. Cependant, il n’y a aucune source indienne qui ait pu nous parvenir et presque tout ce qui nous est connu est basé sur les écrits de Mégasthène (340-282), l'ambassadeur de Séleucos I à la cour des Maurya à Pâtaliputra. À la suite de cette alliance, l’aura de Tchandragoupta rayonna sur le pourtour méditerranéen où son empire fut reconnu comme une puissance majeure, en conséquence le roi lagide et le satrape de Syrie envoyèrent des ambassadeurs à sa Pâtaliputra. Après l'unification de l’empire indien, Tchandragoupta sur les conseils de Chânakya, son conseiller, adopta de grandes réformes économiques et politiques. L'empereur établit une forte administration centralisée, constituée d’une conséquente bureaucratie prenant exemple sur l’ancienne structure impériale perse. Toutes ses réformes figurent dans l'Arthashâstra, ouvrage traitant de politique, d'économie et de stratégie militaire. En raison de sa structure unifiée, l'empire développa une économie forte. Le commerce intérieur comme extérieur fut sous le règne de Tchandragoupta en plein envol et l’activité agricole fut très productive pour son époque. En même temps les mouvements de réforme religieuse du Bouddhisme et du Jaïnisme devinrent eux aussi de plus en plus importants. Vers 298, Tchandragoupta abandonna le pouvoir, et, selon une tradition il se serait rendu dans le Karnataka (Au sud de l'Inde) pour se faire moine Jaina à Shravana-Belgola pour finalement se suicider par inanition, fidèlement à la tradition jaïnisme. Tchandragoupta laissa à son fils un territoire qui allait de l'est, du Bengale et de l'Assam, à l'Afghanistan au Balouchistan et au Sud-est l'Iran à l'Ouest, au Cachemire et au Népal dans le Nord, et au plateau du Deccan dans le Sud. Ce fut dès lors le plus grand empire jamais conçu et jamais envisagé dans l'histoire indienne. Tchandragoupta est sans doute la clé de voute dans le façonnement de l'identité nationale de l'Inde moderne, et fut considéré comme un souverain entreprenant, dont l’exemple fera figure de modèle pour les futurs souverains indiens. Tchandragoupta épousa Maharani Durdhâra, qui lui donnera un fils, vers 320, Bindusâra, qui lui succéda.
Il aura régné de 298 à 274. Il succéda à son père, Tchandragoupta, héritant vers l'âge de 22 ans d’un immense empire. Le Gandhara resta une partie de l'Empire Maurya pendant encore environ un siècle et demi. Bindusâra est connu des Grecs dont Strabon le géographe, il le nomme honorifiquement Ajatashatru "Homme sans ennemis" en sanskrit. Il augmenta son empire au cours de son règne intégrant ce que nous connaissons aujourd'hui comme le Karnataka dominant ainsi la plus grosse partie du sous-continent indien. La vie de Bindusâra n'est pas aussi connue que celle de son père, de par la précarité des sources littéraires notamment, mais aussi de son fils Ashoka. Il ne se distingua pas comme un souverain conquérant et belliqueux, mais plutôt comme un organisateur et un bon gestionnaire de l'empire hérité de son père qu'il n'étendit pas véritablement, mais qu'il transmit à son fils Ashoka très consolidé de l'intérieur. Chânakya fut son premier ministre au début de sa gouvernance, comme il l'avait été durant le règne de son père. Bindusâra dut faire face à deux révoltes majeures de Taxila, la première causée par la mauvaise gestion de la province par son fils Susima. Cependant la raison de la deuxième révolte porte à spéculation, peut-être est-ce une conspiration de Susima pour mettre en difficulté son frère Ashoka, le fils prodigue. Bindusâra s’éteindra après avoir envoyé Ashoka qui mâta le soulèvement sans trop de difficulté. Bindusâra eut de nombreux liens avec le monde hellénistique, de nombreux ambassadeurs visitèrent sa cour durant son règne, en particulier le Grec Deimachos, sur ordre du Roi Antiochos Ier (280-261) et Dionysos, l'ambassadeur du Roi Ptolémée II Philadelphe (282-246), preuve des bonnes relations avec le monde hellénistique.
À la différence de son père qui respectait les préceptes du Jaïnisme, lui, il suivit la philosophie Âjîvika, athée et anti-brahmanique. On pense qu'au moment du décès de Bindusâra commença un conflit de succession qui dura au moins quatre ans. Ces faits sont rapportés par des sources littéraires bouddhistes, qui affirment que son fils Ashoka sortit victorieux de ce conflit. Malgré cette difficulté, Ashoka poursuivit les ambitieuses volontés de ses prédécesseurs et réussit à étendre le territoire de l'empire Maurya bien au-delà de ses frontières. Ashoka nait à Pataliputra en 304. Il régna de 274 à 232 et fut considéré comme l'un des plus grands dirigeants indiens de l’histoire. Il régna sur la majeure partie du sous-continent indien, de l'actuel Afghanistan jusqu'au détroit du Bengale mais vers le sud que la contemporaine Mysore. Les sources épigraphiques existantes se référant à lui donnent son titre impérial et le surnom « d'aimé des dieux ». À l'instar de son grand-père Tchandragoupta, Ashoka aurait aussi commencé sa carrière comme administrateur du Gandhara. Après un début de règne très despotique, voire tyrannique, caractérisé par la terreur, Ashoka est saisi d’états d’âme et changea complètement à dire, maintenir et propager la paix, la non-violence, la compassion, le végétarisme. Plus tard, il se convertit à la philosophie bouddhiste et fait en sorte de faire diffuser ses préceptes dans l’ensemble de son empire. Il construisit de nombreux stupas (mausolées renfermant des reliques de Bouddha) dans le Gandhara. Il fit rénover les principaux axes routiers permettant de connecter les grandes villes entre elles, fit construire nombre de stèles, monuments et bâtiments, et fit adopter une écriture, le brahmi. Ashoka eut de nombreuses épouses, dont son fils Kunal lui succédera. Après le règne d'Ashoka l'Empire se désintégra en plusieurs territoires autonomes les uns des autres, et finalement l'unité indienne tant espérée fut perdue. Cette défaillance profita à l'empire naissant des rois indo-grecs de Bactriane qui arrachèrent leur indépendance des Séleucides et qui s'emparèrent du Gandhara.
Autour de 185 avant notre ère environ, le roi de Bactriane, Démétrios Ier (200-171) envahit et conquit entièrement le Gandhara et le Penjab. Le sud de l'Afghanistan fut annexé par Démétrios Ier en 180. Plus tard, des luttes entre les différents groupes de Grecs de Bactriane, découla l'indépendance de la province du Gandhara. Ménandre Ier du sanskrit Milinda (160-135) fut le plus célèbre roi de ce nouveau royaume. Il régna de Taxila et plus tard de son palais de Sagala. Il reconstruisit Taxila et Pushkalavati. Il se convertit au Bouddhisme.
À sa mort vers 140, les Kouchans, peuplade d'Asie centrale envahirent la Bactriane grecque et démantelèrent son royaume. Vers 80 avant notre ère, le peuple des Sakas, repoussés par leurs semblables Parthes d'Iran, s’installèrent dans le Gandhara et d'autres régions du Pakistan et de l'ouest de l'Inde. Leur plus célèbre roi, Mauès, installa lui-même sa place forte dans le Gandhara. En 90 avant notre ère, les Parthes dominèrent l'Est de l'Iran et vers 50 avant notre ère mirent un terme aux derniers restes de la présence des Grecs en Afghanistan. Autour de 75, les Kouchans sous la direction de leur roi Kadphisès I prirent le contrôle de Gandhara et d'autres contrées de ce qui est maintenant le Pakistan. L’ère de domination des Kouchans est considérée comme l’âge d'or du Gandhara. La vallée de Peshawar et de Taxila est fertile en ruines de monastères et de stupas contemporains de leur présence. L'art du Gandhara, alimenté par les influences grecques et indiennes, s’épanouit et produisit nombre des meilleures œuvres de la statuaire indienne. La civilisation du Gandhara atteignit son acmé lors du règne du Roi Kouchan Kanishka Ier (128-152). Les villes de Taxila et Peshawar furent entièrement rénovées et reconstruites. Peshawar devint la capitale d'un grand empire qui allait du Bengale à l'Asie centrale. Kanishka I fut un grand protecteur du Bouddhisme qui se diffusa de l'Asie centrale à l’Extrême-Orient, mais aussi à travers les régions de Bactriane et de Sogdiane. Grâce à Kanishka Ier, le Gandhara devint une terre sainte du Bouddhisme et attira même des pèlerins et des moines chinois. De gigantesques statues du Bouddha furent érigées dans les monastères et taillées directement dans les flancs de montagne rocailleux à l’instar des Bouddha de Bamyan. Après la mort de Kanishka I, le royaume commença à perdre des terres à l'Est.
Vers 7 avant notre ère une dynastie indo-parthe réussit à prendre le contrôle de la région du Gandhara. Les Parthes continuèrent d'appliquer les traditions et techniques artistiques grecques dans le travail du statuaire, le début de l'art du Gandhara gréco-bouddhique est estimé de 50-75. Des relations entre Rome et le royaume des Indo-Parthes ont bel et bien eu lieu, il existe en effet, des traces archéologiques qui relatent des techniques de construction similaires entre les deux entités politiques. Les Parthes chuteront vers 75 de notre ère dans cette région.
À l'ouest, le Gandhara tomba sous la domination des Perses Sassanides, successeurs des Parthes, et devinrent leurs vassaux de 241 à 450, date où ils disparurent avec l'invasion des Huns blancs qui dévastèrent le royaume et s'y installèrent à leur place.

### Chronologie
Datations approchées, sujettes à révisions
- vers 2300 - 1900 avant l'ère commune (AEC) : civilisation de la vallée de l'Indus.
- v. 1900 - 520 AEC : aucune trace. Migrations (?) aryennes. La légende du Ramayana raconte que Bharat, frère de Rāma, règne depuis le Gandhara.
- v. 520 - 326 AEC : sous contrôle direct de l'Empire perse ou sous suzeraineté perse.
- en 326 AEC : Alexandre le Grand occupe le Gandhara.
- v. 305 - 180 AEC : contrôlé par la dynastie Maurya, fondée par Chandragupta.
- au milieu du IIIe siècle AEC : le roi Ashoka (273-232 av. n.è.) se convertit au bouddhisme. Le Gandhara dépend de Taxila[15]. Premiers grands stupas.
- v. 185 - 97 AEC : sous contrôle du royaume indo-grec, avec quelques incursions des Indo-Scythes (Saka : des steppes eurasiennes) vers 100 AEC Poursuite des créations de monastères bouddhiques.
- v. 97 - 7 AEC : contrôle saka.
- v. 7 - 75 : invasion parthe et royaume indo-parthe.
- v. 75 – v. 230 : Empire kouchan. (Kouchans : des steppes eurasiennes). Premier âge d'or de l'art du Gandhara.
- v. 230 – v. 450 : Indo-Sassanides ou Kouchano-Sassanides. Ardachîr Ier (Artaxerce en grec ou en latin) est le fondateur de la dynastie Sassanide (originaire d'Iran). Deuxième âge d'or du Gandhara.
- v. 450 – v. 565 : invasion par les Shvetahûna ou Huns blancs : des steppes eurasiennes). De nombreux bouddhistes sont massacrés. Des monastères subsistent.
- v. 565 – v. 644 : royaume de Nezak[N 6], dirigé depuis le Kapisa (Kaboul) et Udabhandapura. De passage, Xuanzang rencontre un roi tolérant.
- v. 650 – v. 870 : Turk Shahi (populations turques des steppes eurasiennes), rois de Kaboul qui dirigent aussi le Gandhara, aussi appelés Buddhist-Shahis en anglais. Derniers feux de l'art du Gandhara.
- v. 870 – 1021 : Hindu Shahi, dirigeants de la région de Kaboul et du Gandhara, depuis Udabhandapura dans la région de Mardan. Rois hindous, peut-être du Cachemire.
- v. 1032 – 1350 : conquête de Mahmoud de Ghazni.

## La langue et les textes
La langue du Gandhara est un dialecte indo-aryen, un prakrit, généralement appelé gāndhārī.
Les textes sont écrits dans l'alphabet kharosthi, adapté de l'alphabet araméen, généralement de droite à gauche (type A), mais certaines inscriptions sont écrites de gauche à droite. Le Gandhara était alors contrôlé par la dynastie achéménides de l'empire perse, qui utilisait ce dernier script pour écrire les langues iraniennes. Dans sa grammaire du sanskrit Ashtadhyayi, Pāṇini mentionne à la fois la forme védique de la langue et ce qui semble être une forme du Gandhara. Le kharosthi s'éteint vers le IVe siècle. Toutefois, l'hindko et les dialectes archaïques darde et kohistani, dérivés des prakrits locaux, sont toujours parlés, bien que le pachto soit la langue principale de la région. L'inscription de Rabatak, découverte en Bactriane sous domination kouchane, a été rédigée en bactrien (et non en gandhari), une langue encore très mal connue en 2001.
Les textes bouddhiques du Gandhara sont les textes du bouddhisme manuscrits les plus anciens jamais découverts. La plupart sont écrits sur des écorces de bouleau et ont été découverts dans des pots en argiles. Ces manuscrits sont conservés à Londres dans l'India Office & Oriental Collections de la British Library. Les fonctionnaires de la British Library ont demandé aux professeurs Richard Salomon et Collett Cox du Département de l'UW (Université du Washington) de langues et littératures asiatiques à assumer la tâche délicate et complexe de la transcription et de l'interprétation des textes. L'articulation :  British Library / University of Washington "Early Buddhists Manuscripts Project" a été lancée en septembre 1996. La découverte comprend environ quatre-vingts fragments contenant une grande variété de textes qui vont de poèmes et légendes didactiques à des traités techniques de la métaphysique bouddhiste tels que le fonctionnement du karma et la psychologie de la perception. « Ce matériau est d'une grande importance pour les études bouddhistes de plusieurs points de vue " notent Salomon et Cox. Tout d'abord, il peut fournir les premières sources documentées pour les textes bouddhistes qui avaient été traduits il y a des siècles dans des langues comme le sanscrit, le chinois et le tibétain. Deuxièmement, le matériau peut donner un aperçu d'un moment où le processus de formation du canon était toujours en cours. « Ce matériau nous permettra d'acquérir une image plus claire de l'évolution du bouddhisme dans la région nord-ouest de l'Inde, qui est une phase cruciale, mais peu connue de l'histoire du bouddhisme en Inde, et qui a un rôle primordial dans la transmission du bouddhisme en Asie centrale et en Asie de l'Est », notent les chercheurs. Enfin, le matériau peut permettre aux chercheurs de discerner les caractéristiques de la langue sous-jacente ou d'un dialecte à partir duquel les textes Gandhari ont été composés, ce qui donne des indications sur la langue d'origine du Bouddha lui-même.

## Prosélytisme

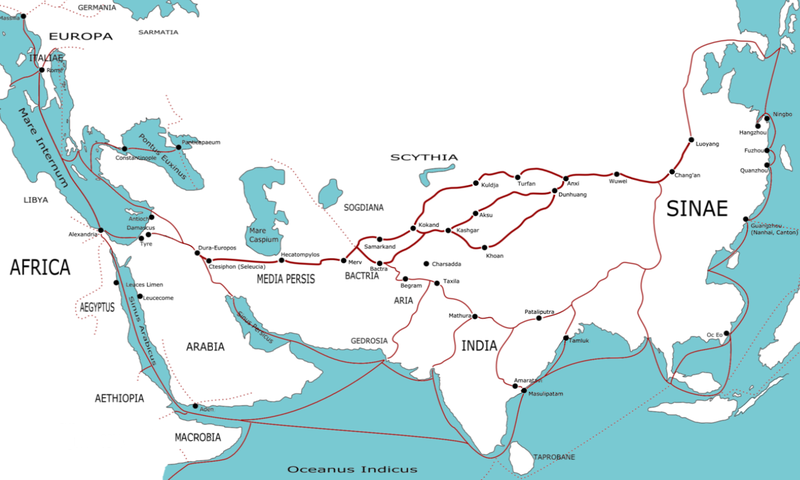
Principales « routes commerciales » au Ier siècle, mais aussi de 500 avant notre ère à 500 de notre ère. Avec la ville de Taxila. Une autre route passe par Gilgit

Les missionnaires bouddhistes du Gandhara sont actifs, avec d'autres moines d'Asie centrale, à partir du IIe siècle dans la ville de  Luoyang, capitale chinoise de la  dynastie Han, et ils se distinguent par leur travail de traduction. Ils promeuvent les écritures des écoles bouddhistes anciennes, ainsi que celle du bouddhisme mahāyāna.
- Lokaksema (167-186), kouchan, premier à traduire les écritures mahayana en chinois
- Zhi Yao (vers 185), moine jouchan, deuxième génération de traducteurs après Lokaksema
- Zhi Qian (220–252), moine chinois dont le grand-père s'installe en Chine entre 168 et 190
- Zhi Yueh (vers 230), moine kouchan travaillant à Nankin
- Dharmarakṣa (265–313), kouchan dont la famille réside depuis plusieurs générations à Dunhuang
- Jnanagupta (561–592), moine et traducteur
- Shikshananda (652–710), moine et traducteur d'Oddiyana
- Prajna (vers 810), moine et traducteur de Kaboul, qui enseigne les textes sanskrits au japonais Kūkai

## L'art du Gandhara et le bouddhisme

### L'architecture

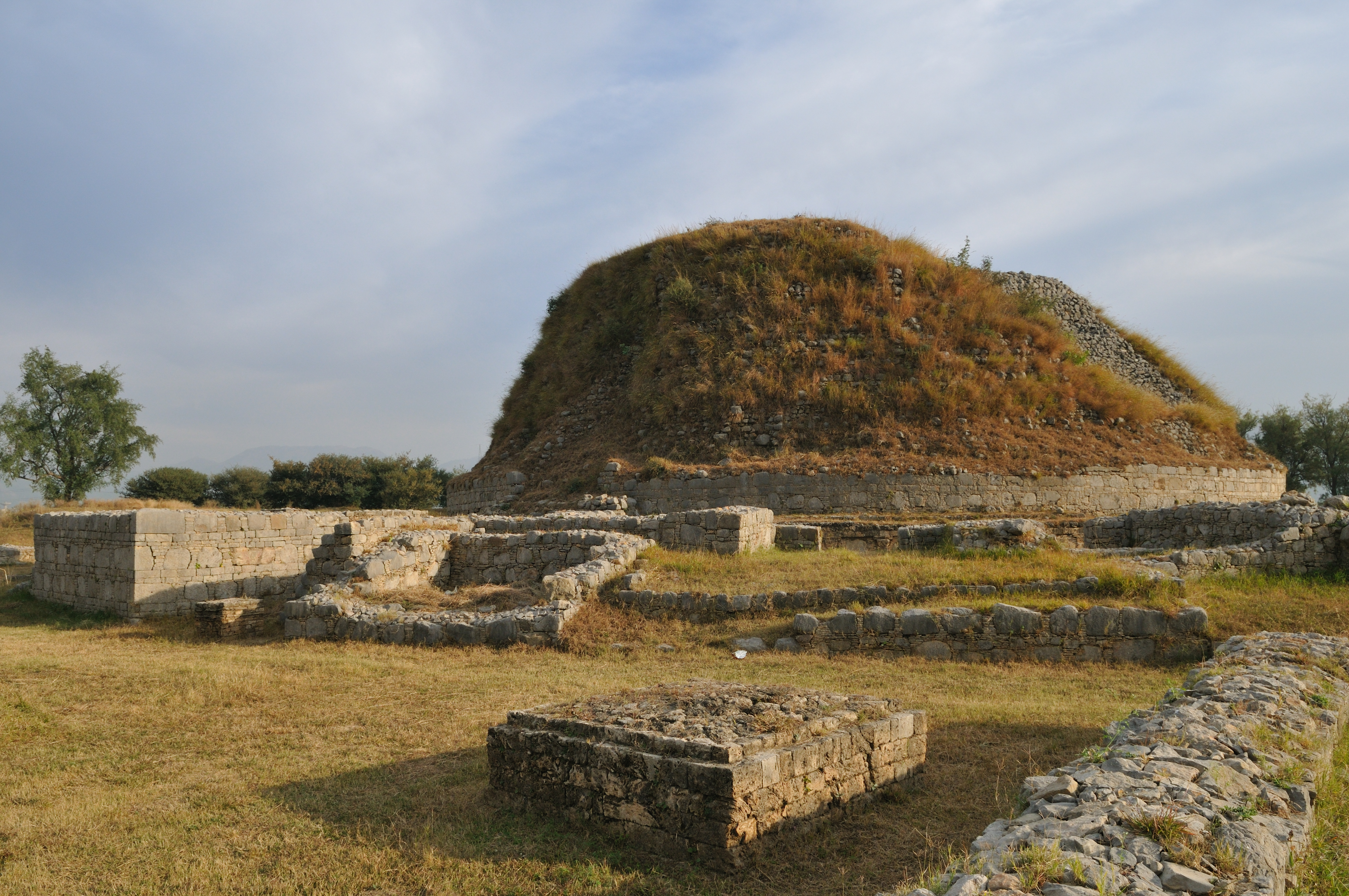
Le Dharmarajika stupa et les ruines du complexe fondé au IIe siècle AEC, abandon v. mi VIe siècle, Taxila.
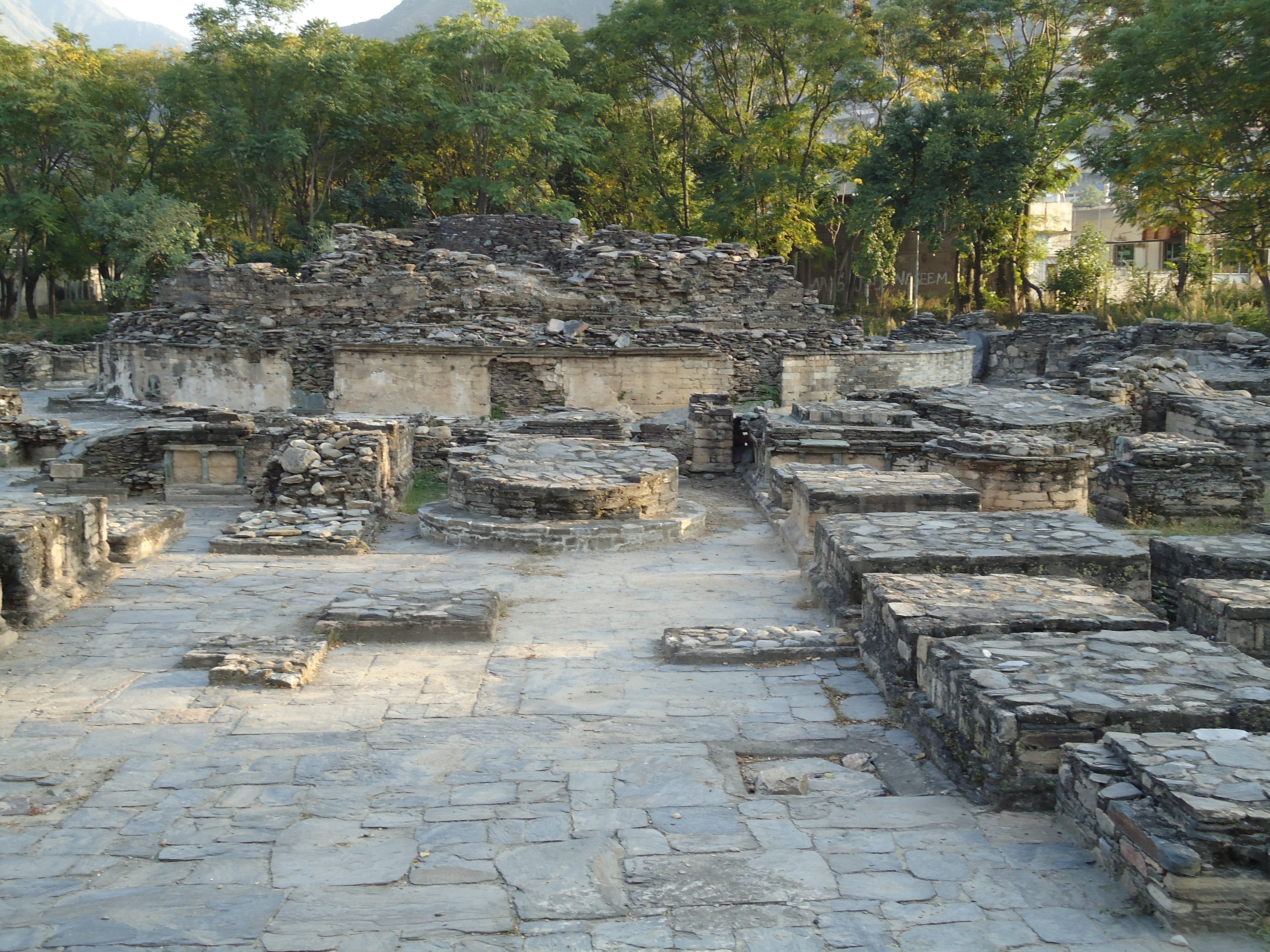
Complexe de Butkara I, fondé au IIe siècle AEC, dans les montagnes : vallée de la Swat. Vue sur le stupa. Fondation IIe siècle AEC, début[18] Indo-Scythes/Indo-Parthes.
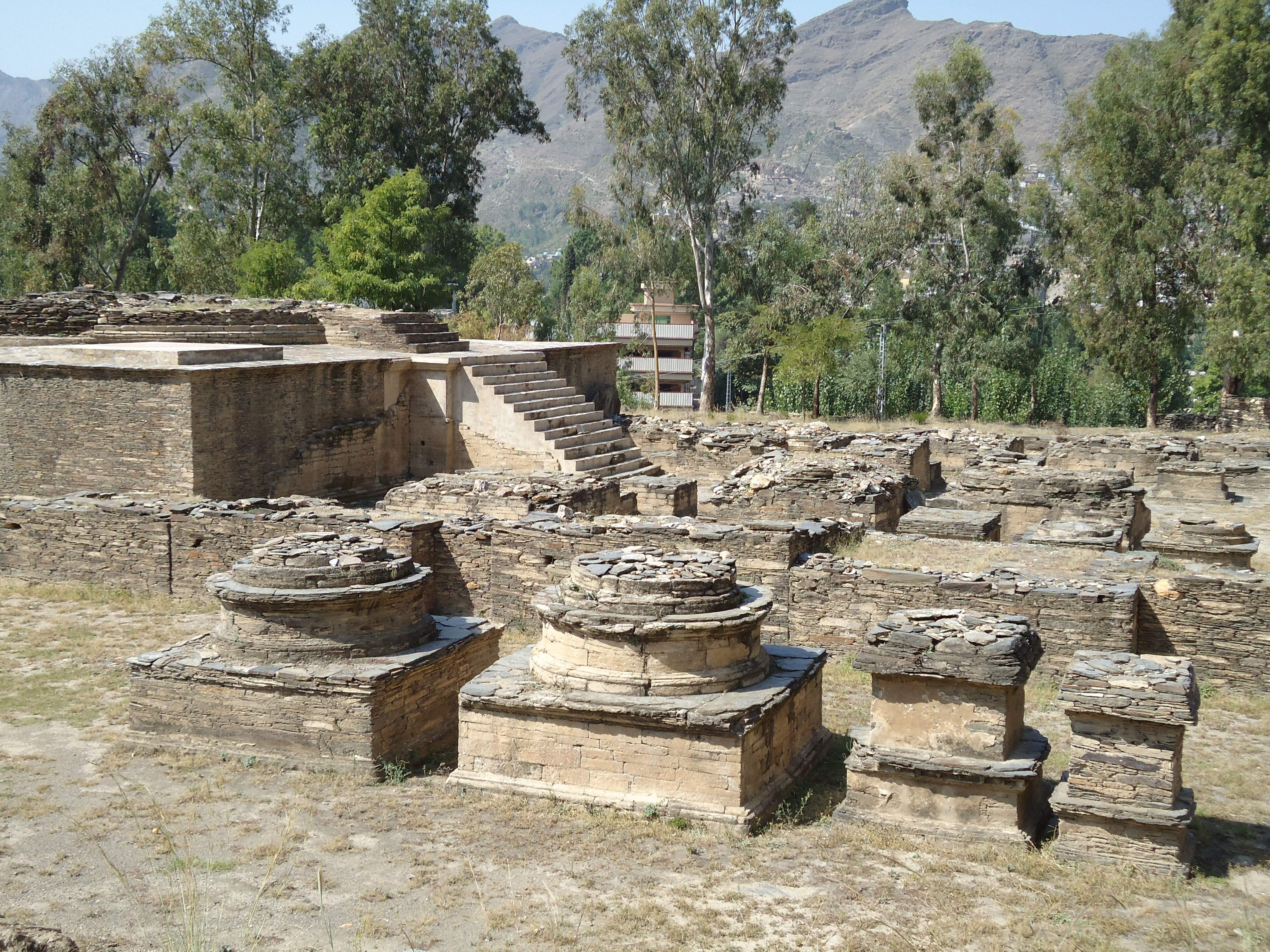
Stupa de Saidu Sharif, fondé au IIe siècle AEC, sur plateforme carrée. À 2 km / site Butkara I. Vallée de la Swat. Fondation IIe siècle av. J.-C. Grand stupa : fin Indo-Scythes/Indo-Parthes.
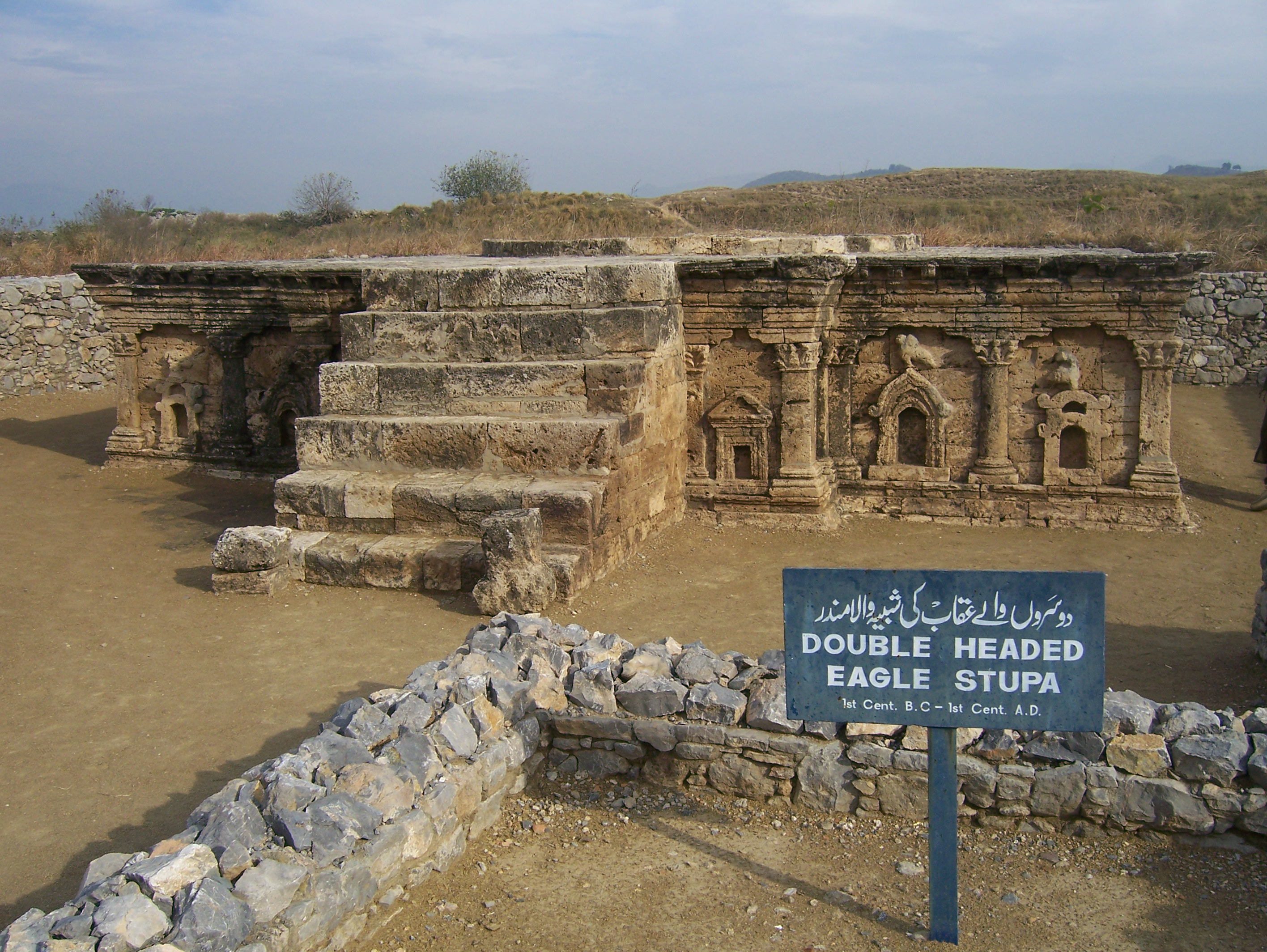
Plateforme du stupa de l'aigle à deux têtes. Sirkap, Taxila, Ier siècle AEC - Ier siècle de l'ère commune (EC) Indo-Scythes/Indo-Parthes.
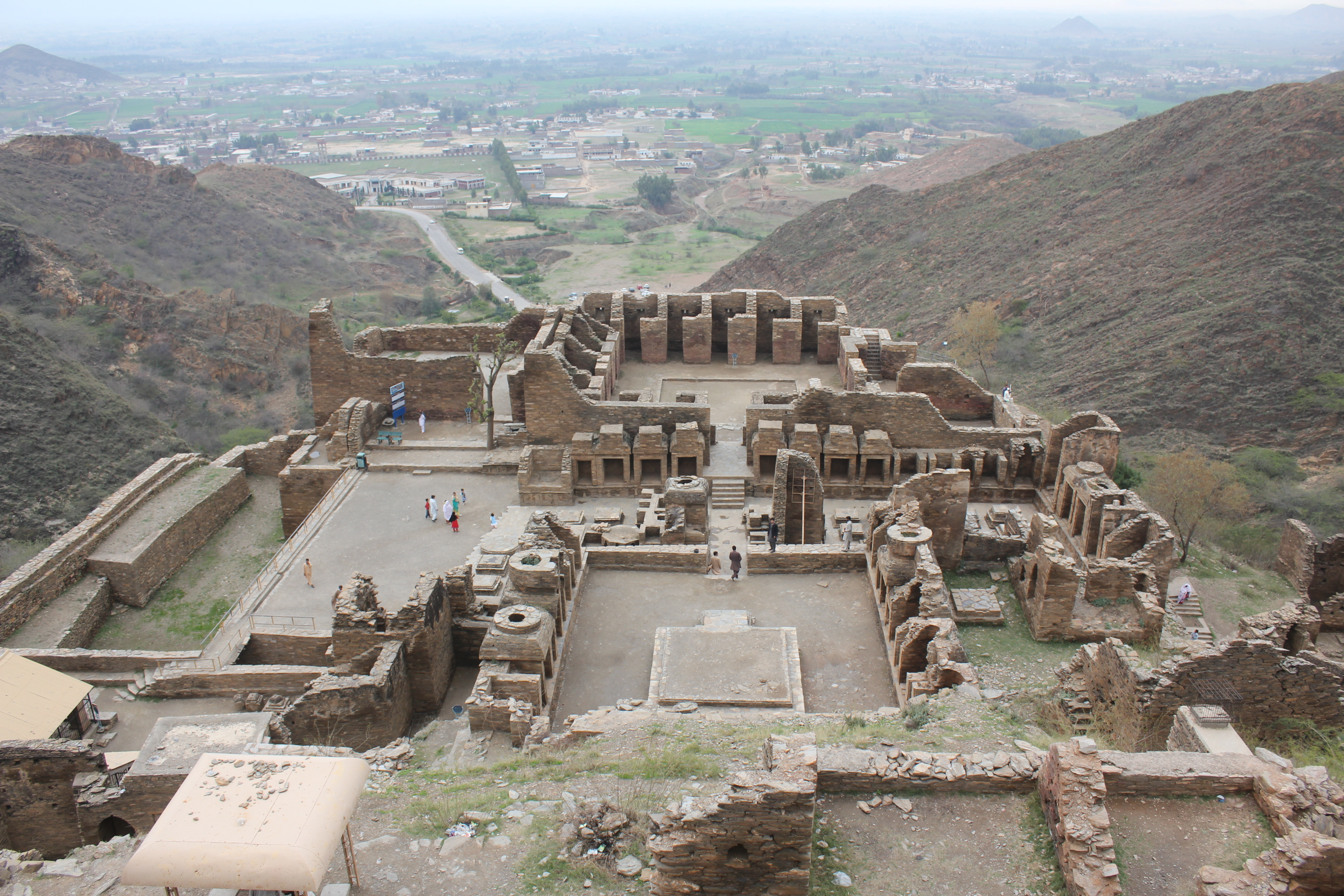
Takht-i-Bahi, fondé au Ier siècle. Vue générale vers la plaine. Centre : plateforme du grand stupa, IIe siècle. Au fond, les cellules des moines.
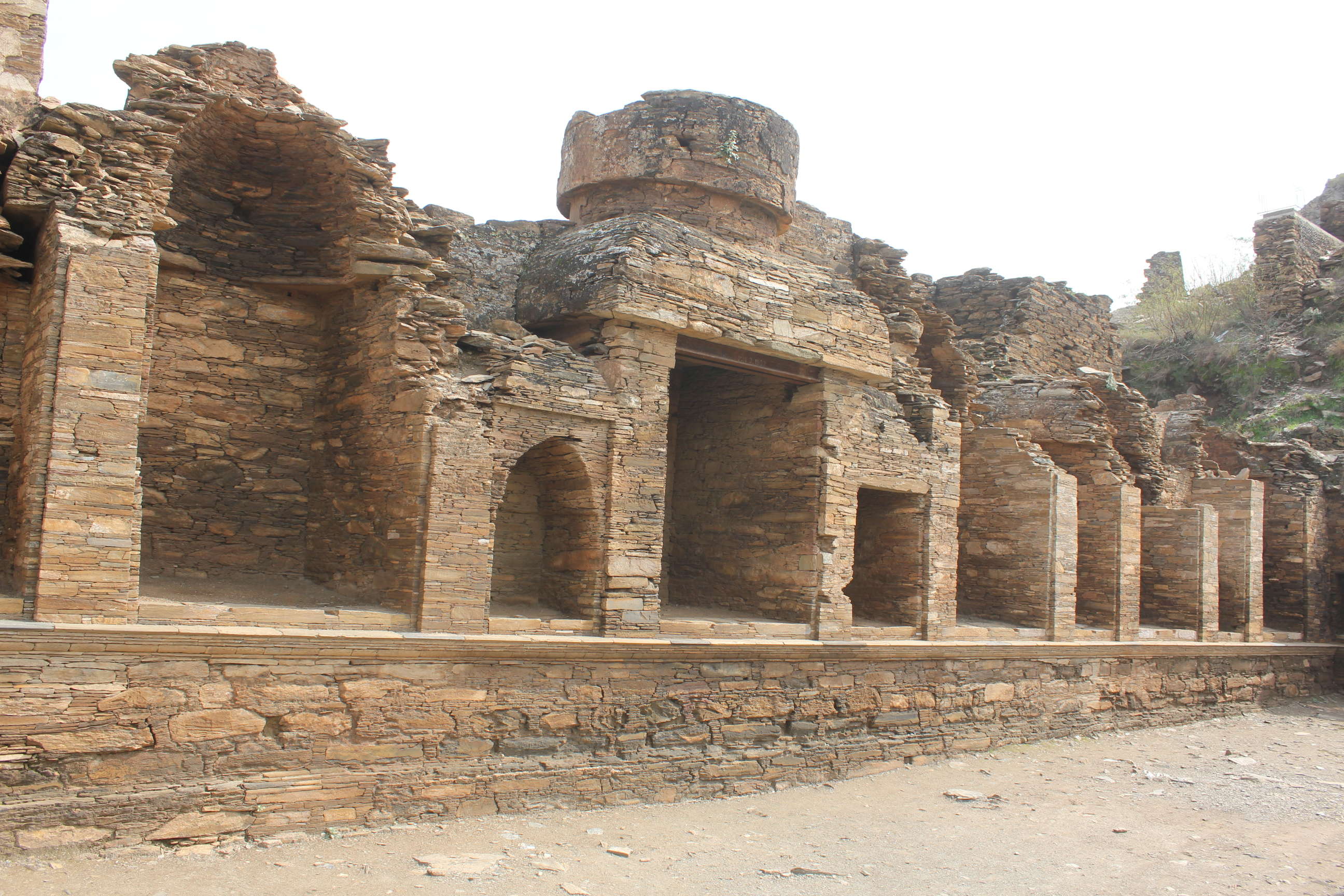
Idem. Cour du grand stupa. Mur de chapelles qui contenaient des statues. Voutes en cul-de-four construites en encorbellement.
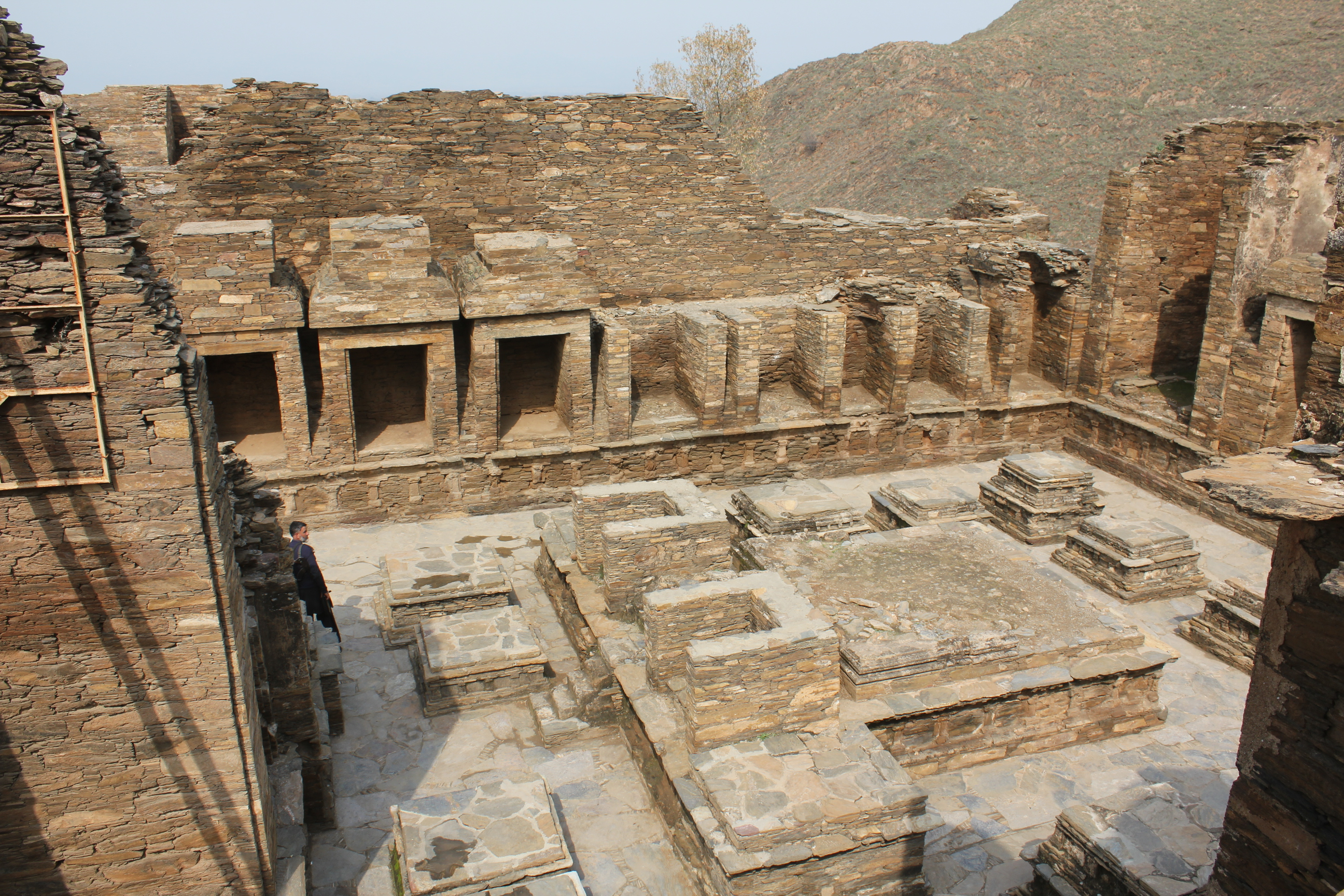
Takht-i-Bahi. Cour des stupas votifs. Mur à d. : cellules consacrées aux statues de grande taille. Centre : plateformes d'un grand et de petits stupas, IIe siècle.
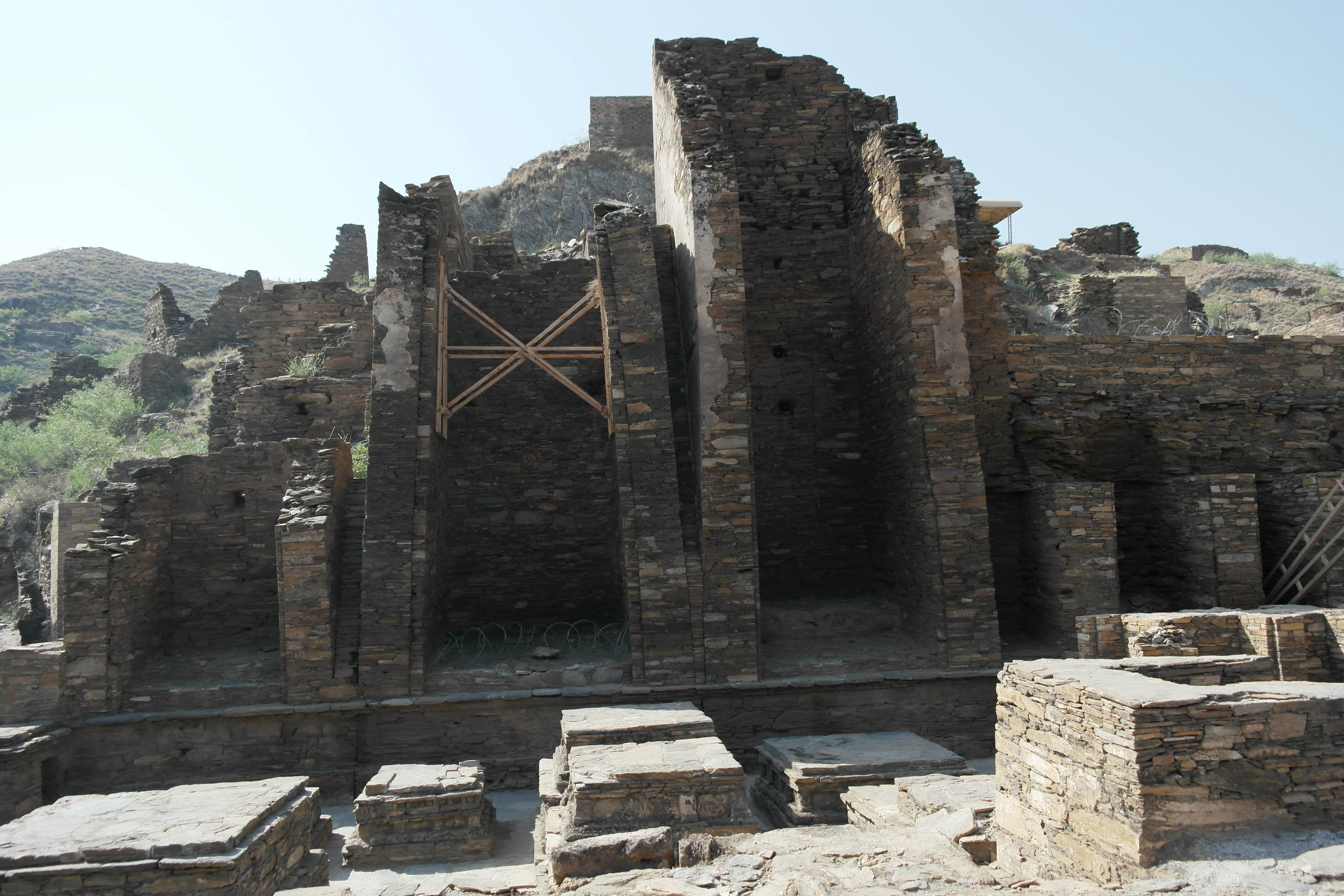
Takht-i-Bahi, Cour des stupas votifs. Mur de grandes chapelles (14, du Ve siècle) à statues. La plus haute : 11,30 m[19]. Notez le fruit important.
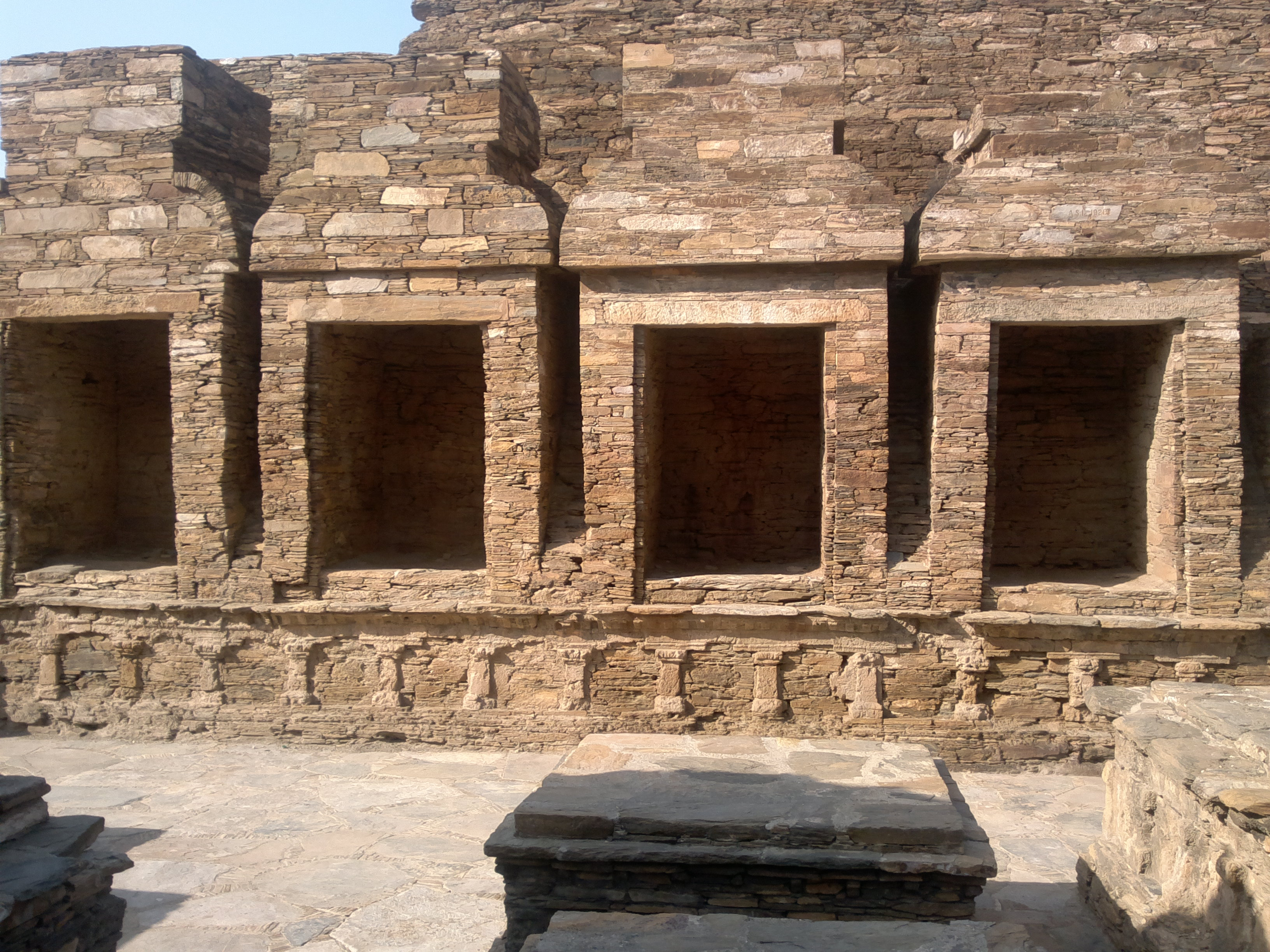
Idem : chapelles pour statues[N 7] en maçonnerie diaprée, toit à double dôme construit en encorbellement, décor de pilastres.
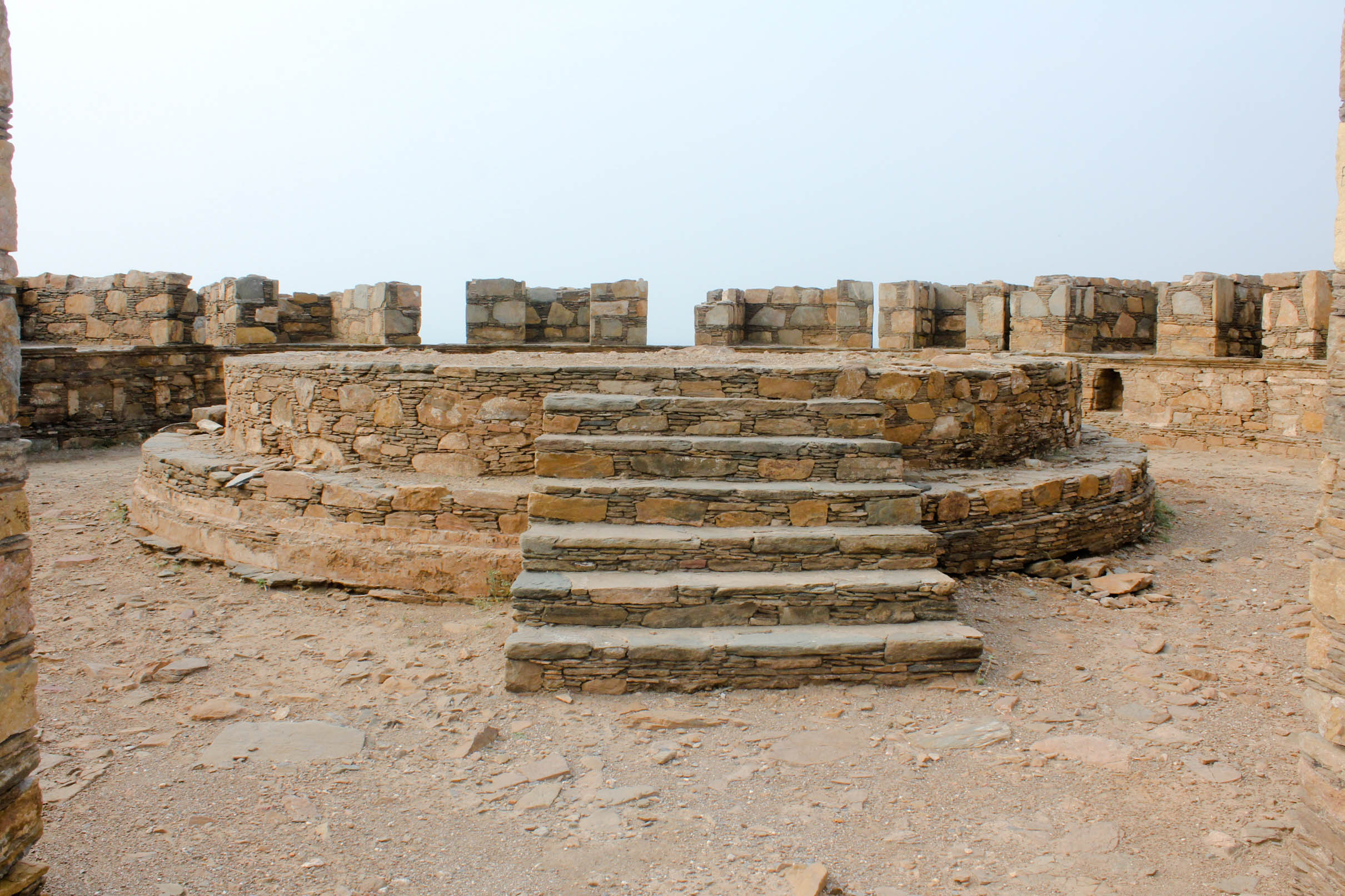
Le stupa principal de Jamal Garhi, Ier – Ve siècles, sur plateforme circulaire. Mardan, centre de la plaine du Gandhara.
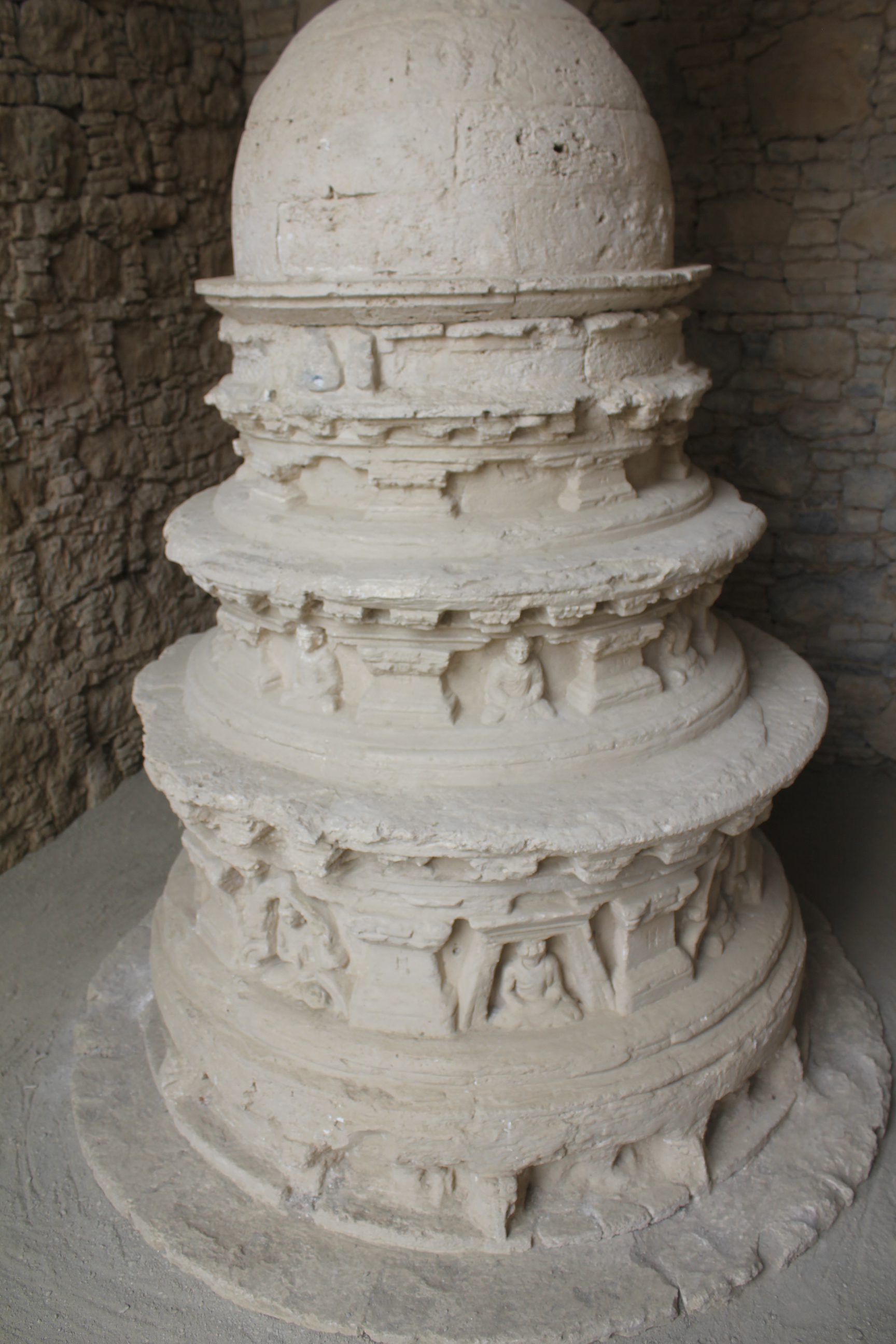
Stupa votif intégral (Pierre et stuc) en place à Mohra Muradu. Taxila. Fondé IIe siècle, rénové Ve, abandon VIe.
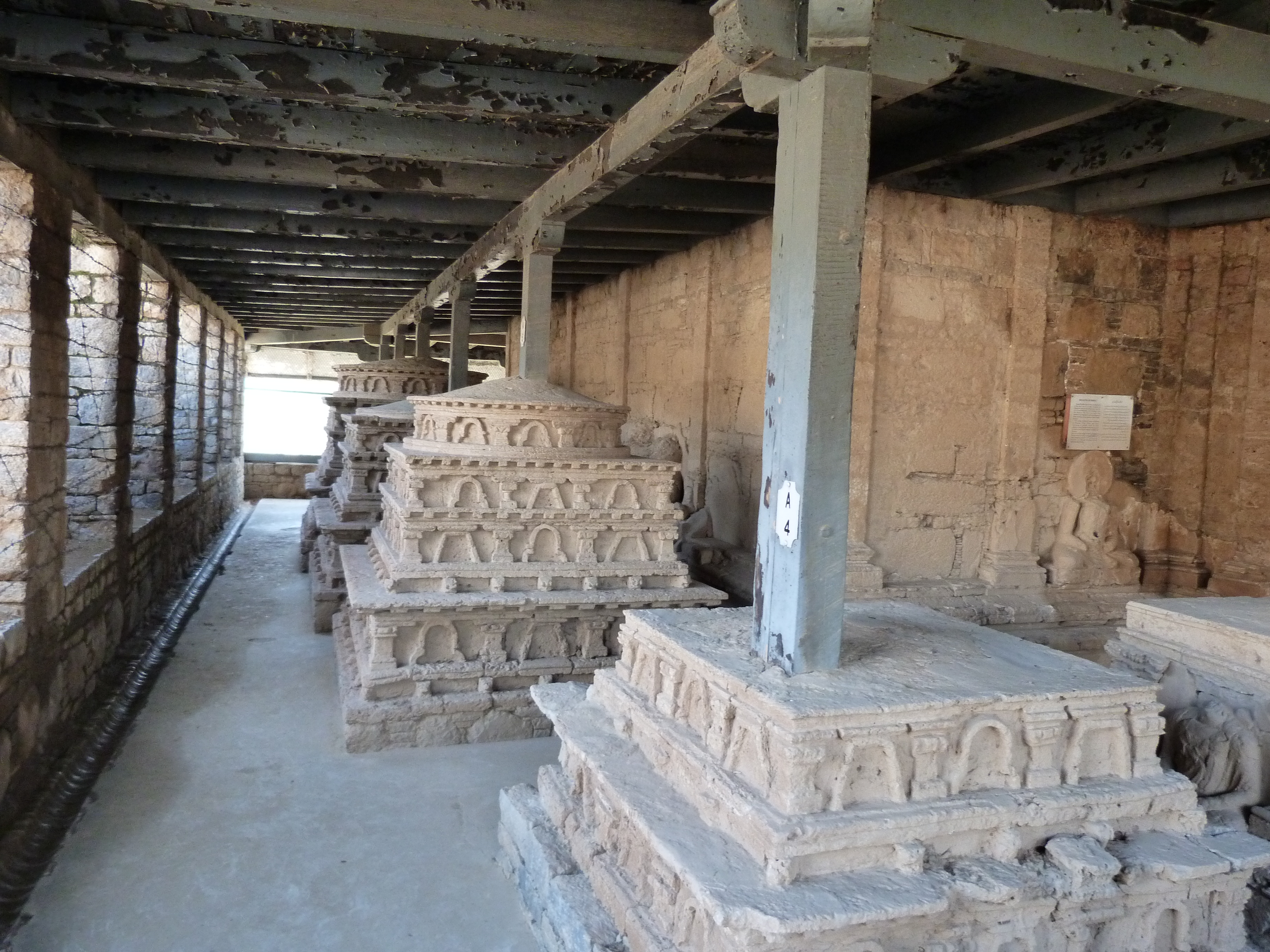
Stupas votifs. Ve siècle. Jaulian, Taxila.
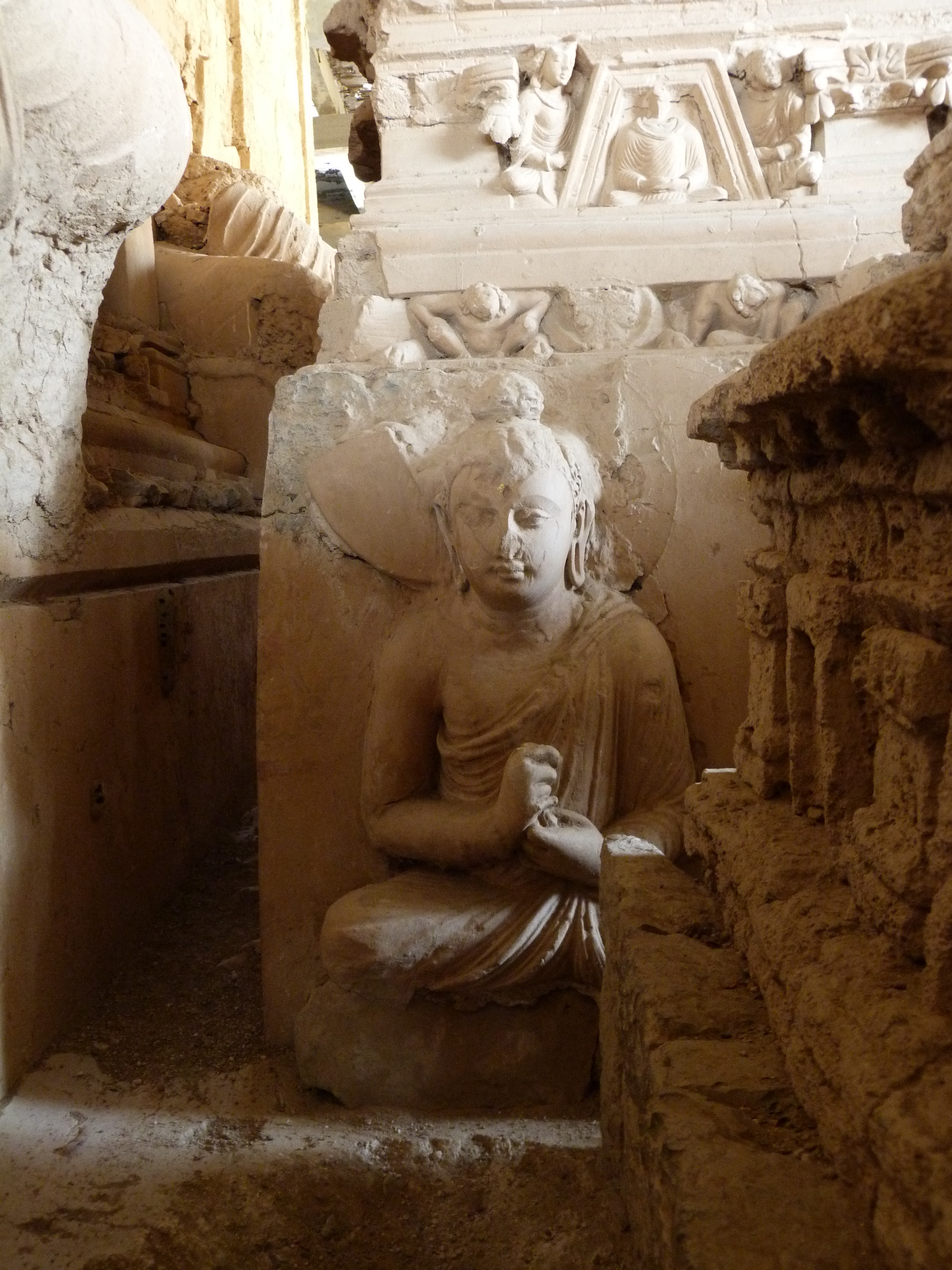
Une image de Bouddha sur le site de Jaulian, Taxila, fondé au Ve siècle.

Il était nécessaire aux premières communautés errantes de trouver un abri pendant la mousson, comme ce fut le cas en Inde, et pendant l'hiver : dans les régions montagneuses et plus froides du Nord, au Gandhara. Ainsi furent créés de nombreux monastères, d'abord des abris individuels disposés en carré autour d'une cour disposant d'un bassin en son centre. Ces vihara-s sont accompagnés de lieux de culte : simples stupas en plein air - plus ou moins grands, en fonction des donateurs - ou petits stupas placés dans une cour dédiée aux monuments votifs, à l'intérieur de chapelles qui pouvaient, selon le cas remplacer le stupa par un ensemble de figures sculptées. Quelques chapelles à stupa ont pu être adossées au grand stupa, comme dans le cas du Dharmarajika.
La communauté des adeptes (sangha) était constituée de laïques (riches et pauvres), des moines et des moniales. Les laïques vont devoir assurer la fondation et l'entretien des monastères (IIIe – Ier siècles AEC -  voire Ier siècle EC.) et de leurs stūpa  ainsi que l'entretien des moines et des moniales. Le site de Sirkap, Taxila, montre les ruines d'un temple (chaitya), le stupa devant se trouver au fond de l'abside comme à Karli et Bhaja. Sur ce site un temple contenait un stupa sur base carrée, ornée de pseudo-baies indiennes, de torana et de motifs d'origine grecque et iranienne. Quand le terrain le permet, le monastère (vihara : constitué de cellules autour d'une cour carrée) est situé en contrebas du grand stupa (lui-même entouré de chapelles sur trois côtés). Au cours des siècles suivants leur extension s'accompagne de l'édification de ces chapelles pour accueillir les premières statues de dévotion. Les chapelles consacrées à telle ou telle image de Bouddha ou Bodhisattva pouvaient se trouver face au grand stupa ou dans les passages y conduisant. Ces édifices se développent sur les constructions précédentes et s'imbriquent dans les structures anciennes. Leur taille varie en fonction de la statue voire des ensembles sculptés (pierre, pierre stuquée, ou simplement stuc) qu'ils abritent. Les contraintes du terrain peuvent entraîner une dispersion des implantations mais, quand cela est possible, l'ensemble se structure sur une trame plus ou moins orthogonale.
Au Gandhara, le matériau dominant est le schiste. Mais le grand stupa Dharmarajika de Taxila présente, avec ses nombreuses phases d'entretien, des appareils faisant appel à deux types de dimension dans les pierres utilisées. Le schiste est le plus souvent monté en « maçonnerie diaprée »: fines lamelles de pierre empilées horizontalement. Ce qui permet de réaliser des voûtes et des dômes en encorbellement. Dans certains cas (Takht-i-Bahi) les angles, à la base du dôme, sont fermés par des pièces en triangle. L'emploi de trompes ne semble pas généralisé au Gandhara mais est attesté en Afghanistan. Cet appareil diapré n'est pas propre au Gandhara mais se retrouve dans les pays de schiste, en Europe (Cornouaille, Bretagne, Alpes du Sud) ou dans les pays himalayens (Sikkim, par exemple). Le franchissement d'une porte se fait par un linteau d'une seule pierre de schiste équarrie. La fenêtre gandharienne simple semble avoir été en plein cintre, éventuellement posée sur un balcon orné de croisillons obliques, voire suivant le principe des vedika-s, avec des éléments horizontaux qui traversent des éléments verticaux. Les parties hautes des parois peuvent être décorées d'arcades trilobées légèrement surhaussées (Takht-i-Bahi). Une grande variété de pilastres peut rythmer l'espace construit. Les éléments indiens peuvent être dominants, avec par exemple une base en forme de vase très décoré. Dans d'autres cas les références à l'hellénisme se manifestent. Ce peut être par un chapiteau à feuilles d'acanthe et palmette entre les deux volutes et la base étant alors d'un tore et un réglet (petite moulure plate et droite) sur plinthe. Le fût peut être légèrement galbé et nu ou, éventuellement, enrubanné. Il peut aussi être droit, plat, mais parfois décoré d'un fin cadre rectangulaire allongé, limité en haut et en bas par des demi-croissants ; cet ornement pouvant donner l'impression d'une porte dans le pilastre.
Le Dharmarajika stūpa de Taxila, de forme hémisphérique, suit la tradition de l'Inde du Nord, celle subsistant aujourd'hui à Sanchi. Le tumulus (anda) structure principale du stupa, qui représente le bol à aumône retourné, a été tout d'abord construit en brique sur une terrasse basse. Les éléments supérieurs (harmika, yupa et chatra) qui sont conservés à Sanchi devaient aussi couronner l'édifice de Taxila, comme tous les stupas mais avec des nuances locales quant à leurs formes et leurs matériaux constitutifs. Sous le règne des koushans la forme du tumulus s'élève plus haut, sur une base carrée (Saidu Sharif) possédant une corniche et, souvent, un décor de pilastres adossés (Takht-i-Bahi), en faible relief. Cette base pouvant devenir circulaire, comme dans le stupa de Jamal Garhi (en) (Ier – Ve siècle) et pour les stupas votifs de Mohra Muradu (en), encore plus tardifs.

### Sculpture et objets d'art

#### Un art essentiellement bouddhique
Si les premiers temps de l'art du Gandhara, du Ier siècle av. J.-C. au IIe siècle d.n.è., ne nous sont connus que par de très rares objets révélant la vie de ses habitants, une vie hors du contexte bouddhique (avant le développement des ensembles sculptés et peints au sein de la pratique du bouddhisme), cela tient au fait qu'aucune ville n'ait été fouillée et que seuls des sites bouddhistes l'ont été dans la période qui suit, jusqu'au VIIIe siècle. La production d'objets liés au culte bouddhique n'a pas été exclusive de toute autre production, celle de la vie quotidienne et des autres cultes, mais celle-ci ne nous est pas connue.
Selon l'acception traditionnelle, l'art du Gandhara, se caractérise par le style spécifique de l'art bouddhique qui s'y est développé. Des archéologues tels qu'Alfred Foucher en 1905, l'ont aussi qualifié d' « art gréco-bouddhique ». En 2015, le spécialiste de l'art grec antique qu'est John Boardman reprend un point de vue consensuel largement partagé alors selon lequel l'art du Gandhara offre l'exemple du « plus extraordinaire syncrétisme en histoire de l'art », puisant ses sources dans l'art gréco-bactrien, l'art romain et l'art irano-hellénistique. Pour Gérard Fussman cette liste devrait aussi s'étendre à l'art Indien, encore insuffisamment connu et donc rarement mentionné par les spécialistes occidentaux, alors que les Indiens s'intéressent peu à l'art du Gandhara, issu selon eux d'une forme de colonialisme.
Pour John Boardman l'art du Gandhara est un terme qui s'applique à un art bouddhique. Selon cet auteur il s'agit d'une invention des Kushans et des Indiens dans une ambiance classique persistante. Tandis que l'art dynastique kouchane est plus proche de pratiques venues du Nord (les Steppes) et même d'origine parthe. Dans l'art bouddhique du Gandhara on assiste à la fusion d'influences hellénistiques et romaines, iraniennes et d'Asie Centrale (gréco-bactérienne). L'impact de cet art bouddhique se faisant sentir jusqu'en Chine et au Japon  sur des thèmes iconographiques et architecturaux indiens. Le style du Gandhara fleurit au Ier siècle, sous la dynastie Kouchan et jusqu'à la période des Indo-Sassanides (ou kouchano-sassanides) jusqu'au Ve siècle. Mais il ne disparaît pas totalement avec l'invasion des Shvetahûna ou Huns blancs.
L'expansion du bouddhisme au Gandhara et en Asie Centrale Occidentale commence, probablement, avec le règne d'Ashoka, dès le IIIe siècle avant l'ère commune, et perdure jusque vers 885, date de la conquête islamique. Mais en 631, au Gandhara, lors du passage de Xuanzang, tous les monastères sont ruinés et vides, et il n'y a probablement plus d'art gréco-bouddhique dans tout le Gandhara.
Les bas-reliefs du Gandhara, dans leur majorité, suivent les parois circulaires des stupas, le monument bouddhique destiné à abriter des reliques - liées à des valeurs funéraires, ainsi que cosmologiques et cosmogoniques. Ces reliefs constituaient le support figuratif de la méditation durant le rite de la pradakshina, la circumambulation du stupa accomplie en gardant le monument à sa droite. En suivant ce chemin processionnel, les fidèles contemplaient les différentes scènes retraçant les épisodes de la vie du Bouddha - du moment de sa conception à l'événement du parinirvana - pour tenter de retracer le chemin spirituel représenté par la vie exemplaire du Maître et avec l'intention de susciter l'éveil par la répétition constante du rite.

Épisodes de la vie de Bouddha.
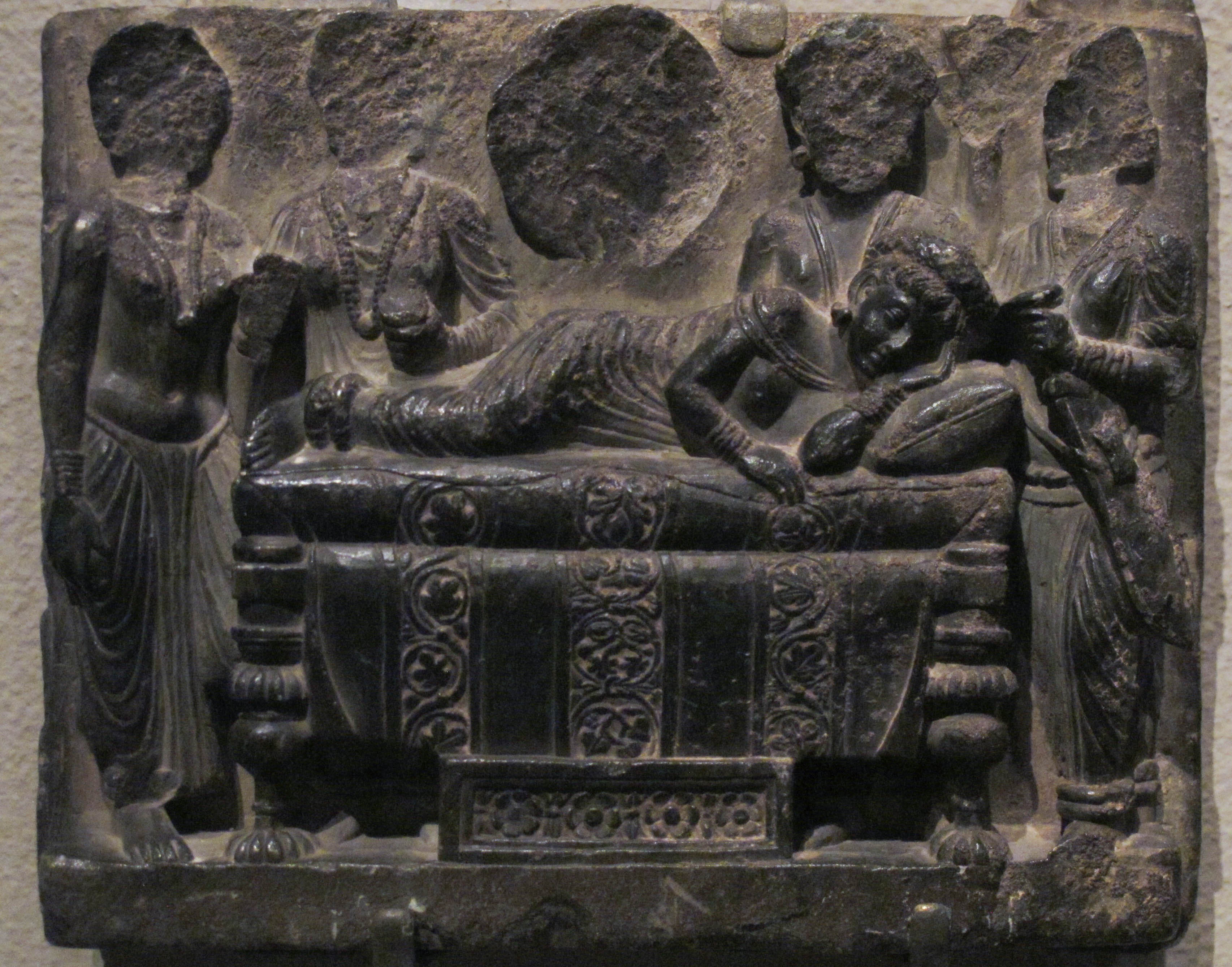
Le rêve de la reine Māyā, mère de Siddhartha Gautama (la Conception du Bouddha)[N 9]. Gandhara, période Kushan, IIe s. Schiste, H. 16.5 x L. 19,4 cm. Met.
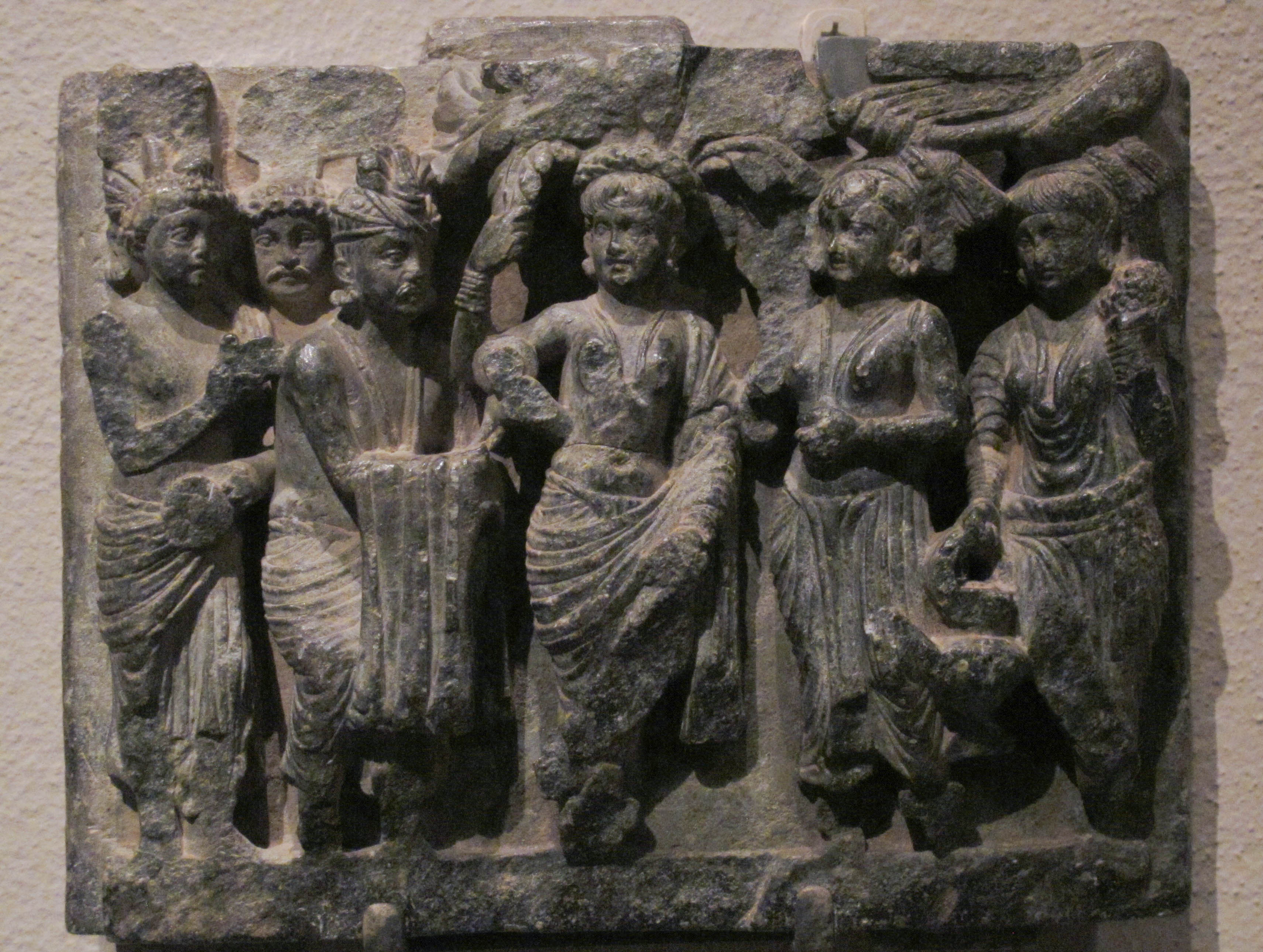
Naissance de Siddhartha Gautama[N 10]. Gandhara, période Koushan, IIe siècle. Pierre, H. 16 x L. 19,7 cm. Met.
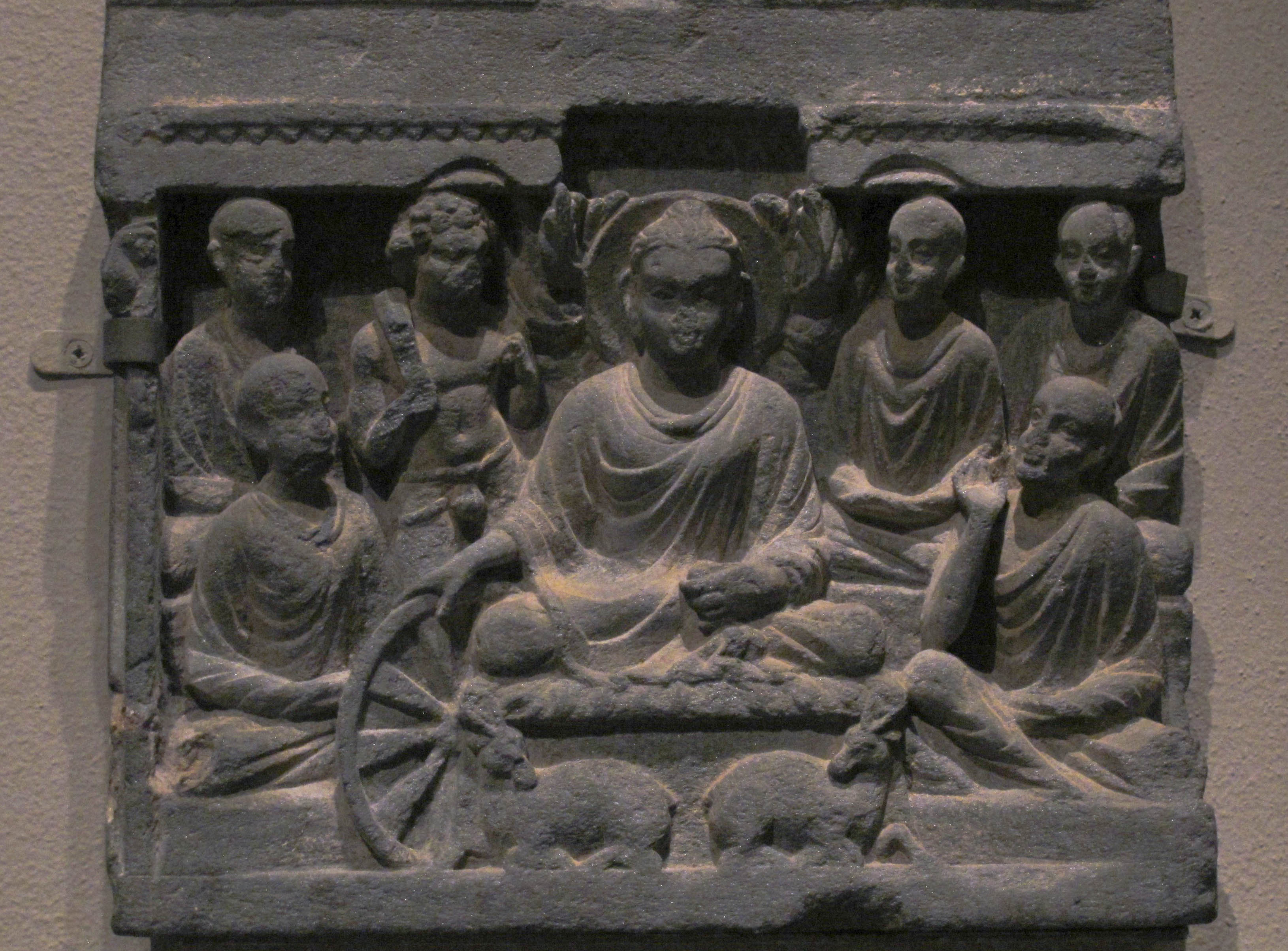
Le premier sermon de Bouddha, à Sarnath[N 11]. Gandhara, IIe siècle. Schiste gris, H. 28.6 x L. 32,4 cm. Met.
Les assauts de Mâra (les armées de Mâra). Relief sur schiste, 52,6 × 59 cm. Gandhara, IIIe siècle. Musée d'art asiatique de Berlin Dahlem.
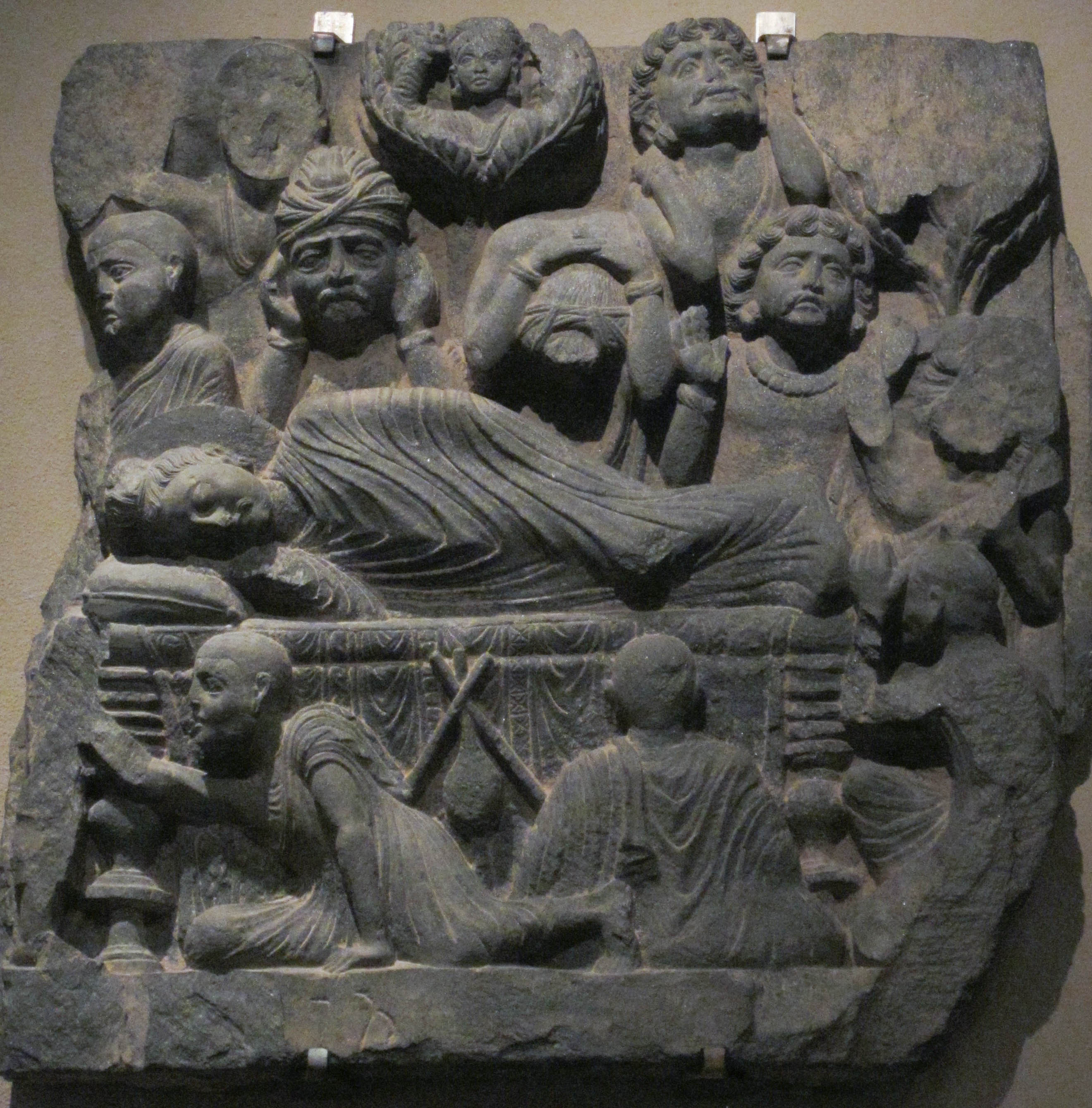
La mort du Bouddha (Parinirvana)[N 12]. Gandhara, v. IIIe siècle. Schiste, H. 66 x P. 7,6 cm. Fragment de harmika[N 13]. Met.

#### Premières images de Bouddha
C'est dans cette région (au sens large), ainsi qu'à Mathura en Inde, que seraient apparues les premières images de Bouddha au premier siècle de notre ère. Entre ces deux centres (sur la route commerciale du nord du sous-continent indien qui était aussi l'une des voies les plus empruntées par les bouddhistes, commerçants ou moines) des liens étroits ont favorisé la diffusion de cette image ailleurs au-delà du Gandhara, sur la Route de la soie et en Inde, en Asie centrale et jusqu'en Chine, en Corée et au Japon ainsi qu'en Asie du Sud-Est. Ces premières représentations humaines, dans le bouddhisme ancien, de Buddha parfois assis sur un lotus dans la pose de l'enseignement, témoigneraient de thèses mahayaniques bien que les distinctions entre mahayana et hinayana n'aient pas été, à cette époque, nettement tranchées. Au cours des siècles qui ont précédé notre ère l'art bouddhiste de l'Inde avait eu recours à la représentation aniconique du Bouddha : à Bodh Gaya, à Bharhut, à Sanchi et en partie à Amaravati, les plus anciens sites bouddhistes du sub-continent. Les premières représentations humaines dédiées au bouddhisme dans l'art du Gandhara, apparues dans un territoire réuni politiquement, Indo-parthe ou Kushan, assimilent certains éléments de style locaux, permanence de traditions d'origine grecques à l'ouest, et tradition indienne de Mathura à l'est. La mission italienne IsIAO a retrouvé des fragments de sculpture de Mathura, mais plus tardive, du IIe siècle, dans la vallée de la Swat à Butkara I, sur le même site ou a été découverte une inscription datée du milieu du Ier siècle et un groupe représentant (peut-être) L'invitation à la prédication. L'image de Bouddha y apparait vêtue d'une simple dhoti et traitée dans un style sculptural « graphique », semblable à celui de Mathura. Des sculptures anciennes de Mathura ont en effet des traits stylistiques assez similaires, par exemple le Bodhisattva de l'Indian Museum de Calcutta et le bodhisattva du moine Bala daté 81, du musée de Sarnath. Quant à la tradition grecque elle faisait corps avec le milieu culturel cosmopolite du Gandhara au Ier siècle avant notre ère, comme on peut le constater sur les plats ornés de figures provenant du répertoire méditerranéen d'alors, associés à des détails du monde parthe (voir ci-dessous : le plat en question). L'image initiale serait peut-être issue de cette rencontre entre les cultures et d'une puissante motivation des croyants (la bhakti) jointe à une intense réflexion philosophique.

#### Iconographie et codes de représentation
Une caractéristique de cette période est le fait que dans la statuaire, au moins, Buddhas et Bodhisattvas se détachent sur une large auréole ornée de motifs rayonnants centrés sur leur tête.

Dans les chapelles dédiées à des images ce sont des images de Bouddha qui sont les figures centrales, rarement de Bodhisattvas, Bouddha entouré de figures secondaires : bodhisattvas ou autres divinités, gardiens (dvarapalas) ainsi que des moines et laïcs en prière. L'échelle des figures est fonction d'une hiérarchie : la figure centrale d'une composition est toujours bien plus grande que les autres. Parmi les figures des côtés, celles qui sont sur le devant et au premier niveau, souvent des Bodhisattvas, sont plus grandes que les autres. Moines et laïcs ont la plus petite taille. La présence de gardiens (dvarapalas), à certains emplacements ont laissé penser que certains espaces (site de Thareli) n'étaient pas ouverts au public, mais réservés aux moines, à une époque tardive (IVe siècle). Les laïcs semblent avoir été traités avec un certain réalisme, dans leurs portraits, réalisme que l'on ne retrouve pas dans la représentation de Bouddha. Une terre cuite du Metropolitan Museum of Art figure un homme barbu, une grappe de raisin dans les cheveux : un indice de pratiques (« dionysiaques »  / « scythiques » ?) où le vin avait sa place, longtemps après l'implantation du bouddhisme dans la région. Le reliquaire en forme de stupa du Met. indique aussi des réminiscences de l'Antiquité du monde méditerranéen : des griffons suspendus en vol devant les volutes d'un chapiteau corinthien qui surgit, comme Bouddha, d'une fleur de lotus.
Les vêtements : ce sont les vêtements de l'époque. Les moines du Gandhara nous sont montrés, comme l'image de Bouddha, dans un vêtement spécifique à cette région froide. Il comportait trois pièces traditionnelles dans les régions plus chaudes de l'Inde, et le tout était recouvert ici par un manteau. À la différence de Bouddha et des moines, les bodhisattvas ont un costume princier enrichi de bijoux et d'ornements.
Plus précisément, le vêtement monastique est aussi celui de Bouddha d'après l'Éveil. Il comporte trois pièces, c'est le trichivara, il est traditionnellement porté par tous les moines. Et cela suffit à ceux qui vivent dans des régions chaudes. Une autre pièce, la sanghâti, recouvre le tout dans les régions froides, comme au Gandhara. Les trois premières : un vêtement de dessous, comme une jupe très large, antaravâsaka. Une sorte de châle couvrant l'épaule gauche et passant sous le bras droit : sankakshika - les plis abondants sont ceux que l'on voit sur les Bouddhas de Bâmiyân. Enfin la robe monastique, uttarâsanga, c'est une pièce de tissus posée sur les épaules dont le moine ou le Bouddha tient un angle, tandis qu'il aura jeté de sa main droite l'autre angle, par-dessus l'épaule gauche.

#### Les matériaux, le travail des sculpteurs
La pierre la plus utilisée pour la construction est le schiste, une roche feuilletée qui habituellement se travaille mal. Pour pouvoir tailler le schiste, pour réaliser une sculpture, il faut en trouver d'une qualité très homogène, sans faille, ce qui est très difficile. Pour cette raison on n'a trouvé que quelques statues monolithes de taille humaine. Certains éléments pouvant être assemblés dans le même matériau (pierre avec pierre) ou éventuellement dans divers matériaux (pierre et métal). La terre crue, souvent recouverte de stuc ou la sculpture intégralement en stuc sont très largement employés, surtout dans certaines régions et à l'abri des ruissellements, comme à Hadda et ailleurs en Afghanistan. Dans ce type de matériaux, la plus haute sculpture monumentale de Takht-i-bahi, au Pakistan, devait s'élever à plus de dix mètres. Des ensembles monumentaux ont pu être préservé pendant près de deux mille ans, avant d'être très souvent démembrés pour le commerce d'art illégal, ou détruits, au cours de la guerre qui dure depuis l'occupation soviétique et la première guerre d'Afghanistan.
La plupart des sculptures réalisées pendant la période de plus grande activité (IIIe – Ve siècles) sont modelées en terre non cuite, ou en stuc, et bien plus rarement en terre cuite. Ces matériaux étant moins coûteux à faire travailler que le schiste. Le corps était, surtout pour les sculptures de grande taille, réalisé en terre non cuite. Tandis que la tête et, parfois, les pieds étaient réalisés en stuc. Ce qui explique le très grand nombre de sculptures de têtes qui ont survécu sans leur corps. La peinture pouvait intervenir sur le stuc (et la terre) sur certaines parties du corps, et en ce qui concerne la tête, seulement sur les lèvres, rehaussées de rouge. Parfois la couleur était bien plus présente sur les vêtements, et l'or pouvait recouvrir le manteau de Bouddha.
Le dévot qui passait commande de sculpture pouvait rechercher une plus grande récompense pour son acte s'il faisait réaliser un plus grand nombre d'images de Bouddha. On a ainsi retrouvé des moules de tête pour une production en série. Mais la plupart ont été modelées sans utiliser ce procédé de reproduction.

### Galerie: Art du Gandhara, au sens strict

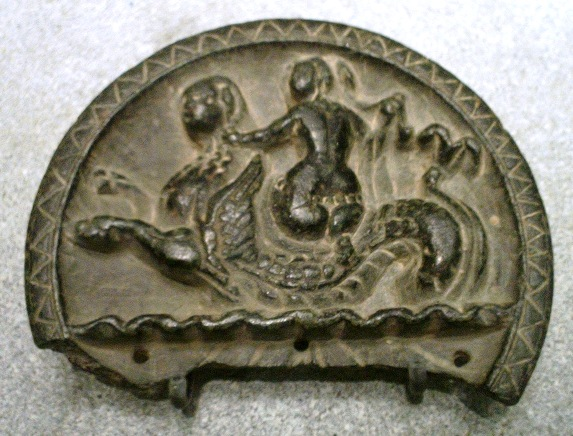
Palette[N 14] : Néréide et Céto. Sirkap, Gandhara indo-parthe, v. Ier siècle AEC. Schiste, d. env 10 cm. Musée Guimet.
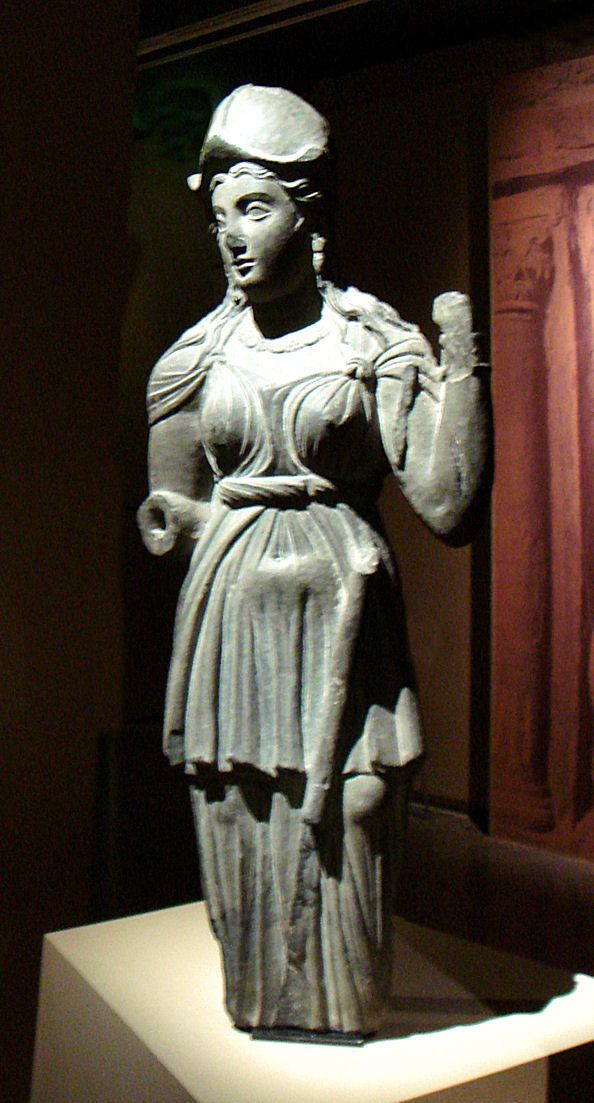
Athéna[N 15]. Gandhara, provenance inconnue. Schiste, 82,5 × 33 × 13 cm. Musée de Lahore. Pakistan.
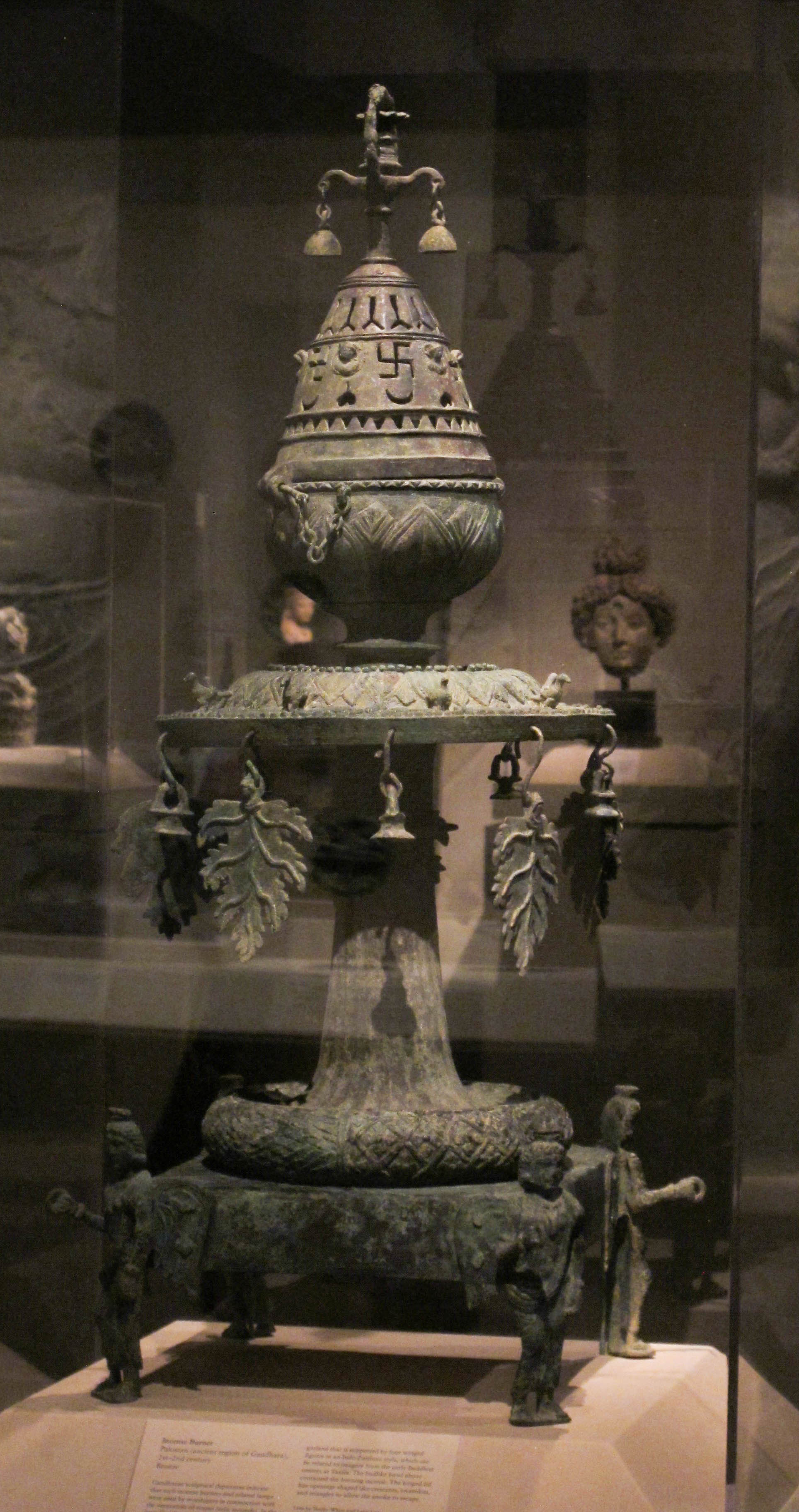
Brûle-parfum[N 16]. Gandhara. H. env. 50 cm. Bronze, Ier – IIe siècle. Met.
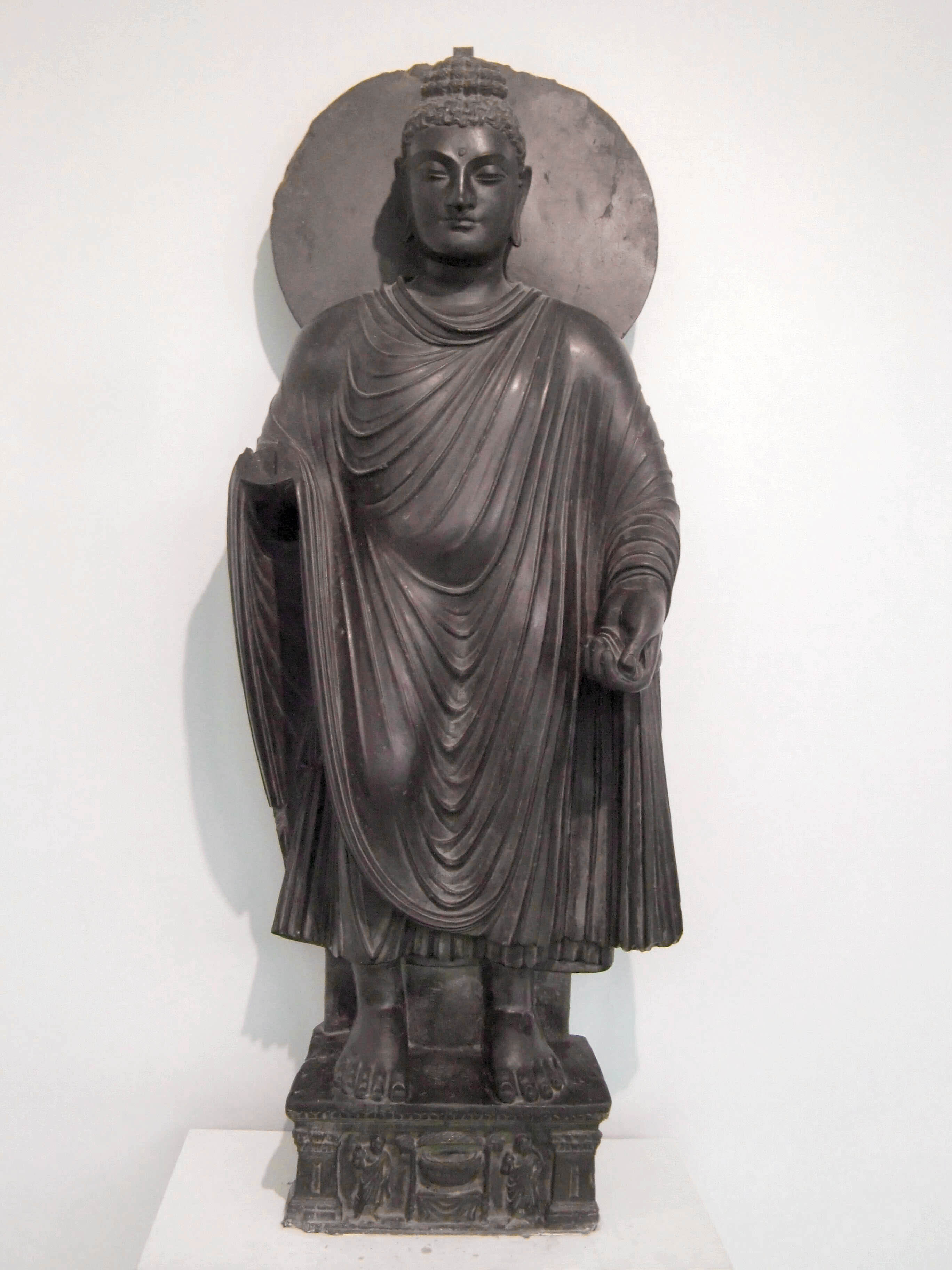
Bouddha debout. Empire Kouchan, Ier – IIe siècle (?). Schiste. Art du Gandhara au National Museum, New Dehli
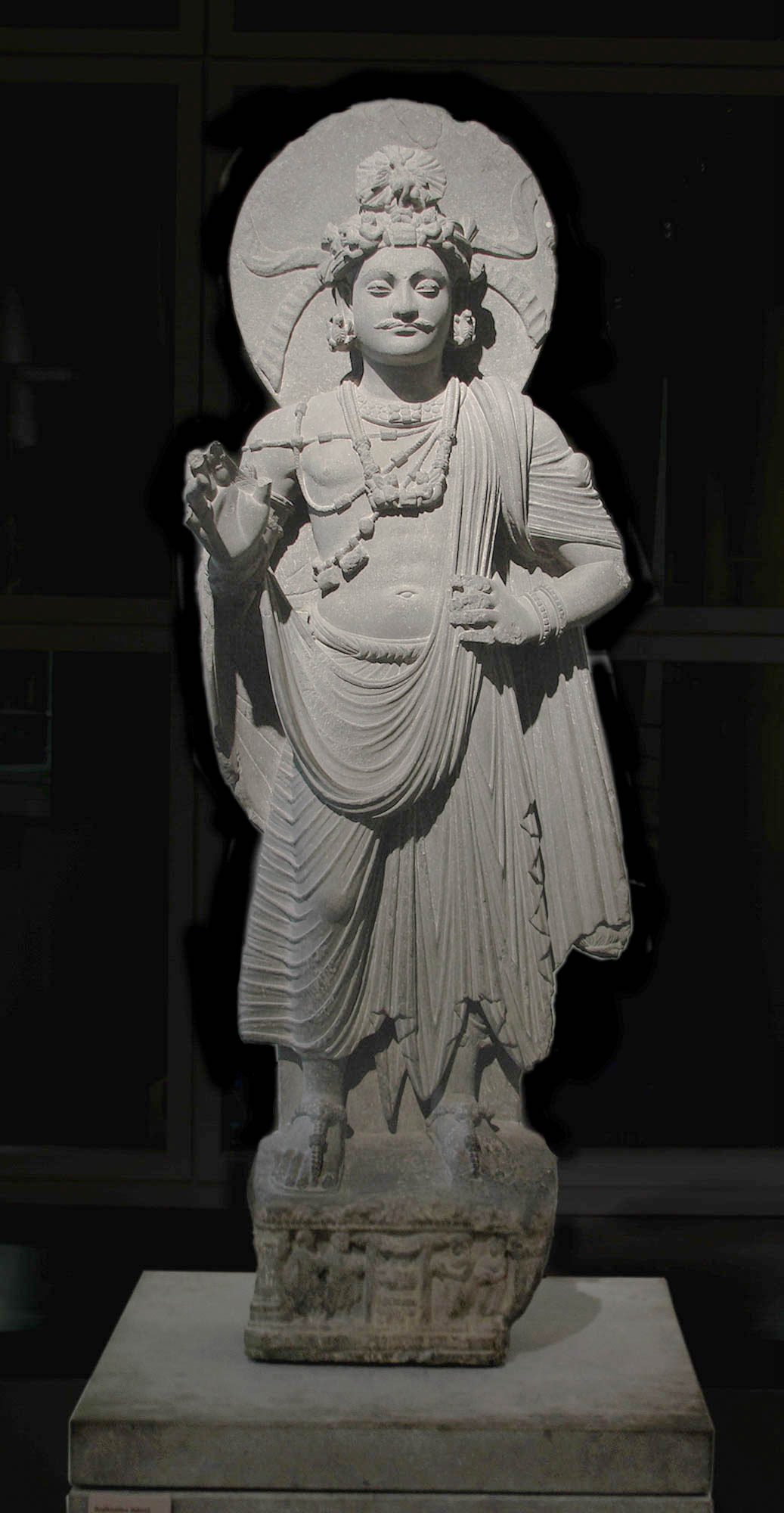
Prince Siddhârtha Gautama ou Bodhisattva Avalokitesvara. Gandhara site de Shahbaz-Garhi. Empire Kouchan, Ier – IIIe siècle. Schiste. H. 120 cm. Mission Alfred Foucher[51] Musée Guimet
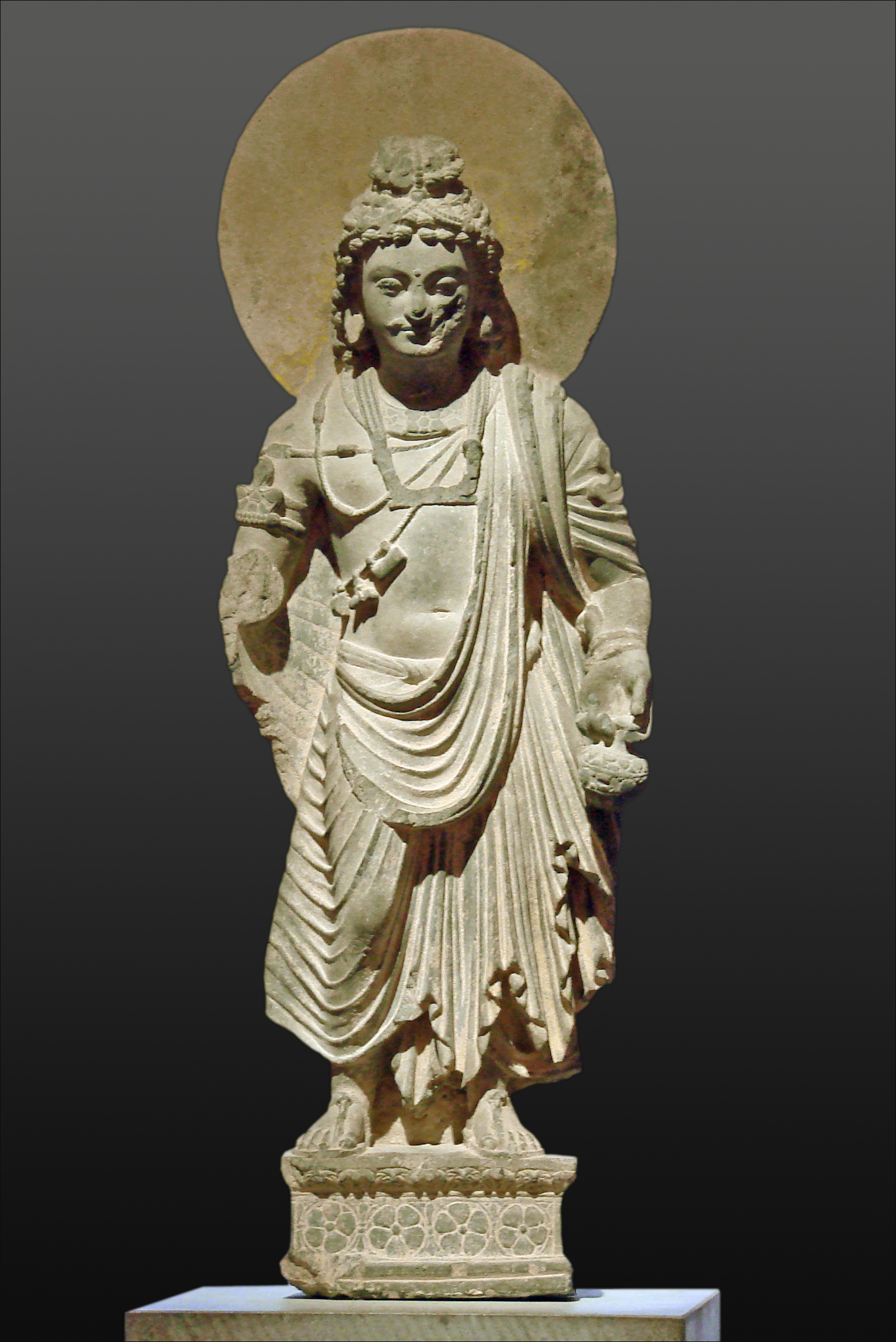
Le bodhisattva de l'avenir, Maitreya debout. Schiste, H. 85 cm. Ier – IIIe siècle. Shahbaz-Garhi. Musée Guimet
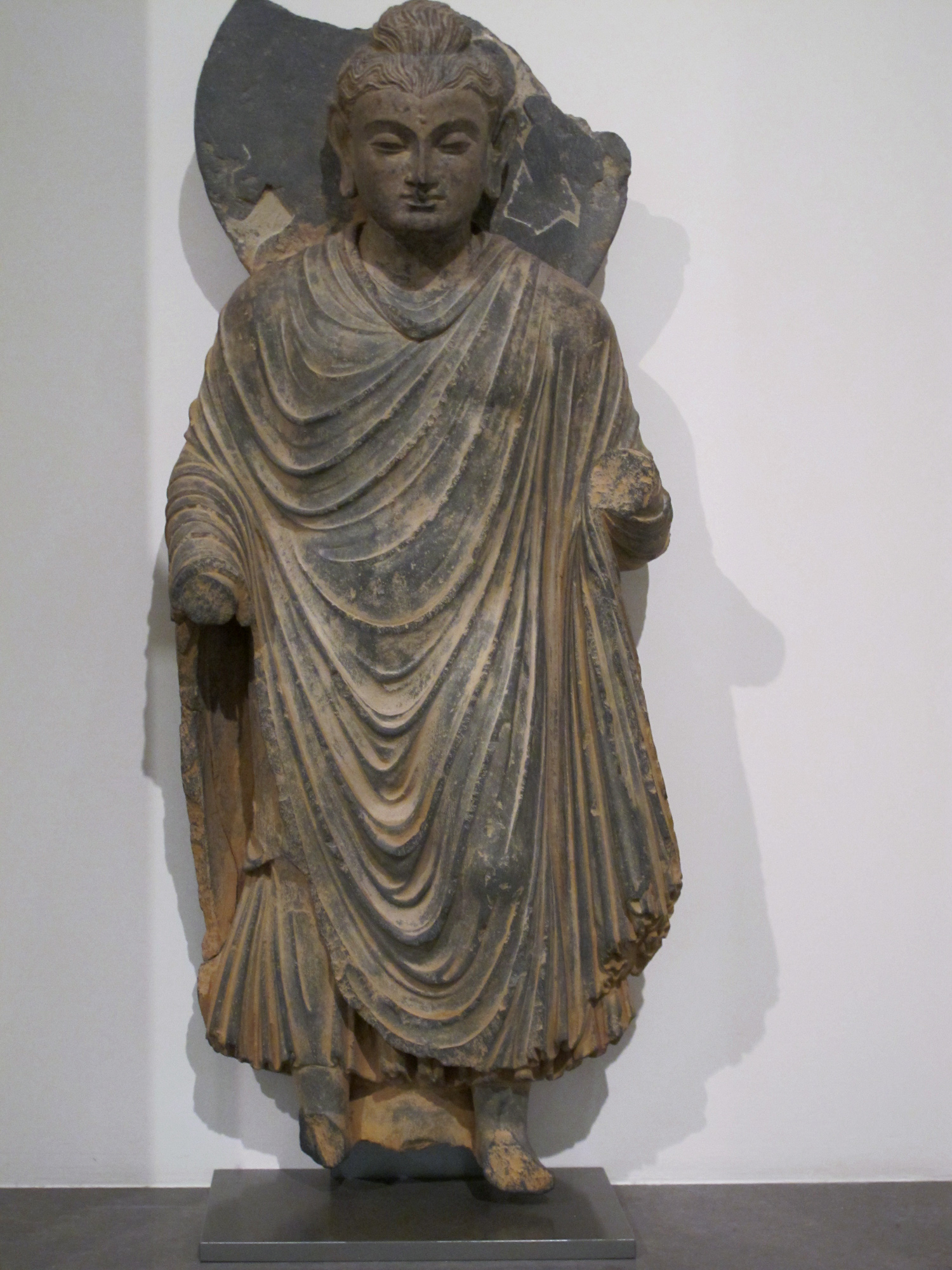
Bouddha debout, vêtu comme un ascète, et comme les moines[N 17]. Gandhara, Ier – IIIe siècle schiste, Musée Guimet
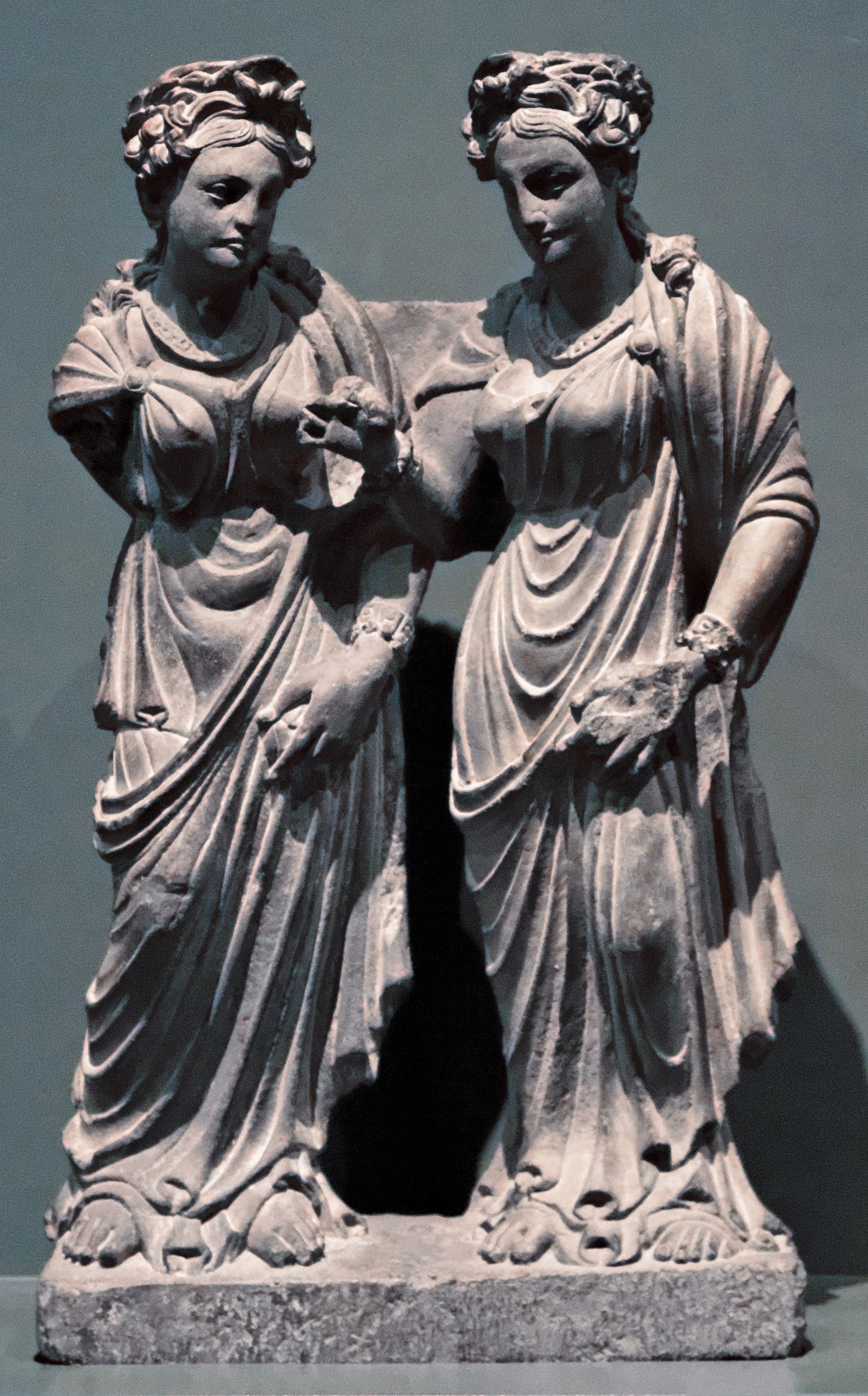
Deux femmes de l'aristocratie. Illustration d'un jātaka. Gandhara. IIe siècle. Schiste[53]. Los Angeles County Museum of Art
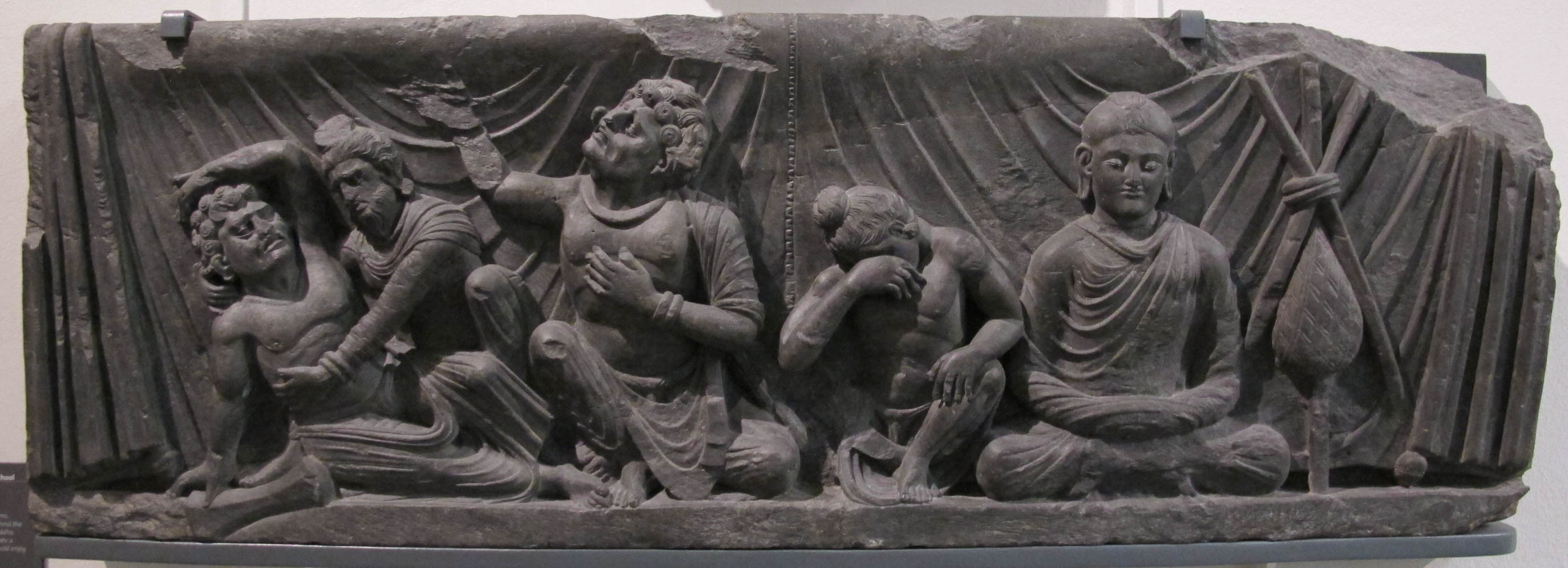
La mort de Bouddha (parinirvana). Gandhara. Empire Kouchan, Ier – IIIe siècle. Schiste. Victoria and Albert Museum
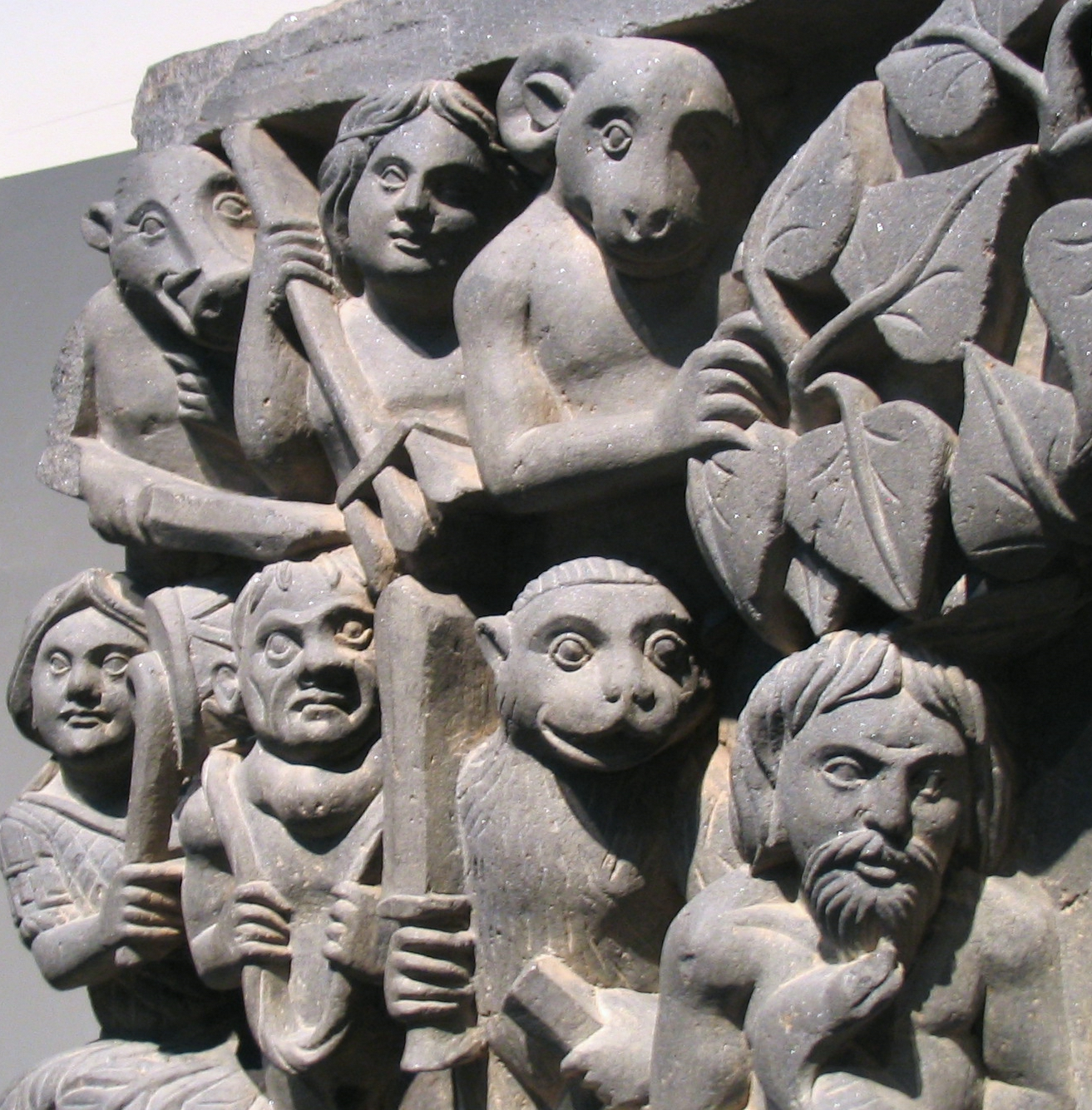
Quatre scènes des vies antérieures de Bouddha. Grand stūpa de pierre. Gandhara. Ier – IIIe siècle. Smithsonian Institution, Sackler Gallery.
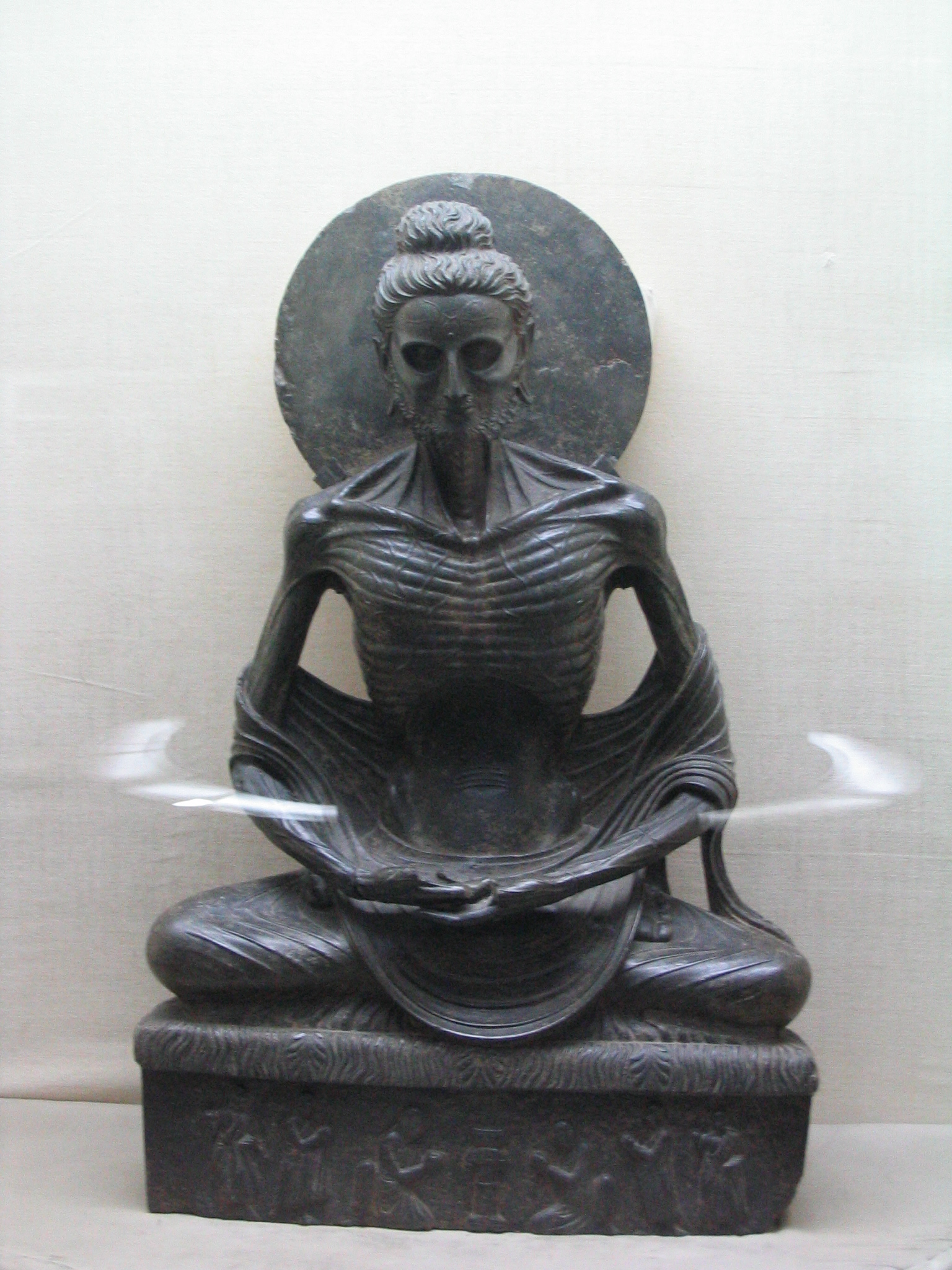
Bouddha ascète. Gandhara, Empire Kouchan, Ier – IIIe siècle. H. 87 cm, schiste. Musée de Lahore
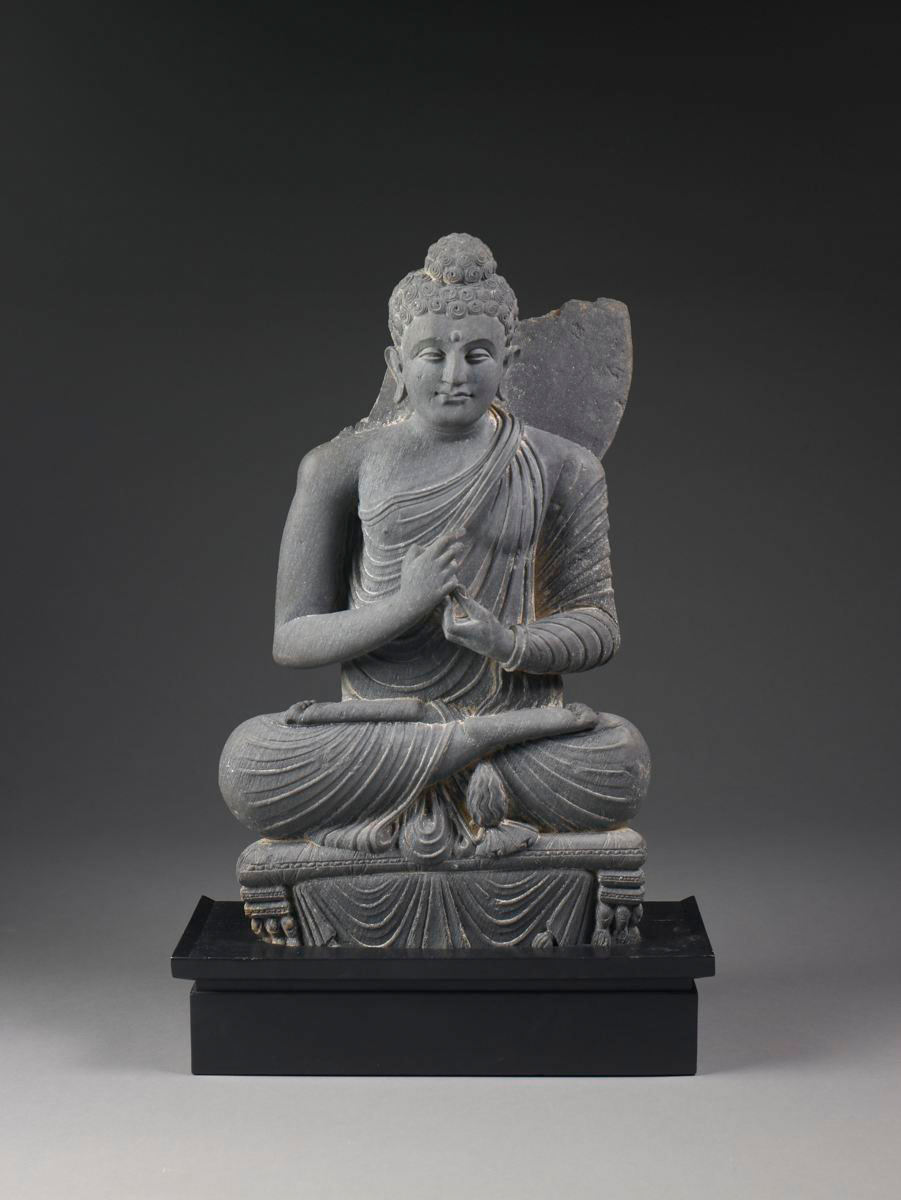
Bouddha assis. Gandhara. Schiste, mi-IIIe siècle, H. 73,7 cm. Birmingham Museum of Art
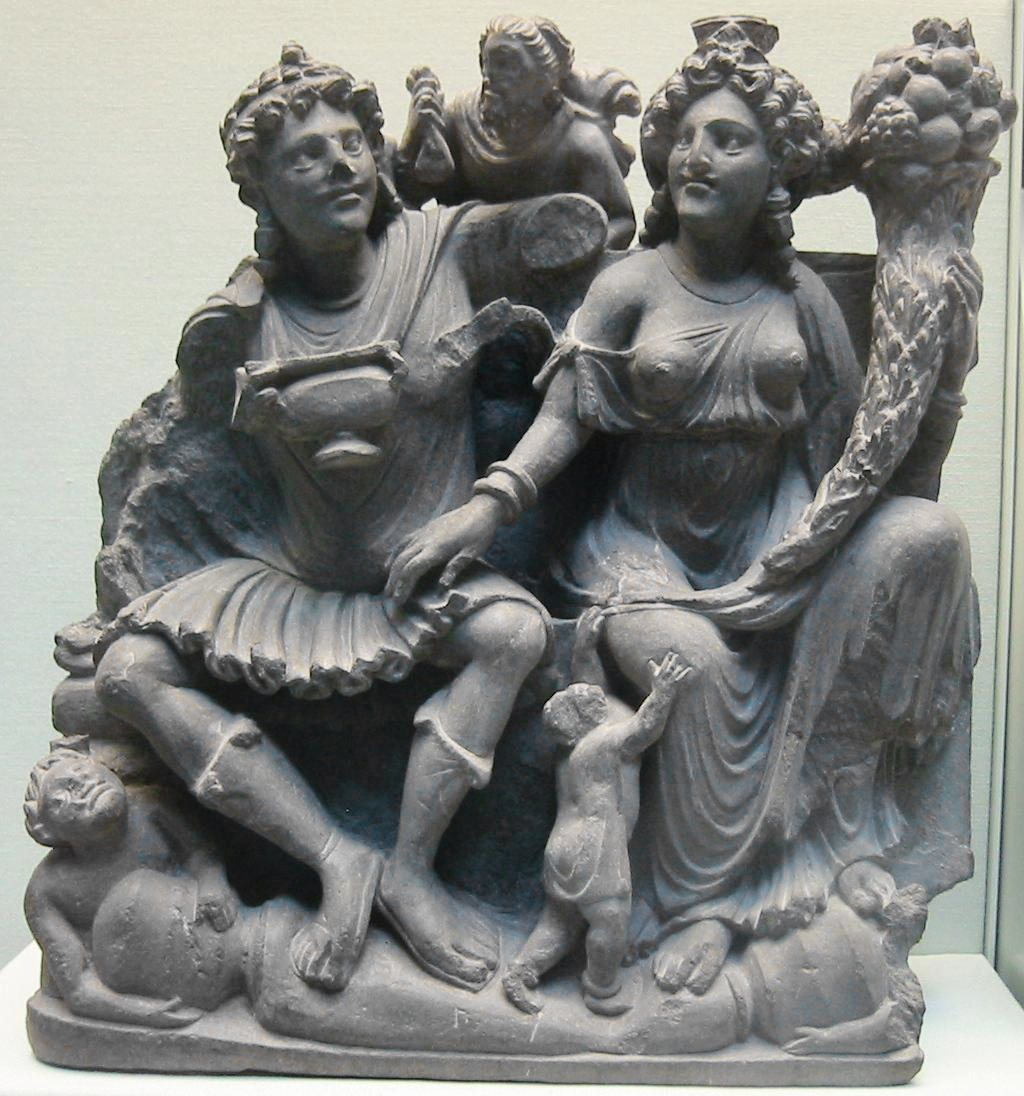
Le couple protecteur Panchika et Hārītī (à la corne d'abondance). Takht-i-Bahi, Gandhara. IIe – IIIe siècle. Schiste. British Museum.
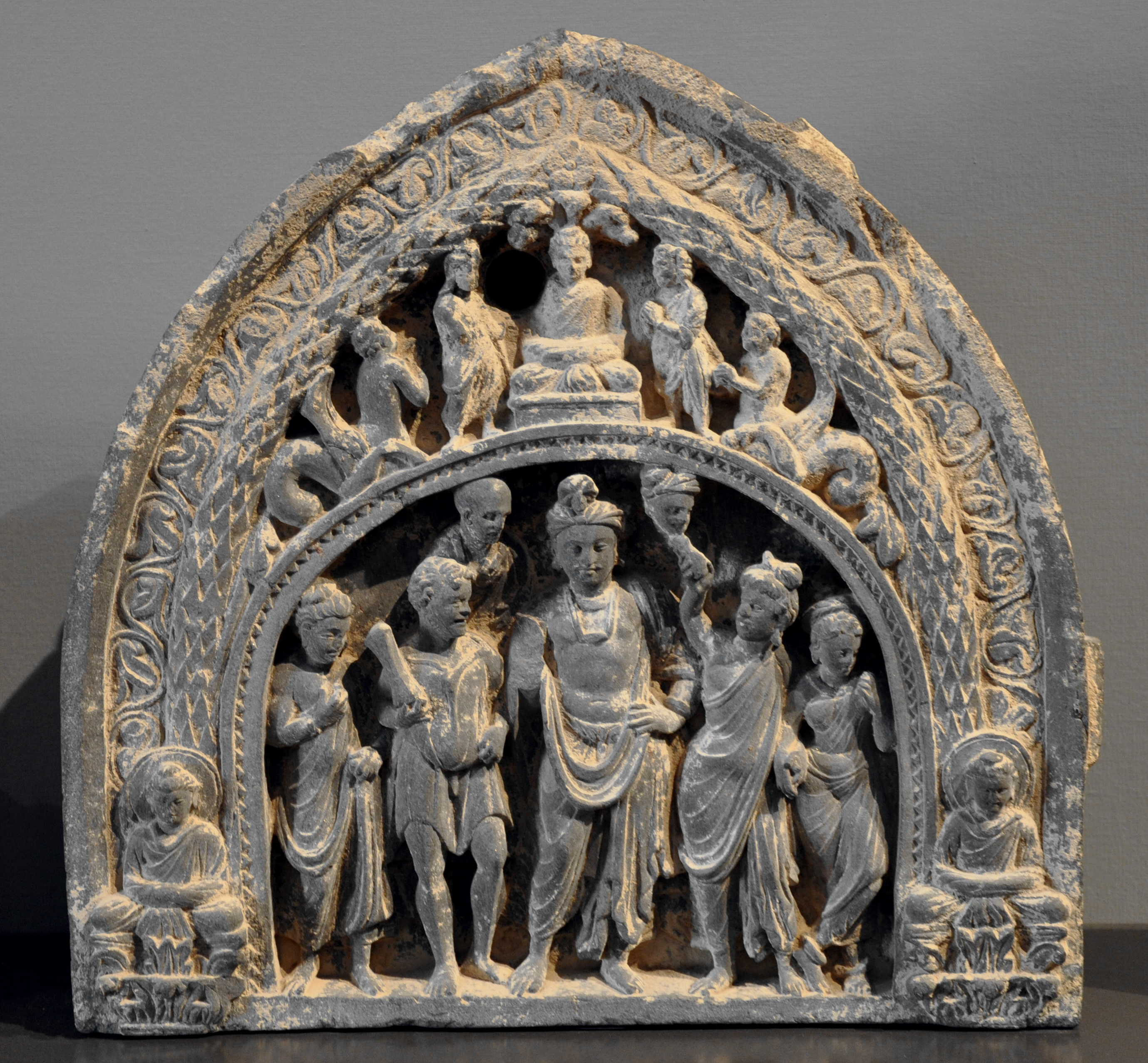
Le mariage du prince Siddhartha. Gandhara. IIIe – IVe siècle. Schiste. Museum Rietberg, Zurich.
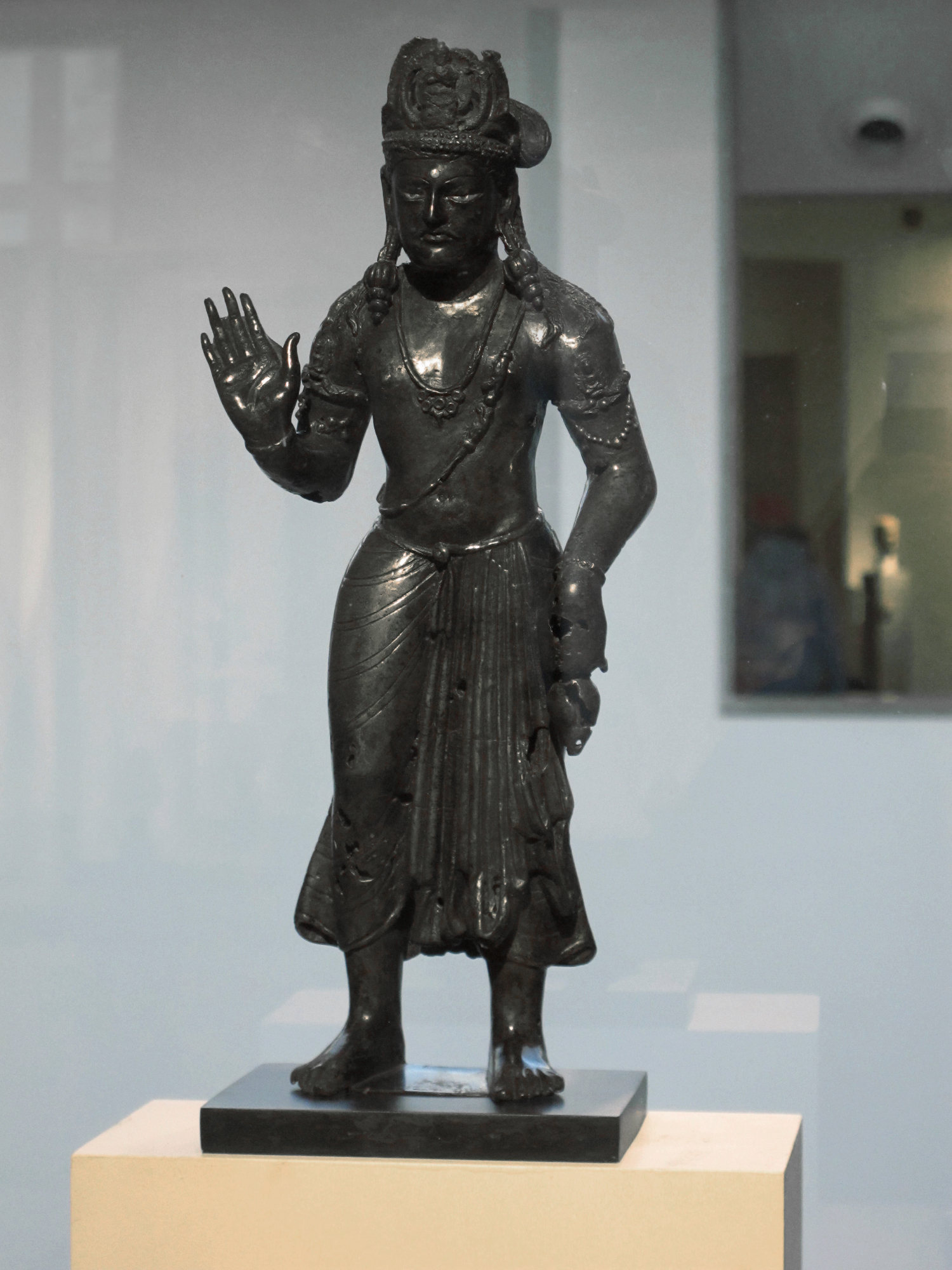
Bodhisattva[N 18] Avalokiteshvara. IVe – Ve siècle[54]. Gandhara. Bronze, incrustations d'argent, H. 37 cm. Musée Guimet
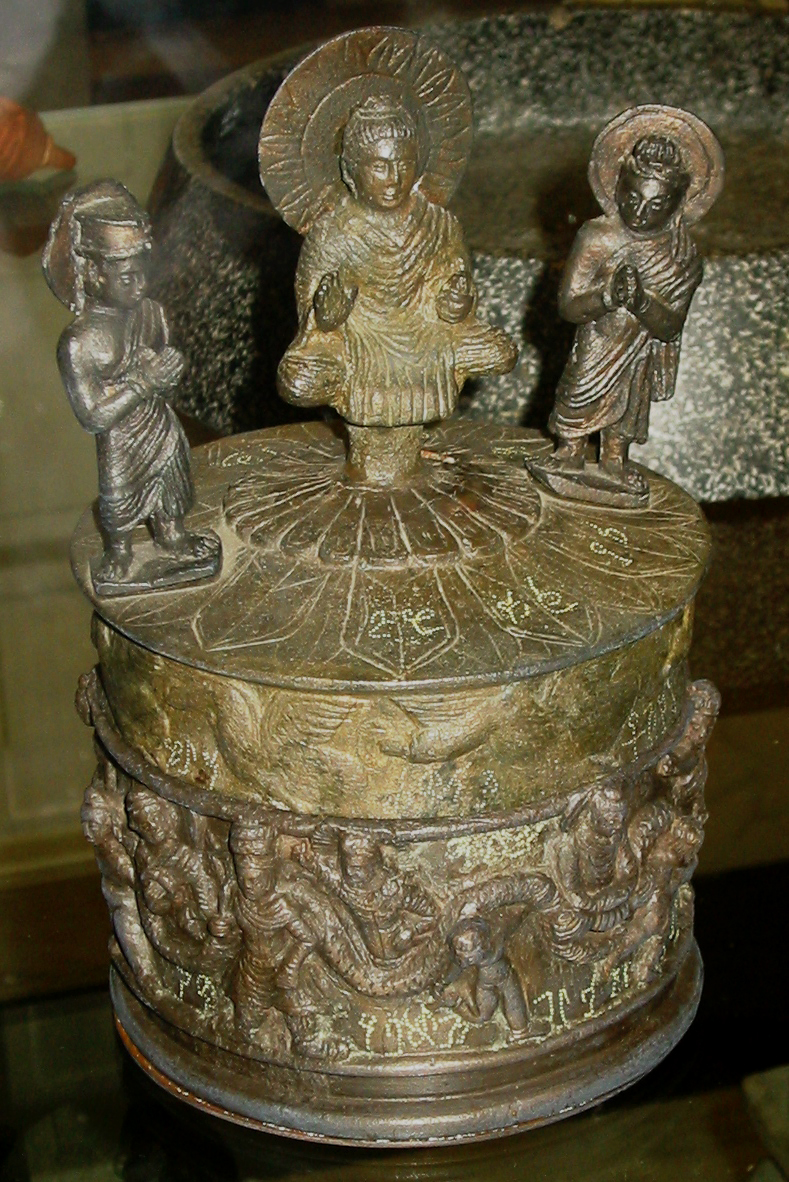
Reliquaire (dit) de Kanishka avec inscription. Shah-ji-ki-dheri, Gandhara. Époque post-kushan ? Bronze, H. 18 cm; D. 12,7 cm. Peshawar Museum
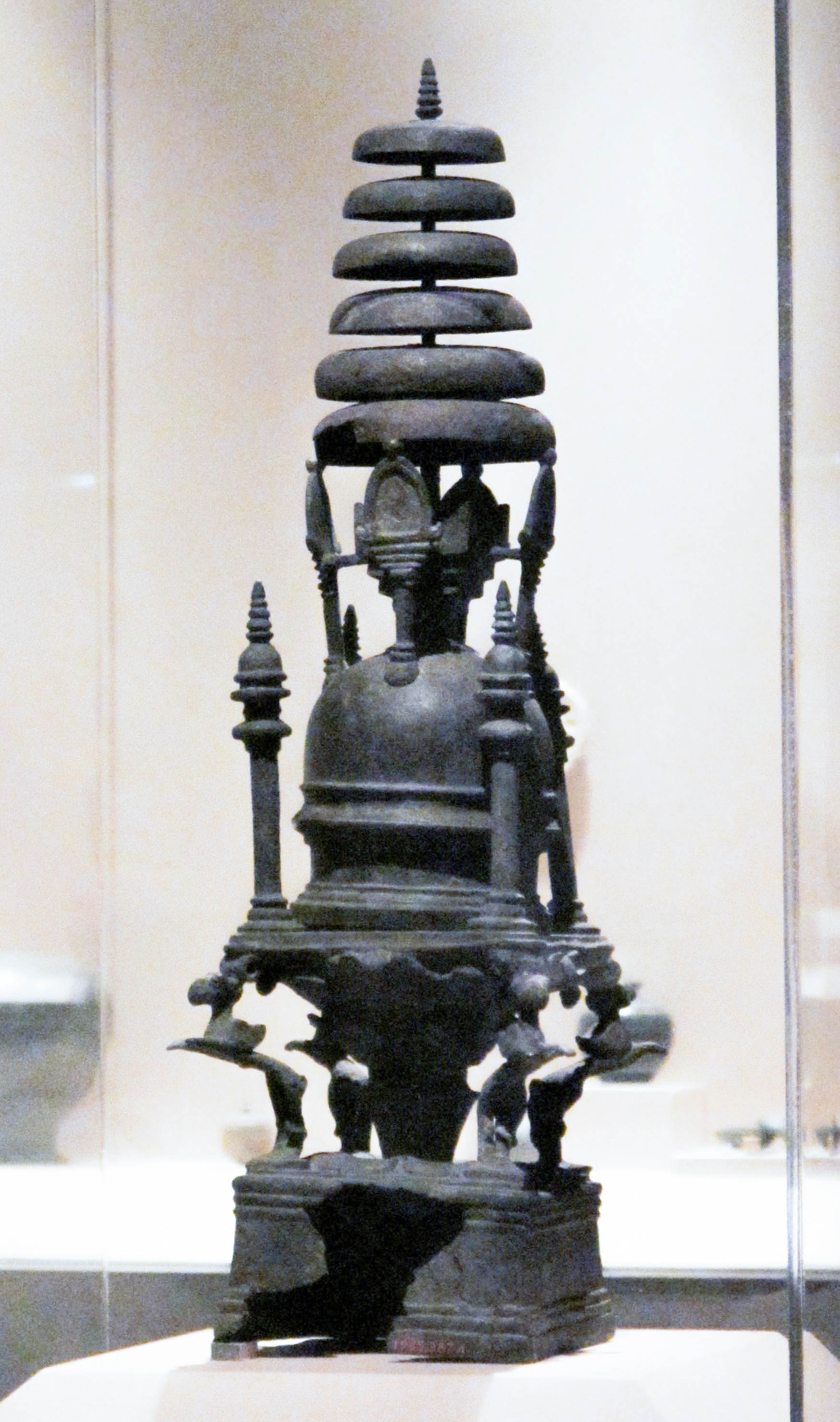
Reliquaire en forme de stupa[57]. Gandhara. Bronze, H. 57,8 cm. IVe – Ve siècle. Met.
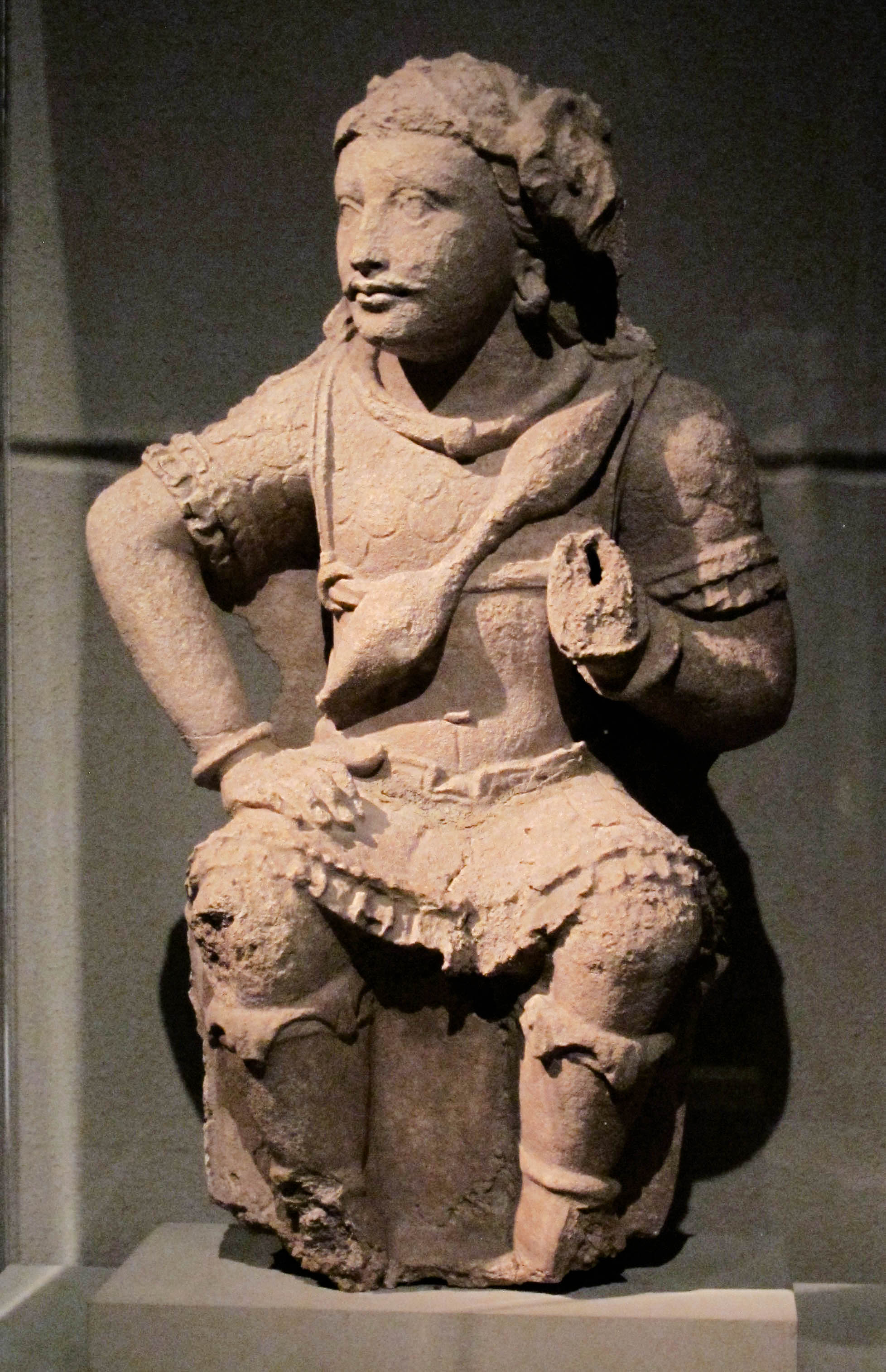
Gardien de la porte (Dvarapala) avec un arc[N 19]. Gandhara, env. IVe siècle. Stuc, H. 45.7 x L. 27,3 cm. Met.
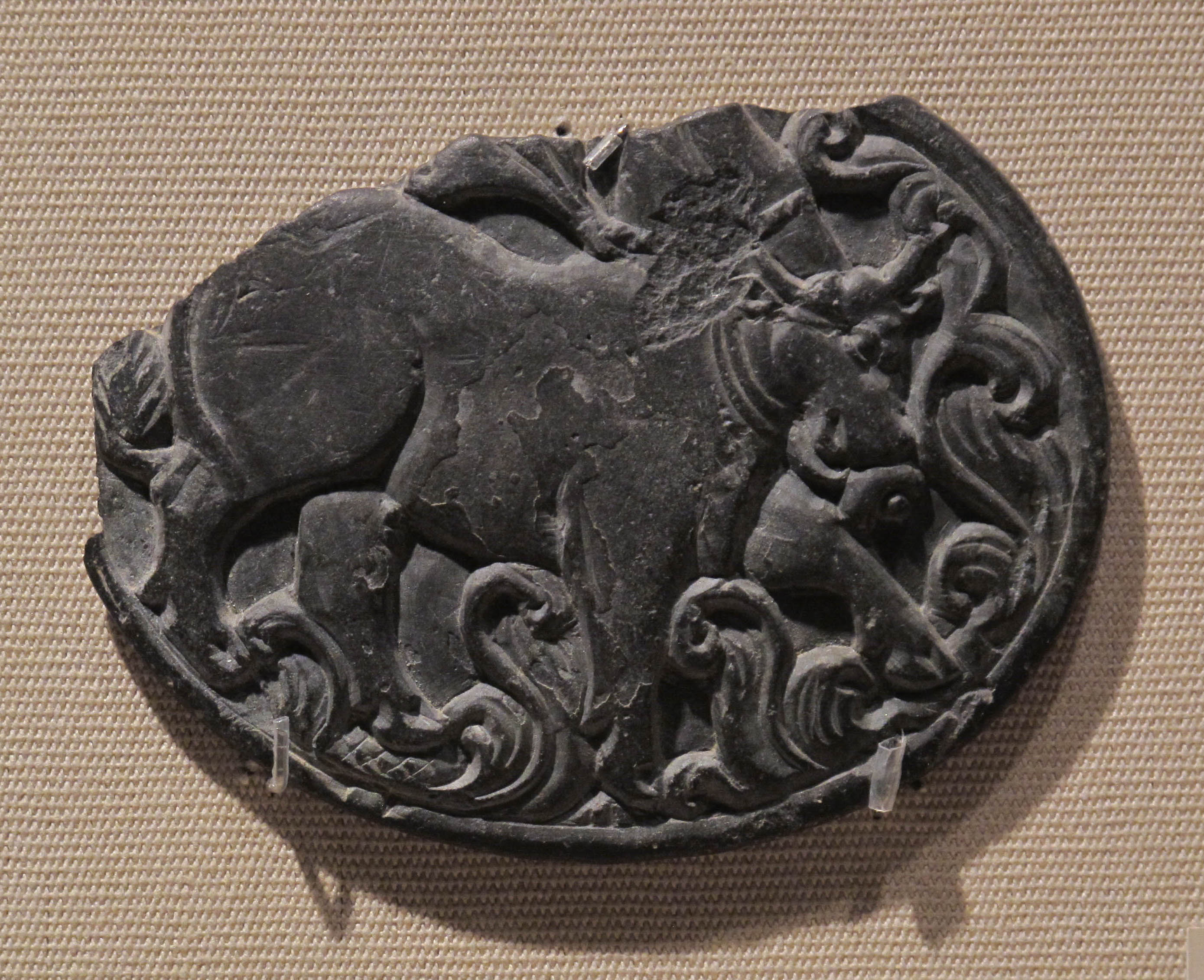
Couvercle de boîte avec un taureau.Gandhara. Ve – VIe siècle. Schiste brun grenu, H. 7 cm. Met[N 20].
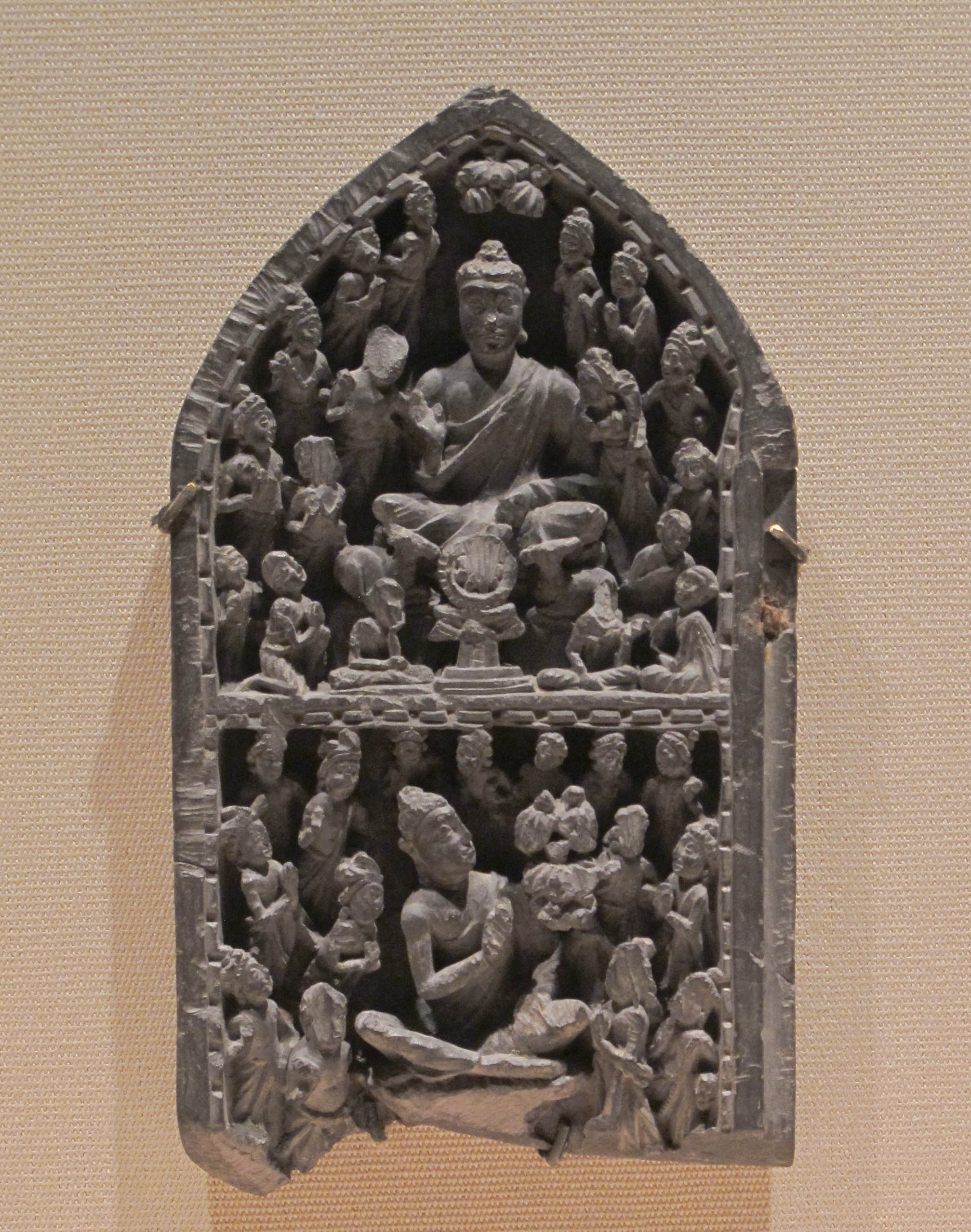
Panneau d'un autel portatif[N 21]. Ve – VIe siècle. Schiste phylliteux H. 15,2 cm. Met.
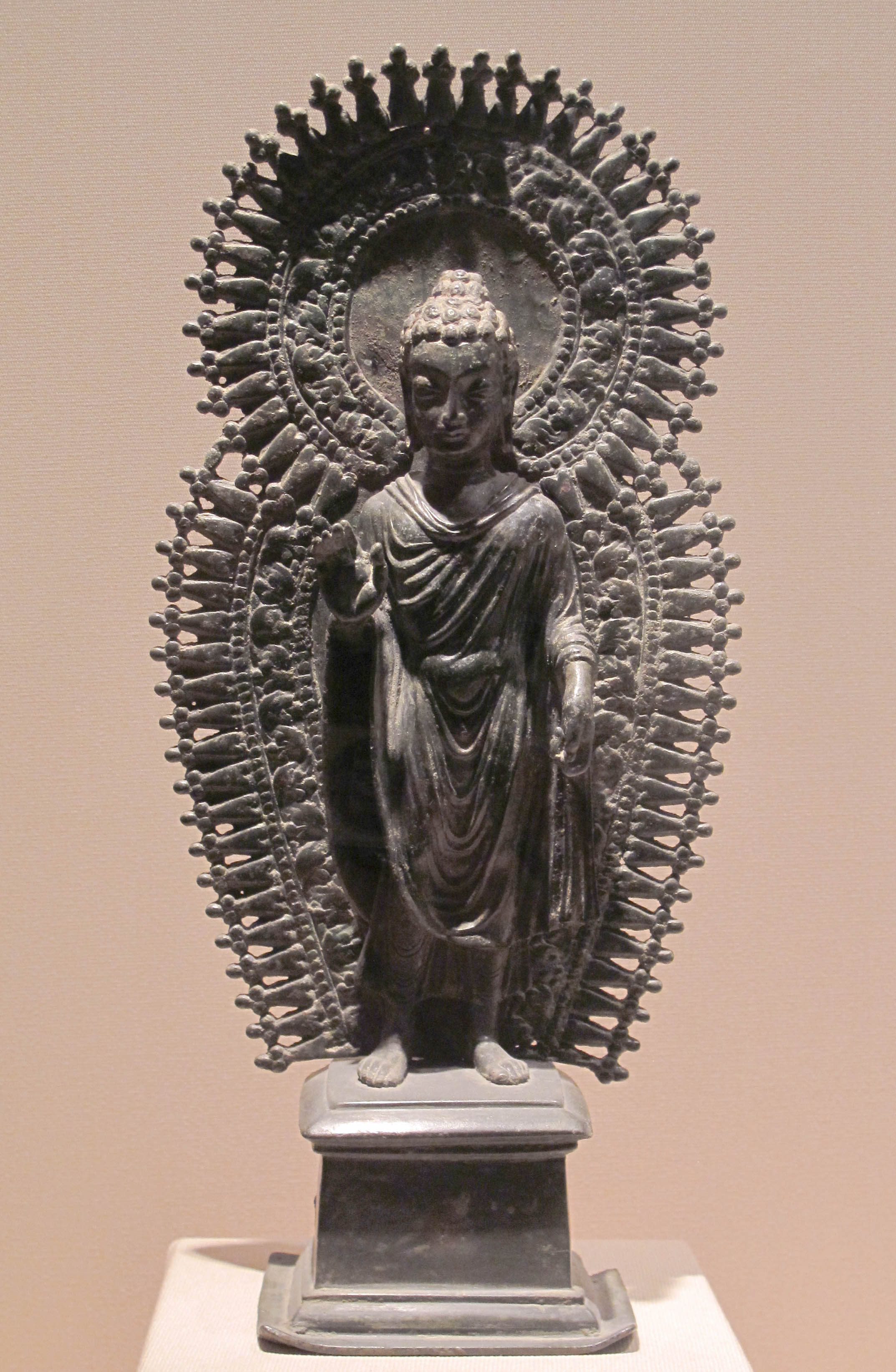
Bouddha debout avec halo et mandorle à rayons. Statuette portative[N 22]. Gandhara, v. fin VIe siècle. Laiton, H. 33,7 cm. Met.

- Les objets d'art comme les plats (à libation ?), les bijoux, les monnaies et les objets du quotidien ornés de figures et de signes permettent d'évoquer l'histoire et la culture de la société du Gandhara, structurée par des pratiques sociales, religieuses ou non. D'autres religions que le bouddhisme signalent leur présence sur les monnaies et permettent d'y voir des indices de la stratégie du pouvoir selon que telle ou telle religion est mise en avant sur la face opposée à l'effigie du prince, ou que le même prince ait eu plusieurs frappes de monnaies, avec, pour ce qui est de Kanishka, sur une face l'image de Shiva et sur une autre monnaie de Kanishka l'image de Bouddha[N 23]. Une étude de cette iconographie monétaire est particulièrement nécessaire, ici, dans la tentative de reconstitution de l'histoire du Gandhara, en raison du très faible nombre de documents écrits.
- Naturalisme et symboles. Comparé à l'art de la péninsule indienne, l'art du Gandhara pourrait être qualifié de naturaliste[58] : dans la représentation du corps des personnages et dans le drapé des vêtements. Les statues isolées de Bouddha le représentent en costume de moine ayant eu l'illumination ou l'Éveil. Les signes essentiels de sa boudhéité sont bien visibles : urna (« troisième œil » au bas du front), ushnisha (chignon d'ascète lié par un cordon interprété comme une protubérance crânienne, signe sensible de l'Éveil). Les lobes de ses oreilles sont distendues par le poids des objets précieux qui faisaient partie de son costume de prince. Sa tête est soulignée par une auréole, thème d'origine iranienne. Ses pieds reposent sur des fleurs de lotus épanouies (symboles de pureté parce qu'elles restent immaculées bien que leurs racines plongent dans la boue). Le plus souvent le genou droit avance légèrement, comme en un léger mouvement suspendu. Les figures de divers Bodhisattvas sont rapidement très nombreuses dès leur apparition au Ier siècle : richement vêtus ils évoquent Bouddha Shakyamuni au moment de son détachement des valeurs temporelles, et cette image était prisée par les donateurs[59]. Par ailleurs, la bienveillance d'un Bodhisattva pouvait être sollicitée par la prière. La figure de Maitreya apparait souvent, aussi. C'est le Bouddha du futur, celui qui viendra lorsque le souvenir du Bouddha Shakyamuni se sera effacé. Aussi comme on ne peut disposer d'aucune relique de son corps, la simple présence de son image est un indice important de l'évolution du bouddhisme à cette époque.
- Le socle et le dos. Toute statue isolée repose sur un socle qui porte souvent une scène de la vie des laïcs ou des moines. On peut ainsi reconnaître leurs gestes d'adoration perpétuelle du bol de Bouddha, du futur Bouddha Maitreya ou d'un reliquaire. Le socle lui-même ou le dos de la statue pouvaient contenir une relique, quelle qu'elle soit. Ces statues étaient adossées à la paroi et le dos est à peine traité, parfois seulement en faible relief, comme dans le cas de la représentation de Maitreya, de Shahbaz-Garhi[60], au Musée Guimet[61].
- Les plaques sculptées à scènes narratives, en relief proviennent, lorsqu'elles sont tout en longueur, de contre-marches d'escalier menant à un sanctuaire[62]. Elles peuvent porter des représentations de corporations, ou des scènes de pratiques religieuses, mais qui peuvent être, au Gandhara, liées aux mystères dionysiaques (bacchanales, ou autres). Les plaques rectangulaires plus hautes peuvent provenir de la partie basse d'un stupa ; comme la circumambulation est l'acte rituel dédié au stupa, leur caractère narratif permettait de suivre ainsi des épisodes chronologiquement disposés. Il s'agit ainsi, souvent, des scènes de la vie de Bouddha. Mais on pouvait aussi en trouver au-dessus du stupa, encore plus proche du format carré, dans la harmika[N 24]. Enfin certaines plaques peuvent provenir d'une sorte de faux-gable, placé sur la face du stupa tournée vers l'ouverture du sanctuaire. D'autres figures peuvent représenter des porteurs de fleurs, car le stupa est souvent représenté couvert de guirlandes de fleurs. Leur parfum embaume la « chambre » de Bouddha.
- La dévotion privée et les statuettes de métal. Dans les premiers monastères on voit de petits espaces dédiés à la dévotion privée (à figures isolées), pour les moines et moniales[44]. Dans les derniers temps apparaissent aussi des petites chapelles dédiées à la dévotion privée. Sur ces petites surfaces on pouvait utiliser des images (en stuc ?) obtenues par moulage. Le laiton, le bronze (à la cire perdue) ont pu donner l'occasion d'une multiplication de figures dévotionnelles de petit format. Ce sont en particulier des images de Bouddha debout en abhaya-mudrā, comme celles du Metropolitan Museum of Art[63], figures isolées ou se détachant sur deux auréoles rayonnantes, avec un traitement du drapé qui est semblable à celui que l'on rencontre dans des statuettes similaires Gupta, mais sans auréole. La grotte de Bamiyan (fin du VIe siècle), où les statuettes du Metropolitan ont été découvertes, possède, elle aussi, un décor en relief en forme d'auréole tout à fait semblable à ce que l'on trouve ici. Ces statuettes ont été réalisées après l'apogée de la sculpture au Gandhara. Des commanditaires isolés, des moines de rang supérieur, ont pu ainsi continuer à les faire exécuter jusqu'à cette époque tardive, à la fin du VIe siècle, à l'époque Gupta. Celles-ci s'étaient rapidement répandues à cette époque dans le monde touché par le bouddhisme.

Les petits autels portatifs, qui apparaissent à cette époque, sont aussi des objets d'enseignement et supports pour la prière. Repliés ils sont soit cylindriques, soit plats. Ils comportent, sur leurs faces externes, des images pour la prière : Bouddha ou Bodhisattva isolé, et sur les faces internes des scènes narratives de la vie de Bouddha. On en retrouve, d'un type assez proche, sur la route de la soie (Behrendt 2007, p. 83) et dans la Chine des Trois Royaumes (220 - 280).

### Galerie: autres sites du «Grand Gandhara»
Pour s'expliquer le style gréco-bouddhique qui caractérise le modelage des figures bouddhiques à Hadda, le professeur Zémaryalai Tarzi proposait en 2001 « d'imaginer dans la plaine de Jâlâlâbâd, dont dépendait Hadda, l'existence de foyers de civilisation hellénique en étroite relation avec la métropole régionale Dionysopolis ».
L'art de la vallée du Swat a fait l'objet d'une étude approfondie par la mission archéologique italienne, l'IsMEO (ou IsIAO), de 1956 à 1996. Le Museo Nazionale d'Arte Orientale (MNAO, devenu « MNAO 'Giuseppe Tucci' ») à Rome et le MAO de Turin conservent, en dehors du Pakistan, la plus importante collection de sculptures en provenance de cette vallée, et qui peuvent être comparées, dans ces musées, à d'autres sculptures du Gandhara et de Mathura, de grande qualité.

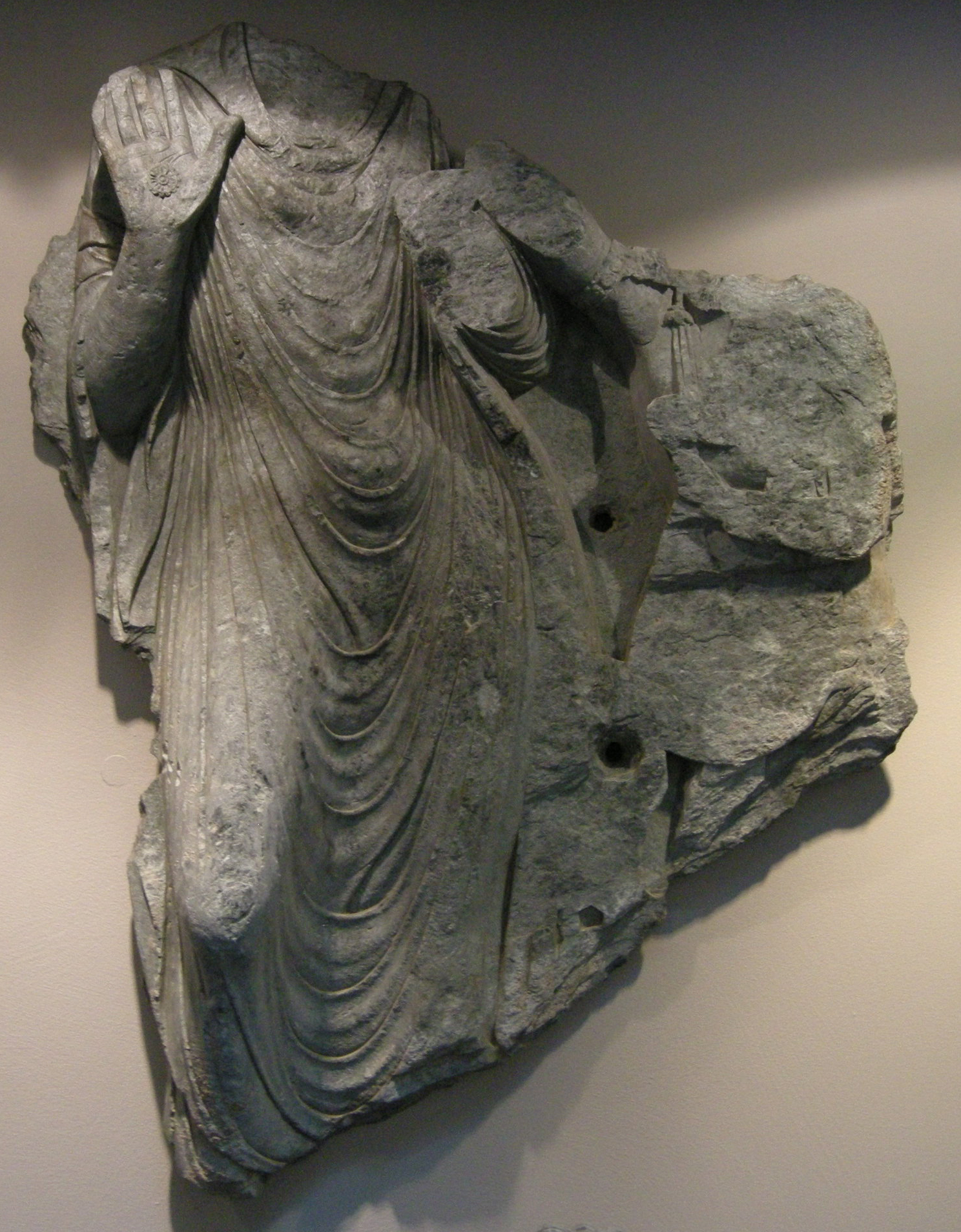
Buddha et dévot. Swat, Butkara. Ier – IIe siècles. Schiste. Turin, Museo d'Arte Orientale.
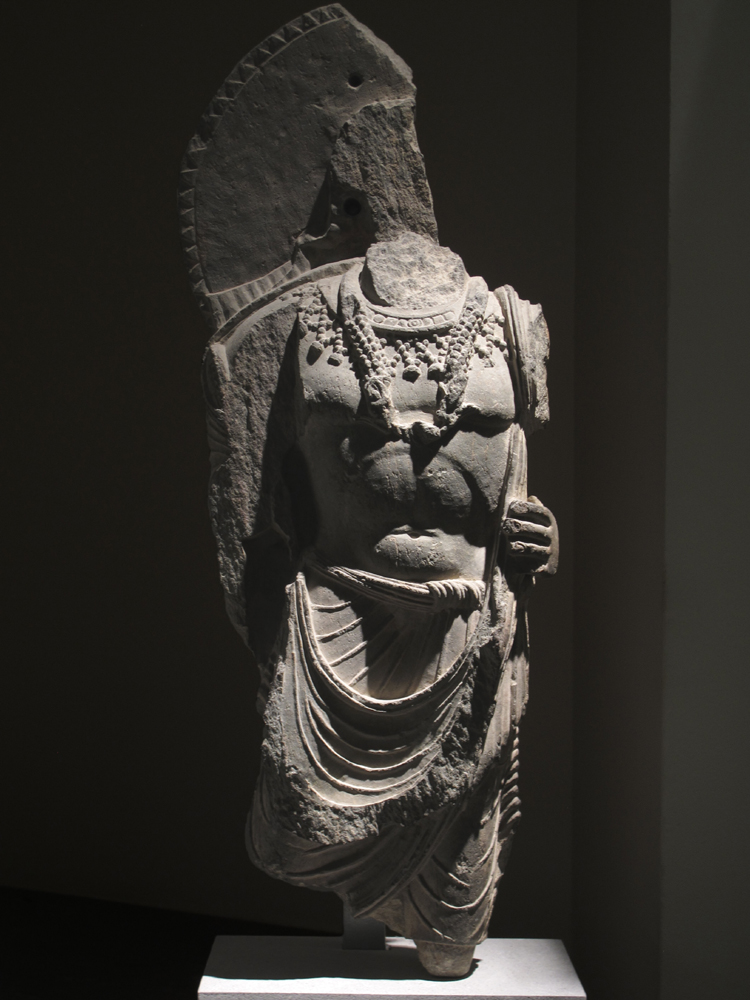
Bodhisattva. Région du Kâpîssâ, monastère du Karratcha. Afghanistan. Schiste, IIe – IIIe siècle. Musée Guimet
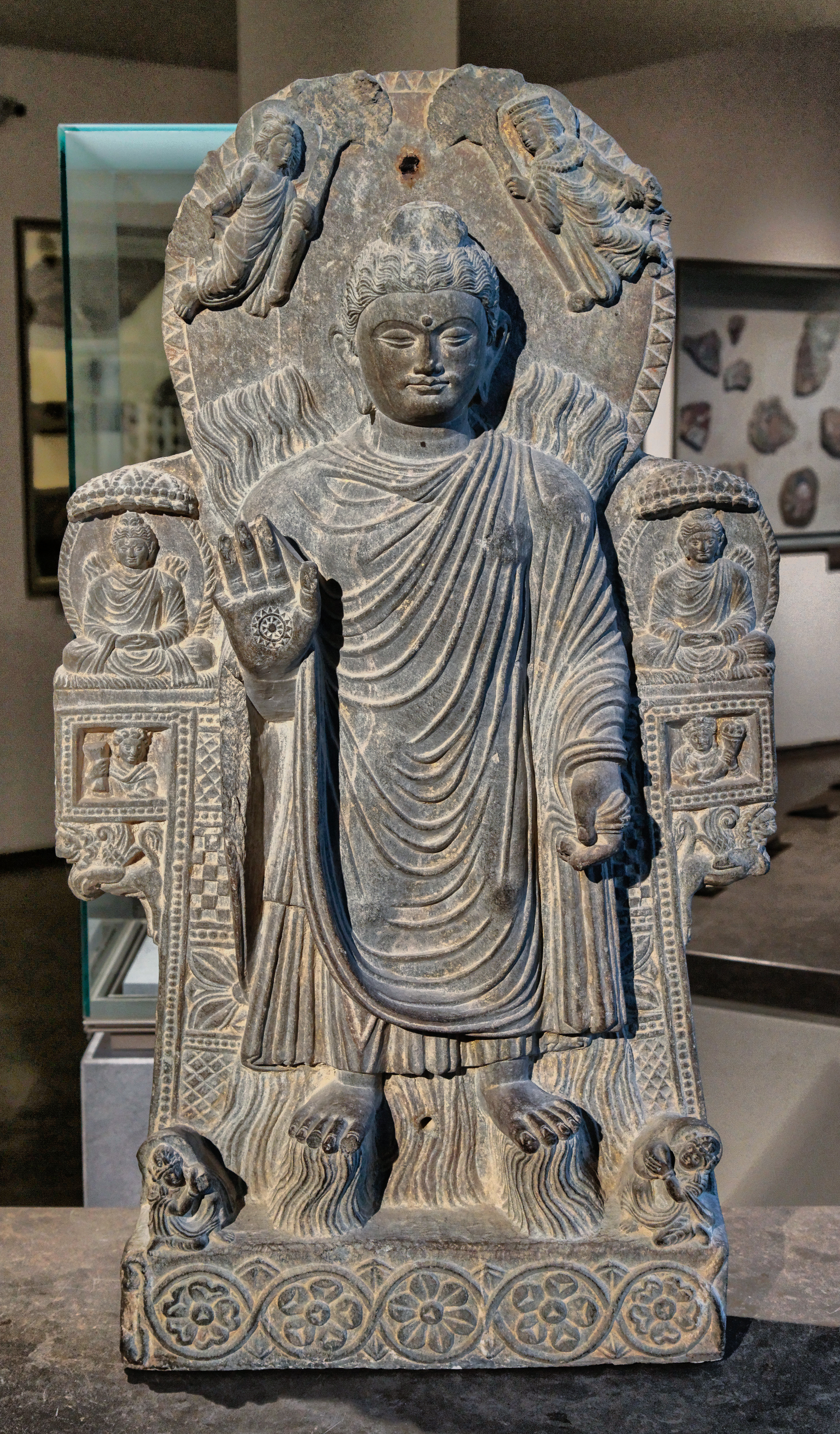
Le Buddha au Grand Miracle. Afghanistan, Kâpîssâ, monastère de Paitava, IIIes. Schiste, traces de dorure. H 81 cm. Musée Guimet[66].
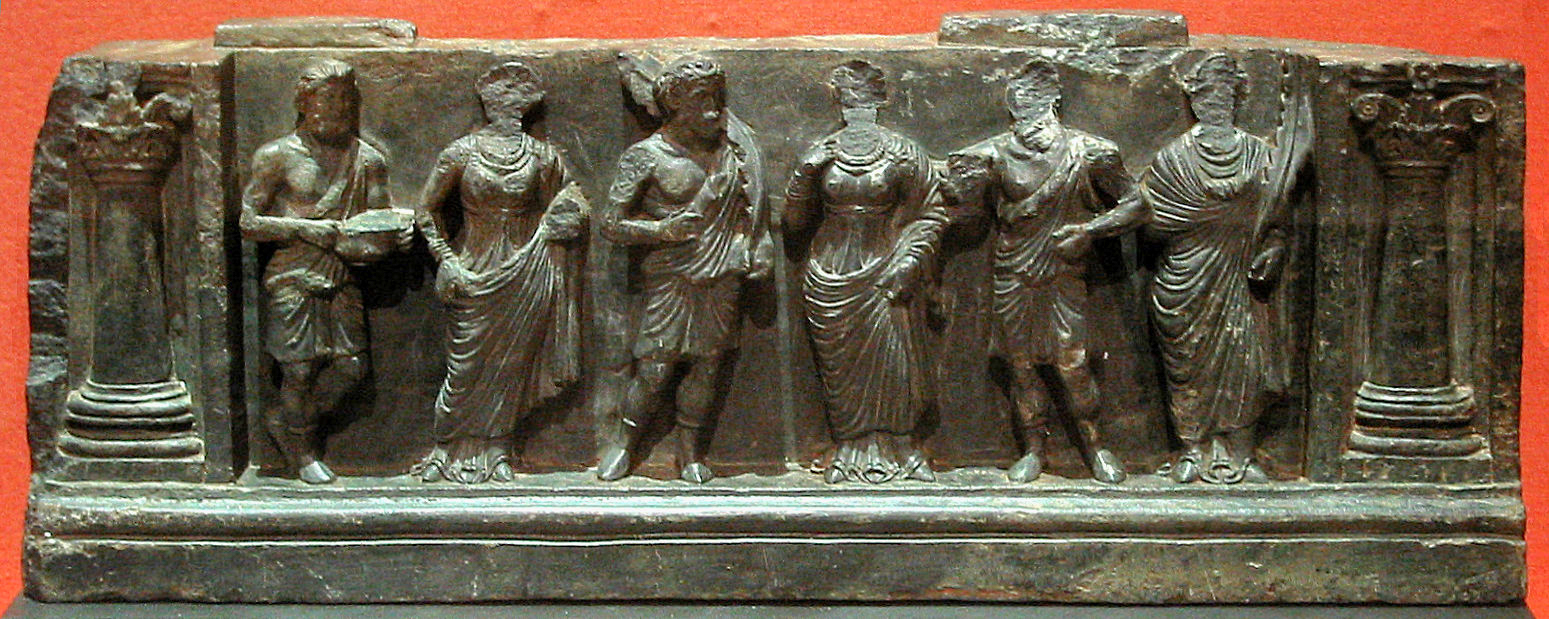
Frise de style hellénistique aux donateurs. District de Buner, Vallée du Swat. Ier – IIIe siècle. Schiste. V&A Museum
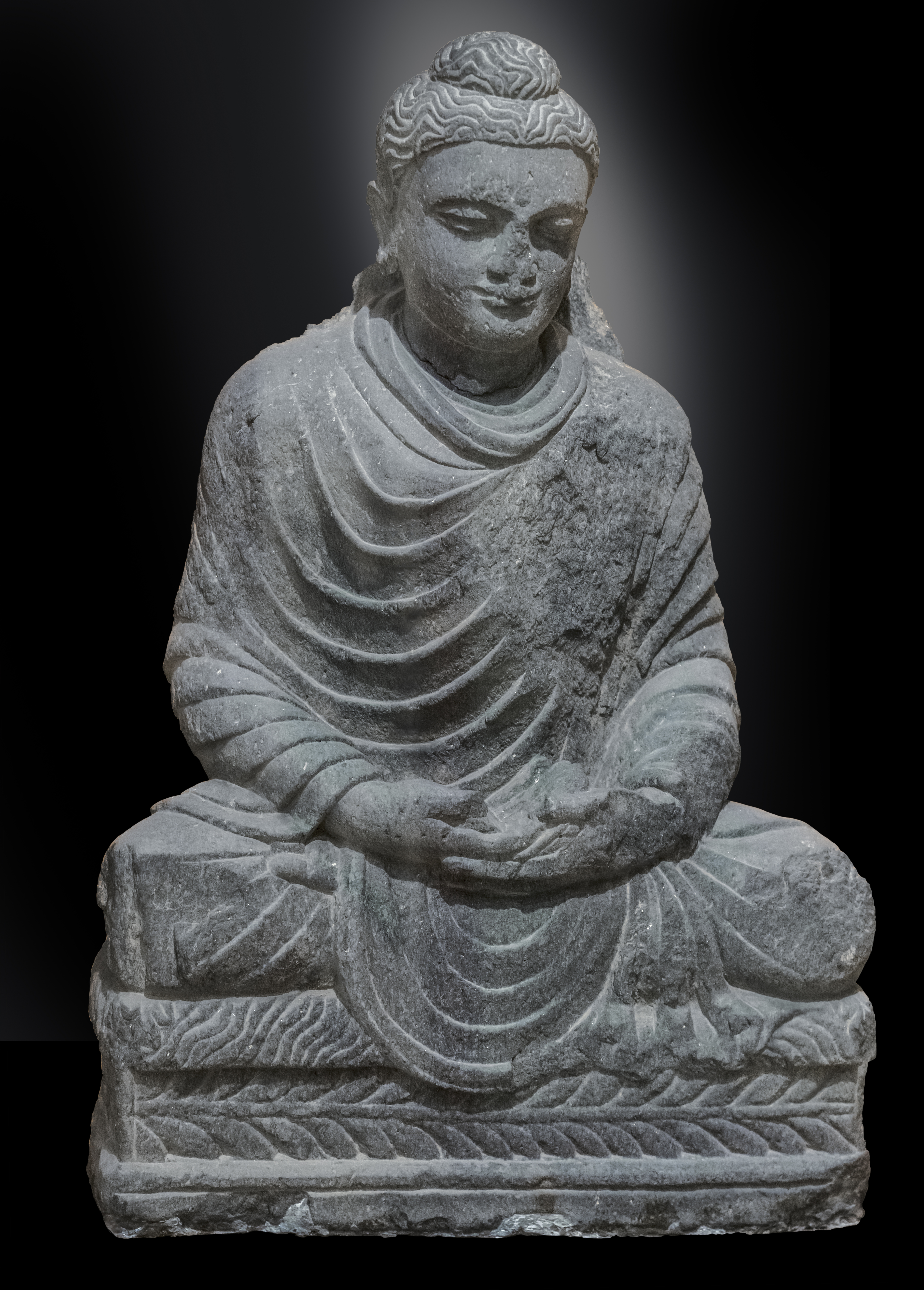
Bouddha assis en méditation. Vallée du Swat. Fin IIIe - début IVe siècle. Schiste gris bleu, H. 38 cm. Musée Georges-Labit, Toulouse
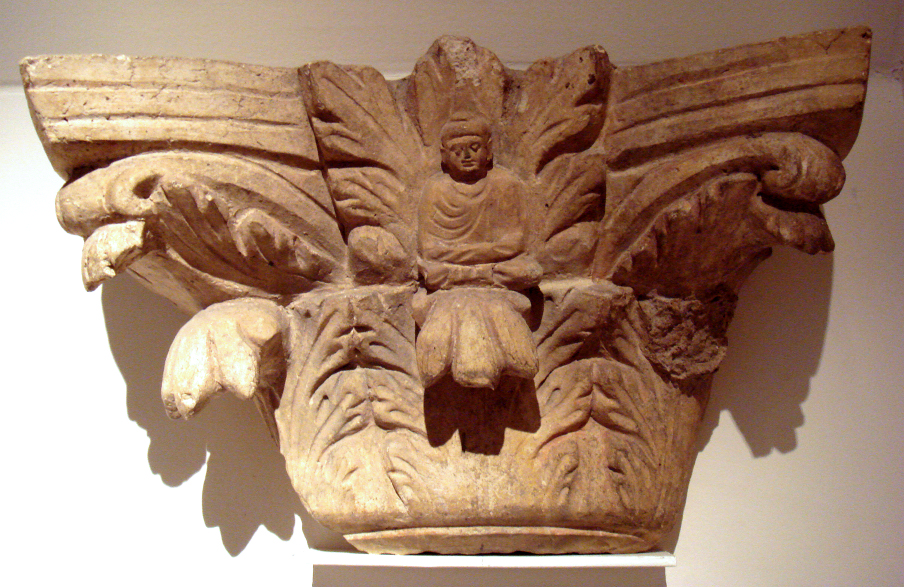
Chapiteau composite au bouddha, Hadda, Afghanistan, IIIe – IVe siècle. Musée Guimet
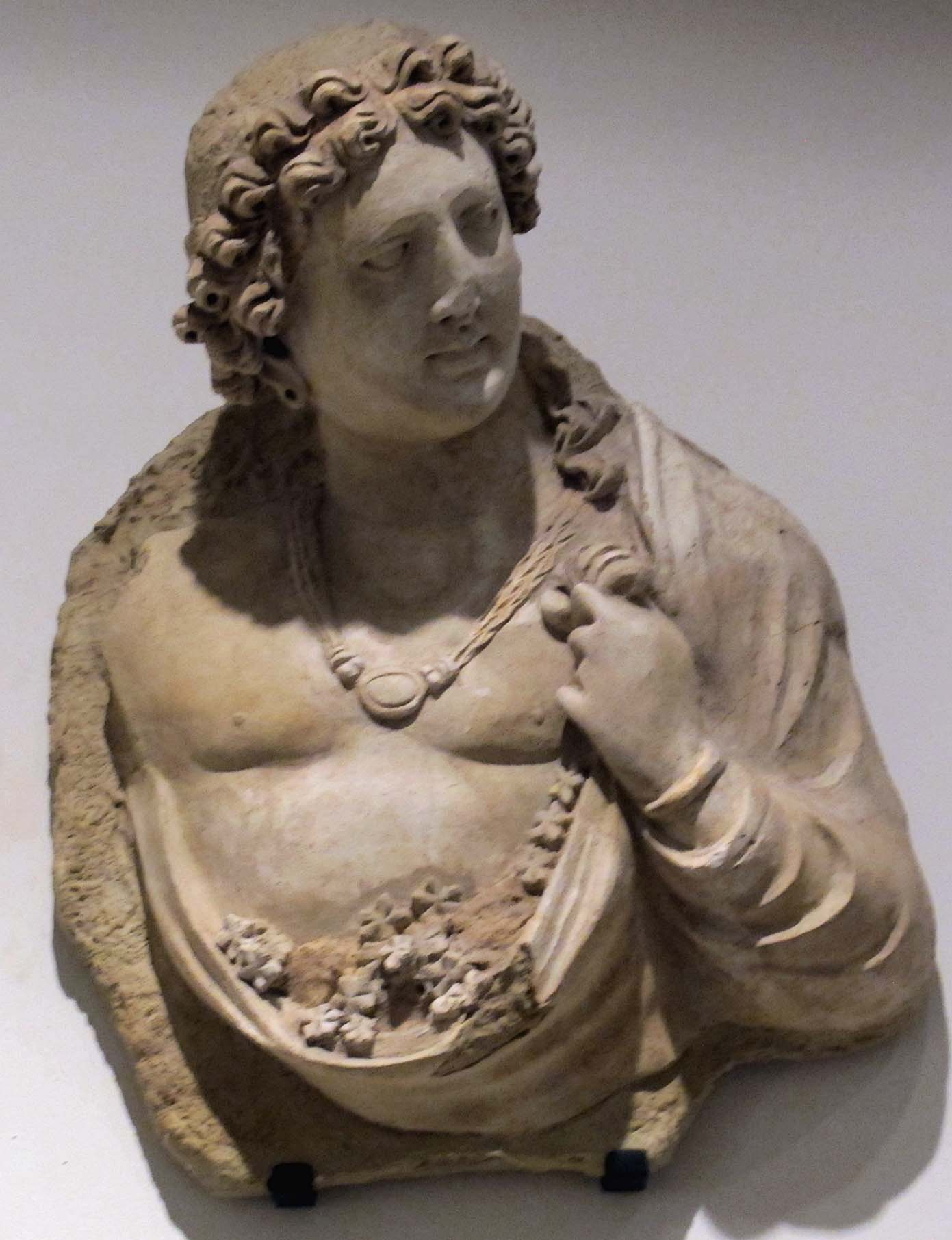
Le Génie aux fleurs. Afghanistan, Hadda, monastère de Tapa-Kalan. IVe – Ve siècle. Stuc, H : 55 cm
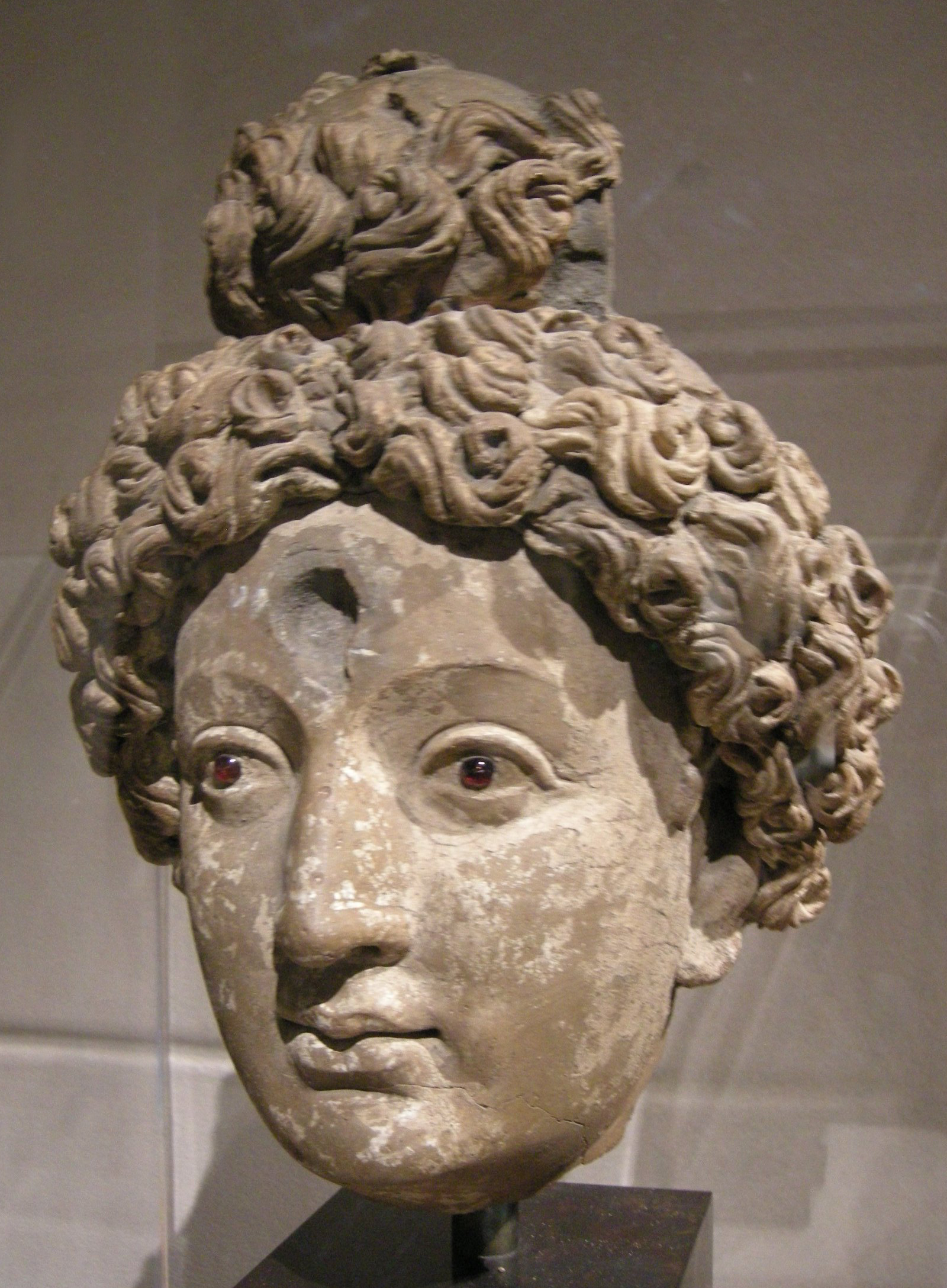
Tête de Buddha ou d'un bodhisattva. Ve  ou  VIe siècle. Hadda[N 26] Argile ou terre-cuite, grenats (yeux). H. 31,1 cm[N 27].Met.
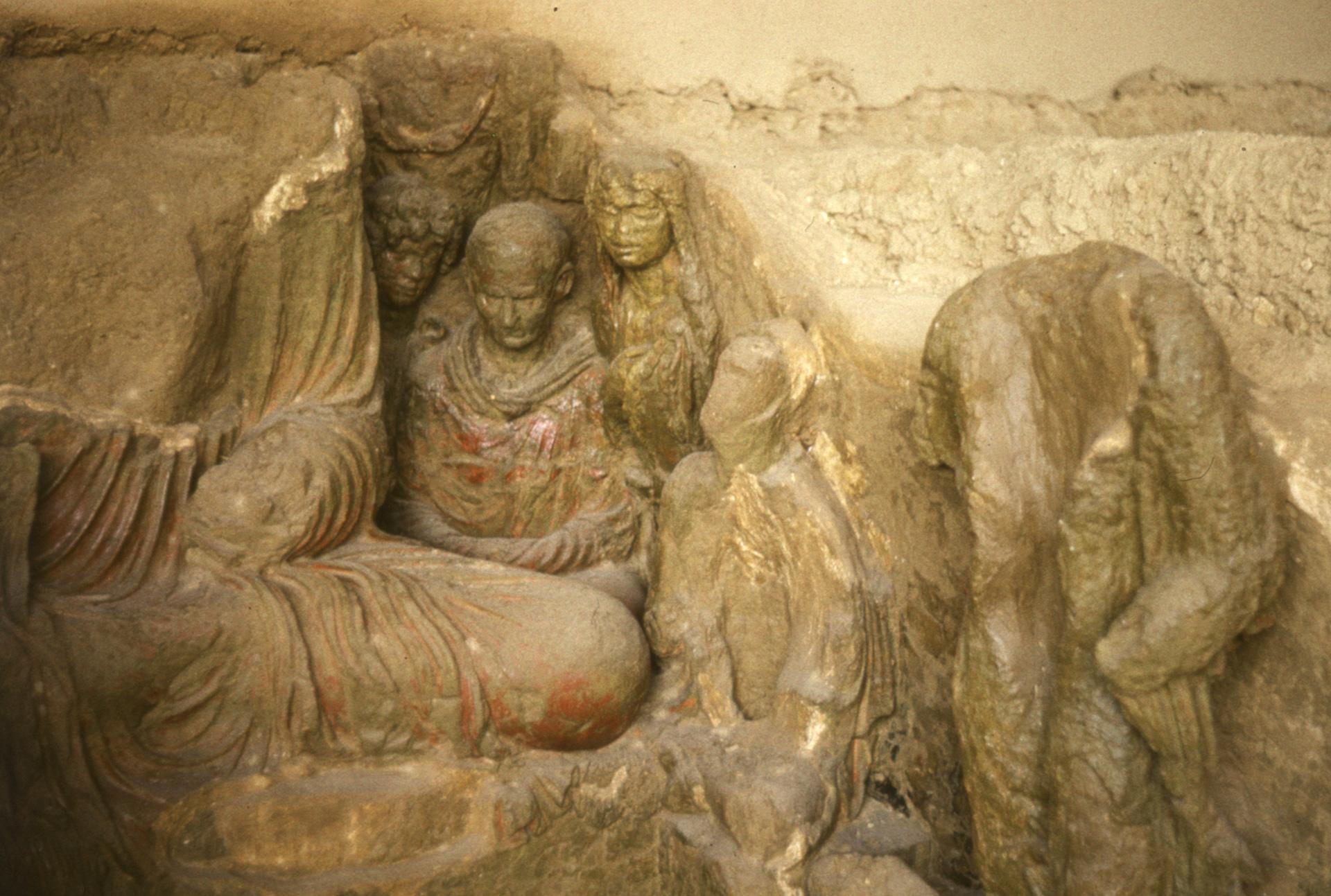
Dévots et moine. Terre séchée, traces de polychromie. Stupa d'un monastère de Hadda en 1976 (détruit)
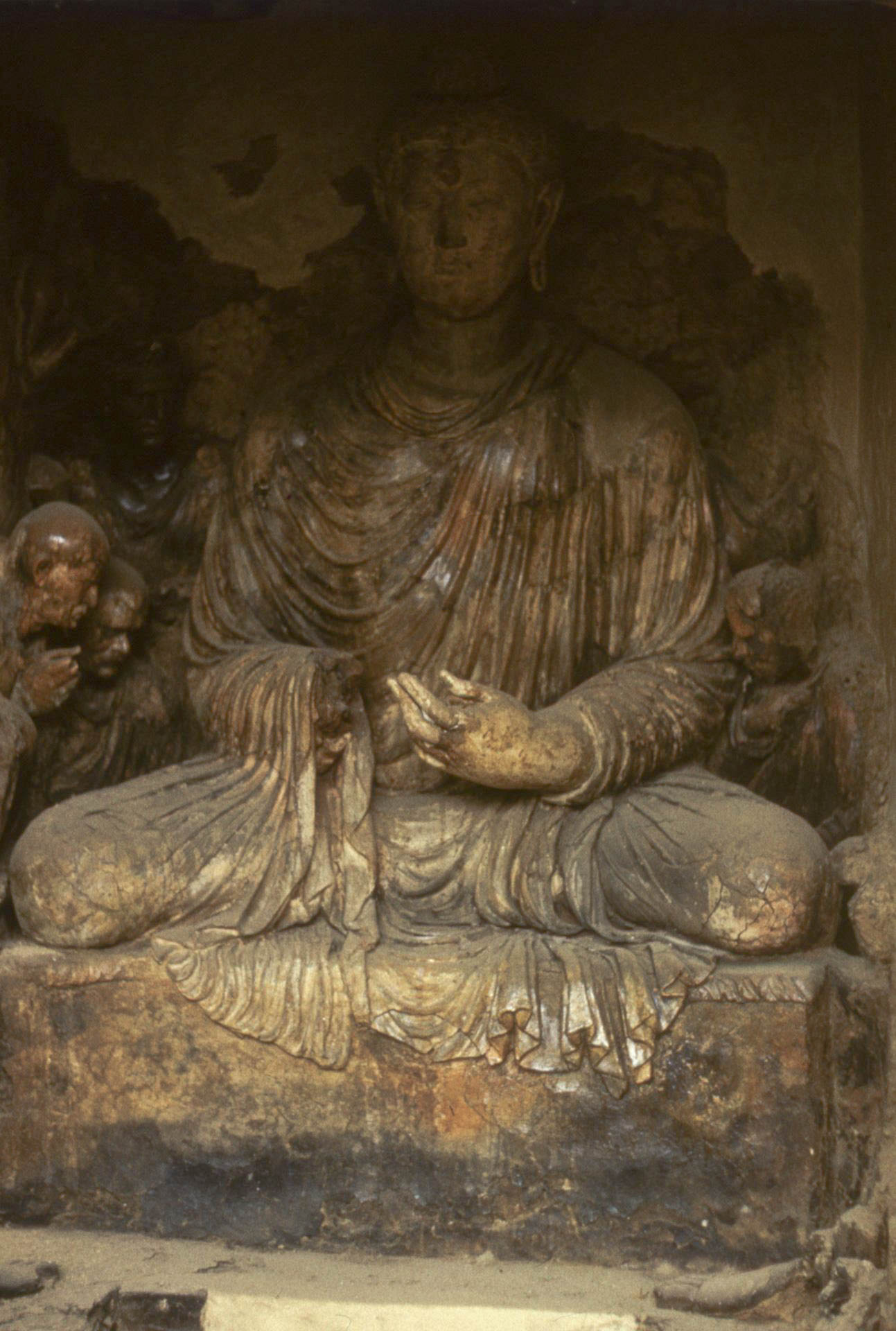
Bouddha en méditation. Terre séchée, traces de polychromie. Stupa d'un monastère de Hadda en 1976 (détruit)
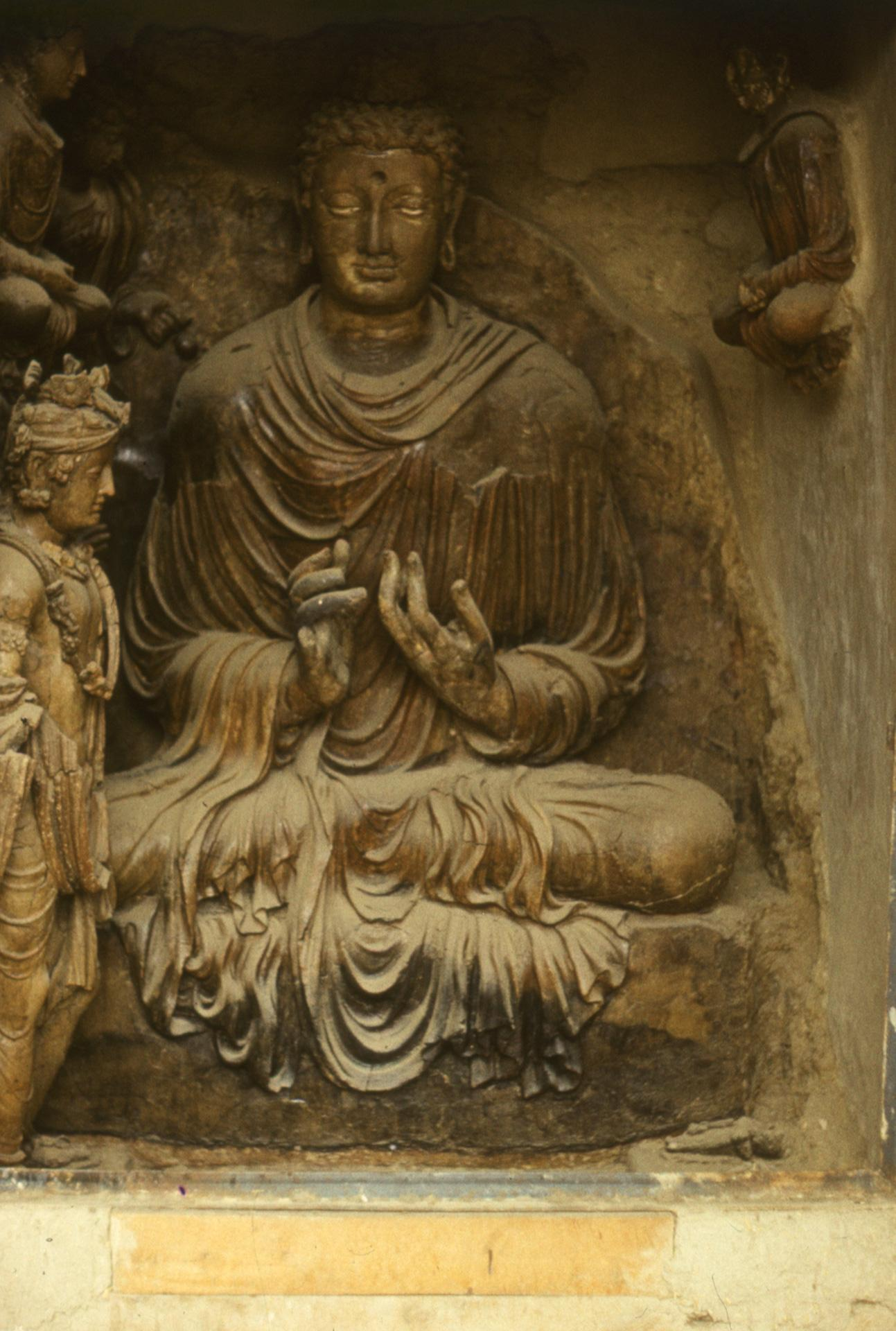
Buddha faisant le geste de l'enseignement, dharmacakra-mudrā. Terre séchée. Stupa 26 de Tapé-Shotor, Hadda en 1976 (détruit)
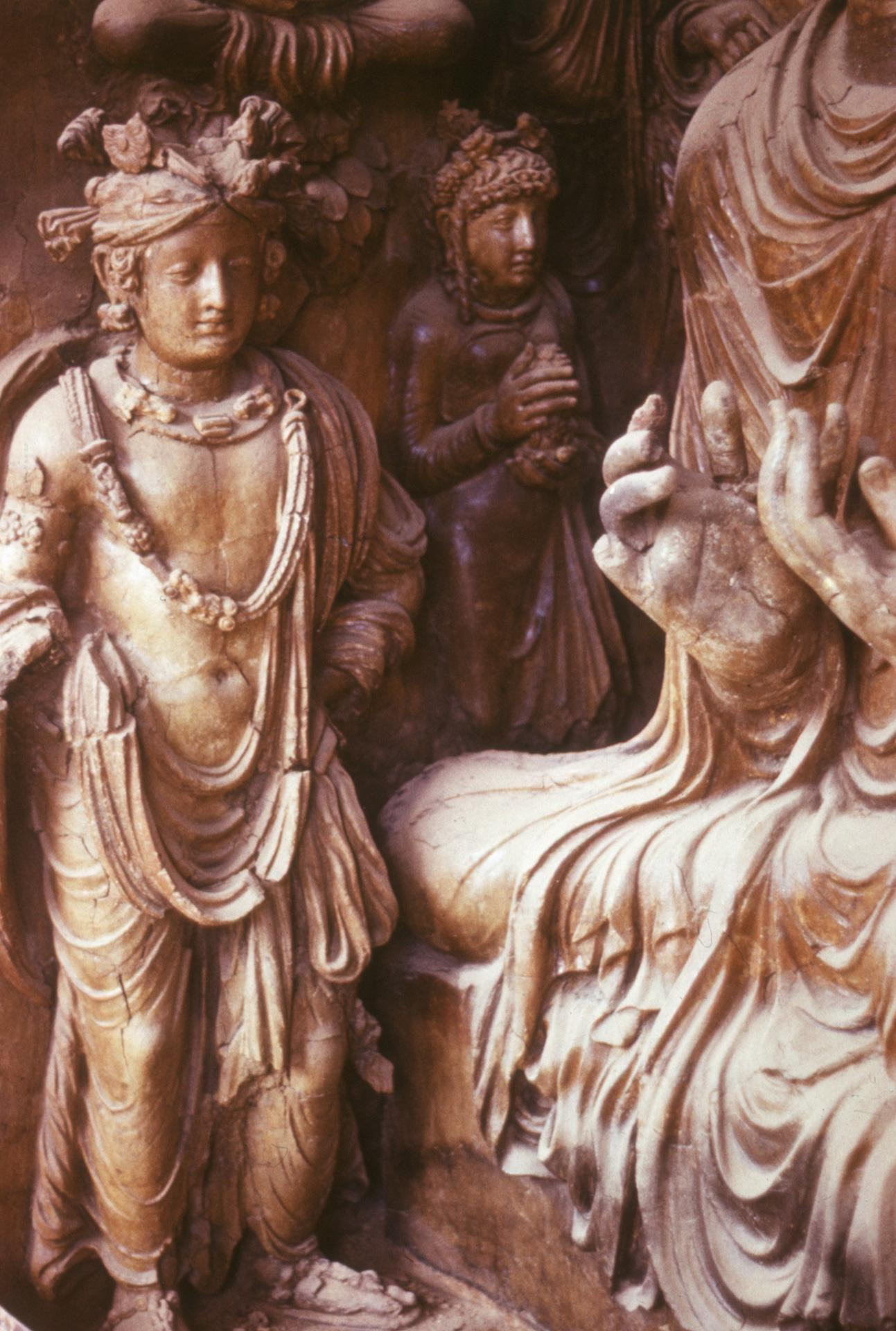
Bodhisattva et Bouddha (id. détail). Terre séchée, traces de polychromie. Stupa 26 de Tapé-Shotor, Hadda en 1976. (détruit)
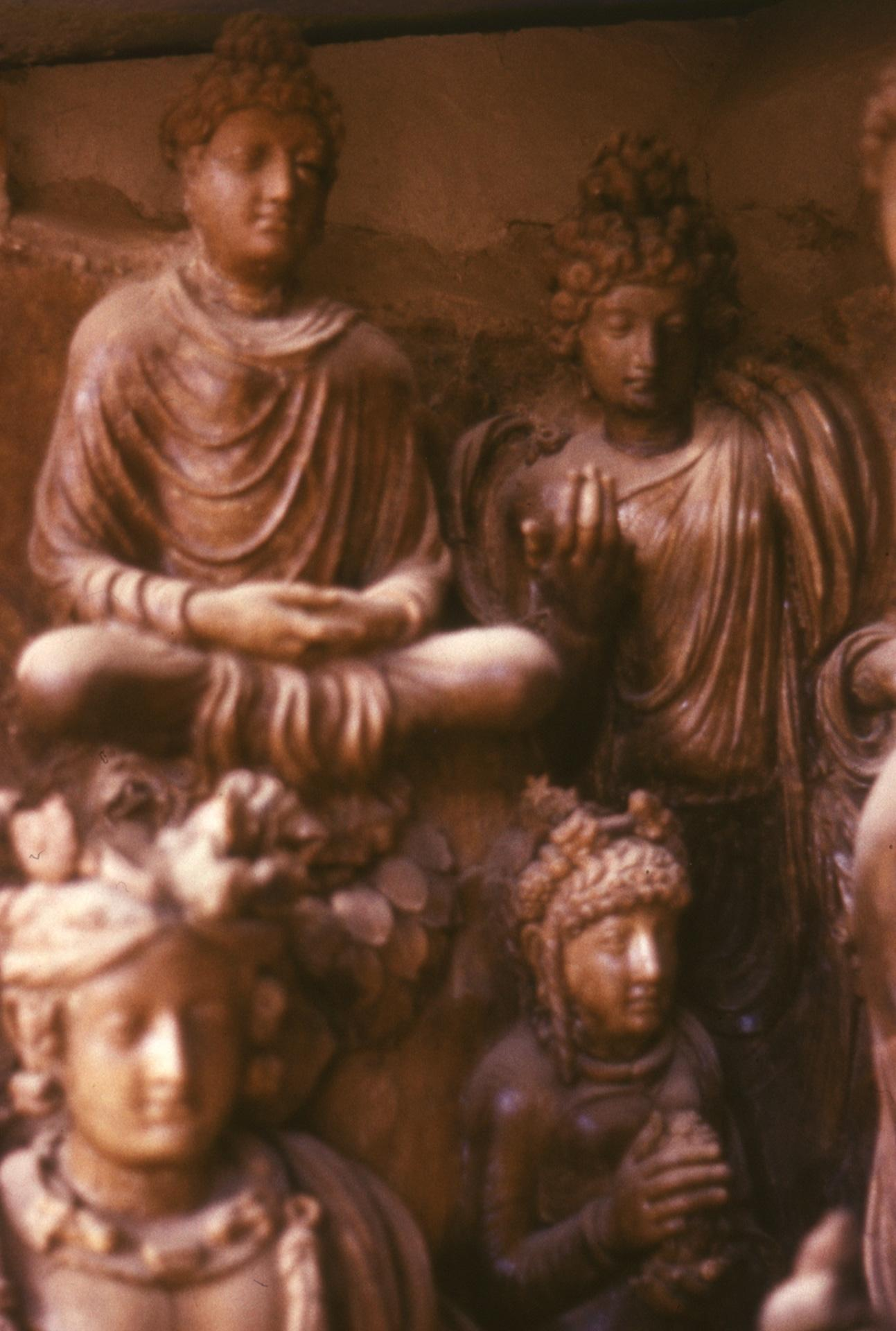
(id. détail) Stupa 26 de Tapé-Shotor, Hadda en 1976. (détruit)
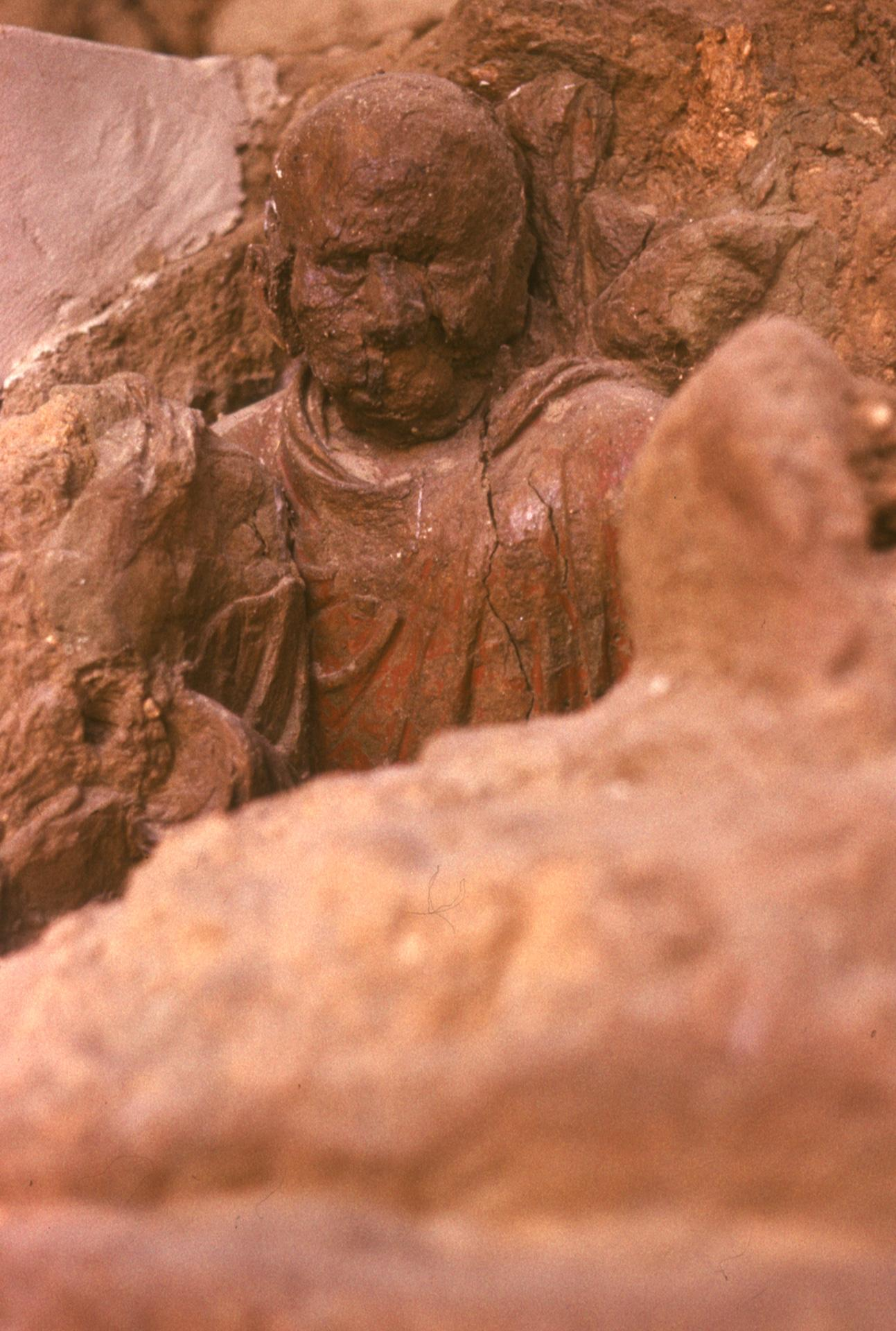
(id. détail) Figure non identifiée, traces de couleurs. Stupa 26 de Tapé-Shotor, Hadda en 1976. (détruit)
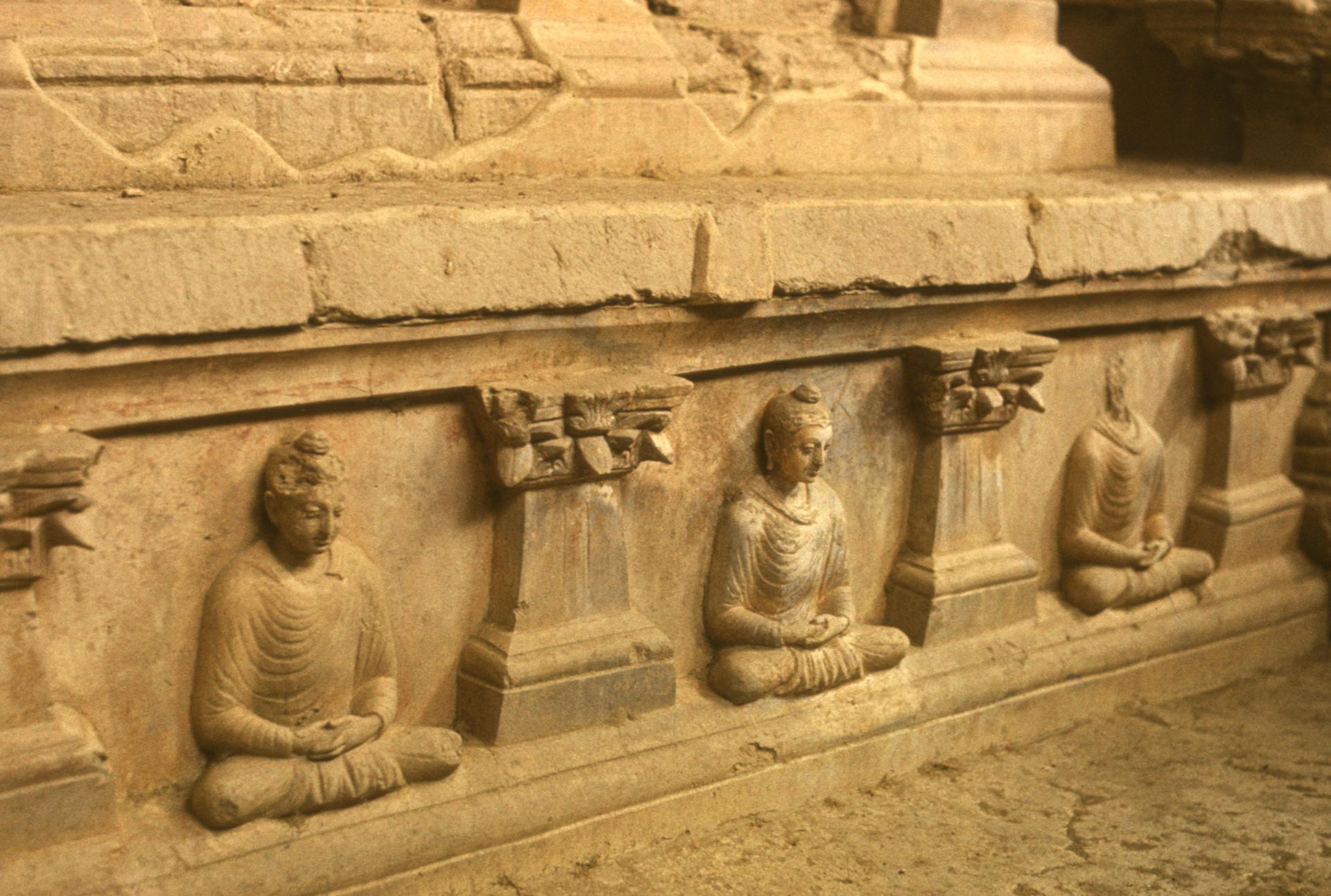
(id. détail) Stupa 26 de Tapé-Shotor, Hadda en 1976. (détruit)
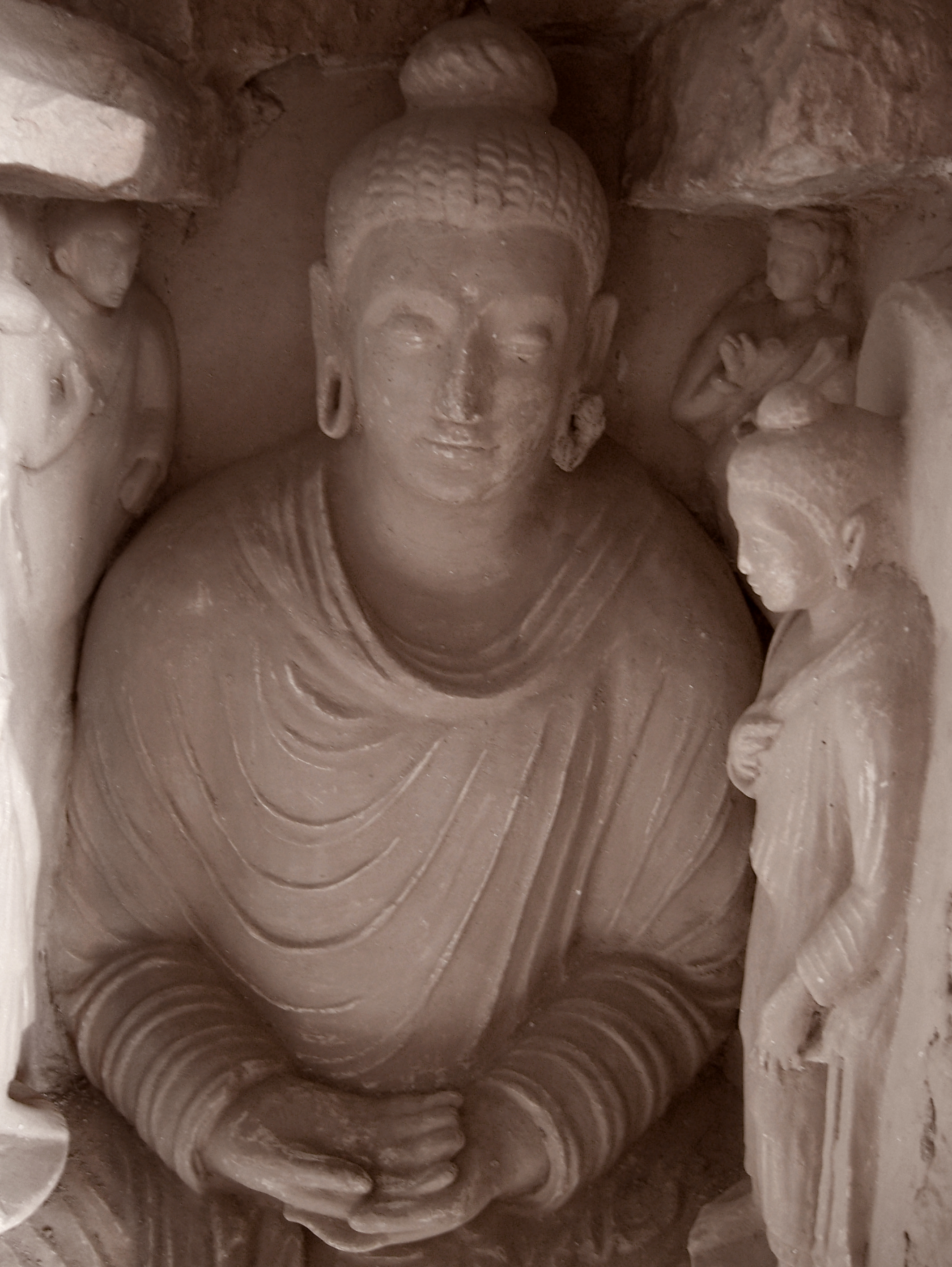
Buddha. Site de Jaulian. Taxila Ve siècle.
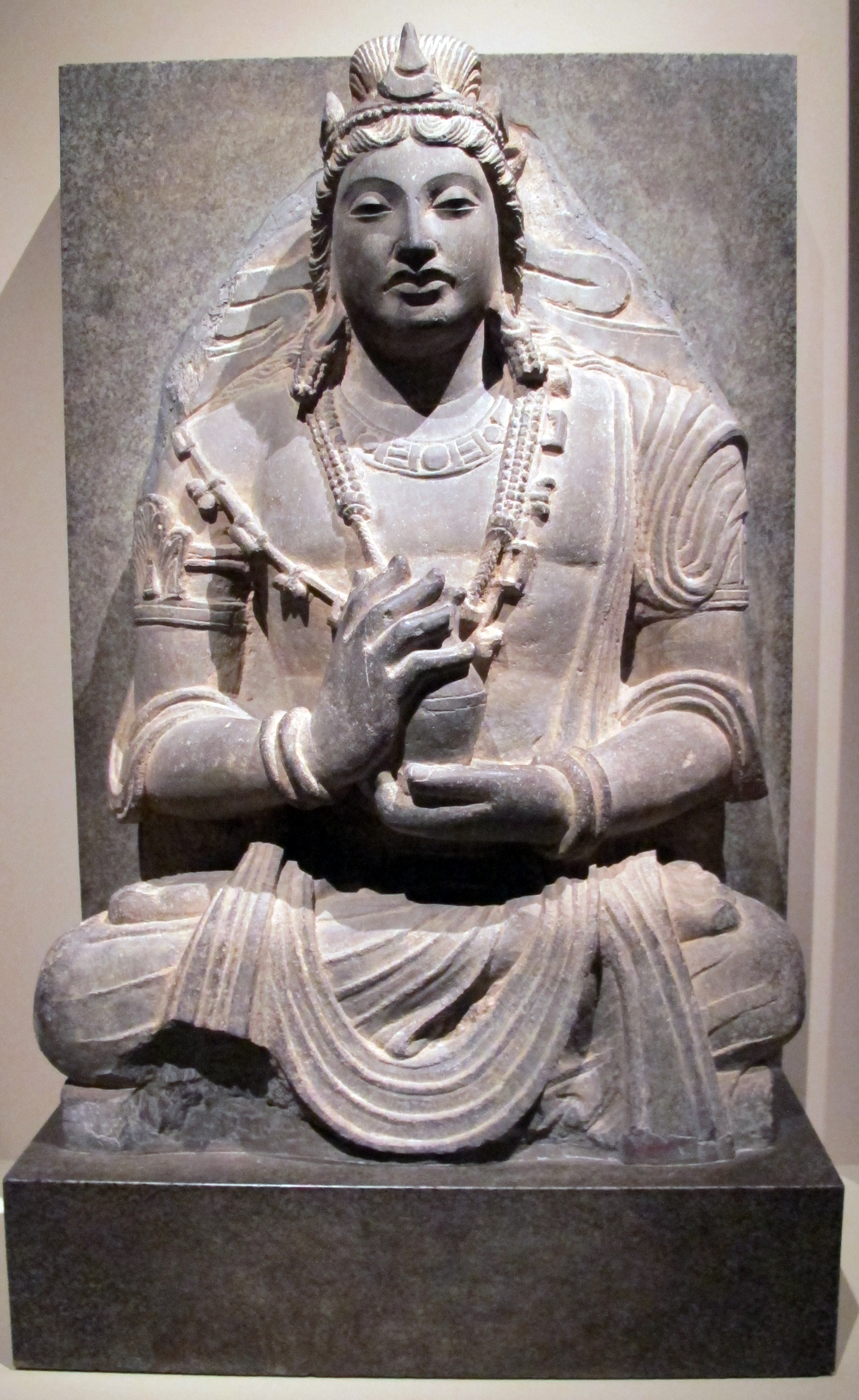
Le Bodhisattva Maitreya (Bouddha du futur) assis. Afghanistan, près de Kaboul. Schiste, VIIe – VIIIe siècle[N 28]. Met.

## La présence des autres religions
La présence des autres religions qui est évidente sur les frappes monétaires, au cours de la période kouchane, ne se manifeste guère sous forme de témoins archéologiques. Mais l'inscription de Rabatak, qui nous éclaire sur la religion de Kanishka, ne fait aucune allusion au bouddhisme : on y trouve la déesse iranienne Nana (de laquelle il a obtenu la royauté), et tout un groupe de dieux iraniens (Athso ? ou Ahura ?) Mazda, probablement Sroshardo, Narasa, Mithra), auxquels s'ajoutent, à proximité de Nana, une Omma (Uma ? la compagne de Shiva) et les dieux indiens Shiva et Skanda.
La distinction manifeste entre monnayages d'or et de bronze s'expliquerait par des stratégies politiques différenciées selon les publics visés. Le monnayage d'or, frappé à l'image de dieux iraniens s'adresserait aux puissants afin de leur imposer durement les dieux kouchans. Le monnayages de bronze incluait des images ambigües : iraniennes / (mais pouvant être interprétées comme) / indiennes et d'autres à l'image de Bouddha mais son nom étant écrit en bactrien. Le monarque s'adressait, sans trop savoir si le message serait perçu, aux masses populaires (ces pièces se retrouvent partout et en grand nombre) et permettait à chacun d'imaginer reconnaitre dans les dieux associés au pouvoir des divinités indiennes.

### L'apparition précoce de l'hindouisme au Gandhara
C'est au cours de la période Kouchane que l'on peut constater la présence de l'hindouisme, très visible sur les monnaies (bien plus que le bouddhisme), sous la forme d'un dieu mâle identifié au dieu hindou Shiva, mais qui semble être confondu ici avec un dieu d'origine iranienne, Oesho (OHÞO). Il porte une lance qui se termine en trident, il est accompagné par un taureau et désigné par l'inscription OHÞO. Contrastant avec cette visibilité sur les monnaies les monuments et les sculptures en sont extrêmement rares. Des plaques de terre cuite peintes représentent Shiva, Zeus et Sérapis, du VIe siècle et conservées au Metropolitan Museum dans un style de peinture à la fois proche de celles d'Ajantâ, en Inde, mais aussi des monastères de Miran, sur la Route de la soie, à l'extrême Est, mais réalisées par un peintre qui portait un nom romain, et qui a signé de sa main.
L'hindouisme apparait au Gandhara, à côté des autres cultes et ceci dès l'époque kouchane. On y retrouve en particulier les divinités hindoues : Shiva, Vishnou, Skanda, ... Mais aussi des divinités locales, même si elles sont assez proches de divinités hindoues ou iraniennes, comme le dieu Wēś, sur les monnaies de Vima Kadphises, puis sur celle de Kanishka avec l'inscription OHÞO. Cette divinité a de nombreux points de similitude avec Shiva. Cela ne signifie pas que les dirigeants kouchans étaient convertis au shivaïsme. Mais qu'ils indiquaient ainsi sur leurs monnaies qu'ils faisaient une place pour chacune des divinités qui étaient l'objet d'un culte parmi les différentes composantes de la population. D'autre part les attributs de Wēś proviennent de monnaies scythes, et même la figuration de sa personne, sur les monnaies. Aucune représentation tridimensionnelle n'en a été conservée. Mais le cas de cette divinité est assez éclairante des pratiques propres à l'empire kouchan : comme il n'existait pas de prototypes à ces représentations les souverains firent appel à des images et des attributs qui existaient dans les monnaies précédentes. Ces images de dieux iraniens ou mésopotamiens étaient composés sur des modèles scythes et on leur attribuait des noms bactriens. On peut parler d'un syncrétisme culturel et religieux. Ces divinités hindoues apparaissent dès l'époque kouchane : Ier – IIIe siècle.

## Où sont les plus grandes collections d'art du Gandhara?
Le musée de Peshawar détient, probablement, la plus belle collection d'objets d'art du Gandhara, avec les musées de Taxila, le Swat Museum et celui de Lahore ainsi que le Musée National du Pakistan à Karachi. Mais le Musée Guimet (qui possède une très remarquable collection), le British Museum, le Musée d'art asiatique de Berlin, le Musée national d'art oriental de Rome et le Musée d'art oriental de Turin, ainsi que les Musées Royaux d'Art et d'Histoire à Bruxelles disposent d'importantes collections sur ce sujet. Un splendide bodhisattva kushan se trouve au Musée des arts asiatiques de Nice. Les musées des États-Unis (dont le Metropolitan Museum of Art de New York et le Musée d'art asiatique de San Francisco) et, au Japon, le Musée national de Tokyo possèdent des collections de tout premier ordre.